# Iran
Iran, oficial Republica Islamică Iran (IRI) și cunoscut și sub numele de Persia, este o țară din Asia de Vest. Se învecinează cu Turcia la nord-vest și Irak la vest, Azerbaidjan, Armenia, Marea Caspică și Turkmenistan la nord, Afganistan la est, Pakistan la sud-est, Golful Oman și Golful Persic la sud. Republica Islamică Iran - cu o populație majoritară șiită - de aproximativ 86 de milioane de locuitori și o suprafață de 1.648.195 km2 (636.372 mi2), se află pe locul 17 la nivel global atât în ceea ce privește suprafața, cât și densitatea populației. Este a șasea țară ca mărime din Asia și una dintre cele mai muntoase țări din lume. Țara este împărțită în cinci regiuni, cu 31 de provincii. Teheran este capitala națională, cel mai mare oraș și centru financiar.
Fost „leagăn al civilizației”, locuit încă din Paleoliticul inferior, o mare parte a Iranului a fost unificată pentru prima dată ca entitate politică de Medi sub conducerea lui Ciaxares în secolul al VII-lea E.V., atingând apogeul teritorial în secolul al VI-lea E.V., când Cirus cel Mare a fondat Imperiul Ahemenid, unul dintre cele mai mari din istoria antică. Alexandru cel Mare a cucerit imperiul în secolul al IV-lea E.V. O rebeliune iraniană a stabilit Imperiul Part în secolul al III-lea î.Hr. și a eliberat țara, care a fost succedată de Imperiul Sasanid în secolul al III-lea E.N. Iranul antic a văzut unele dintre cele mai timpurii dezvoltări ale scrisului, agriculturii, urbanizării, religiei și guvernării centrale. Epoca sasanidă este considerată o epocă de aur în istoria civilizației iraniene. Musulmanii au cucerit regiunea în secolul al VII-lea E.N., ducând la islamizarea Iranului. Literatura persană, filosofia, matematica, medicina, astronomia și arta, care au înflorit în epoca sasanidă, au fost reînnoite în timpul Epocii de aur islamice și Renașterii Persane, când o serie de dinastii musulmane iraniene au pus capăt dominației arabe, au revitalizat limba persană și au condus țara până la cuceririle selgiucide și mongole din secolele XI-XIV.
În secolul al XVI-lea, Safavizii au reînființat un stat iranian unificat, cu șiismul ca religie oficială. În timpul Imperiului Afșarid în secolul al XVIII-lea, Iranul a fost o mare putere mondială, dar acest lucru nu a mai fost valabil după ce Qajarii au preluat puterea în anii 1790. Începutul secolului al XX-lea a văzut Revoluția Constituțională Persană și înființarea dinastiei Pahlavi de către Reza Shah cel Mare, care l-a detronat pe ultimul șah Qajar în anul 1925. Încercările lui Mohammad Mosaddegh de a naționaliza industria petrolieră au dus la o Lovitura de stat din Iran din 1953. După Revoluția Iraniană, monarhia a fost înlăturată în anul 1979, iar Republica Islamică Iran a fost înființată de Ruhollah Khomeini, care a devenit primul Lider Suprem al țării. În 1980, Irakul a invadat Iranul, declanșând războiul de opt ani dintre Iran și Irak, care s-a încheiat într-un impas.
Iranul este oficial guvernat ca o republică islamică unitară cu un sistem prezidențial, autoritatea supremă fiind deținută de un Lider Suprem. Guvernul este autoritar și a atras critici largi pentru încălcări grave ale drepturilor omului și libertăților civile. Iranul este o mare putere regională, datorită rezervelor sale mari de combustibili fosili, inclusiv celei de-a doua cea mai mare rezervă de gaze naturale din lume, a treia cea mai mare rezervă de petrol, locației sale geopolitice semnificative, capabilităților militare, hegemoniilor culturale, influenței regionale și rolului său ca punct focal al Islamului șii. Economia iraniană este a 23-a ca mărime la nivel mondial după PPC. Iranul este membru fondator al Națiunilor Unite, OIC, OPEC și ECO, precum și membru actual al NAM, SCO și BRICS. Iranul găzduiește 28 de situri UNESCO ale Patrimoniului Mondial, al zecelea cel mai mare număr din lume, și se află pe locul 5 în ceea ce privește Patrimoniul Cultural Imaterial sau comorile umane.

## Etimologie

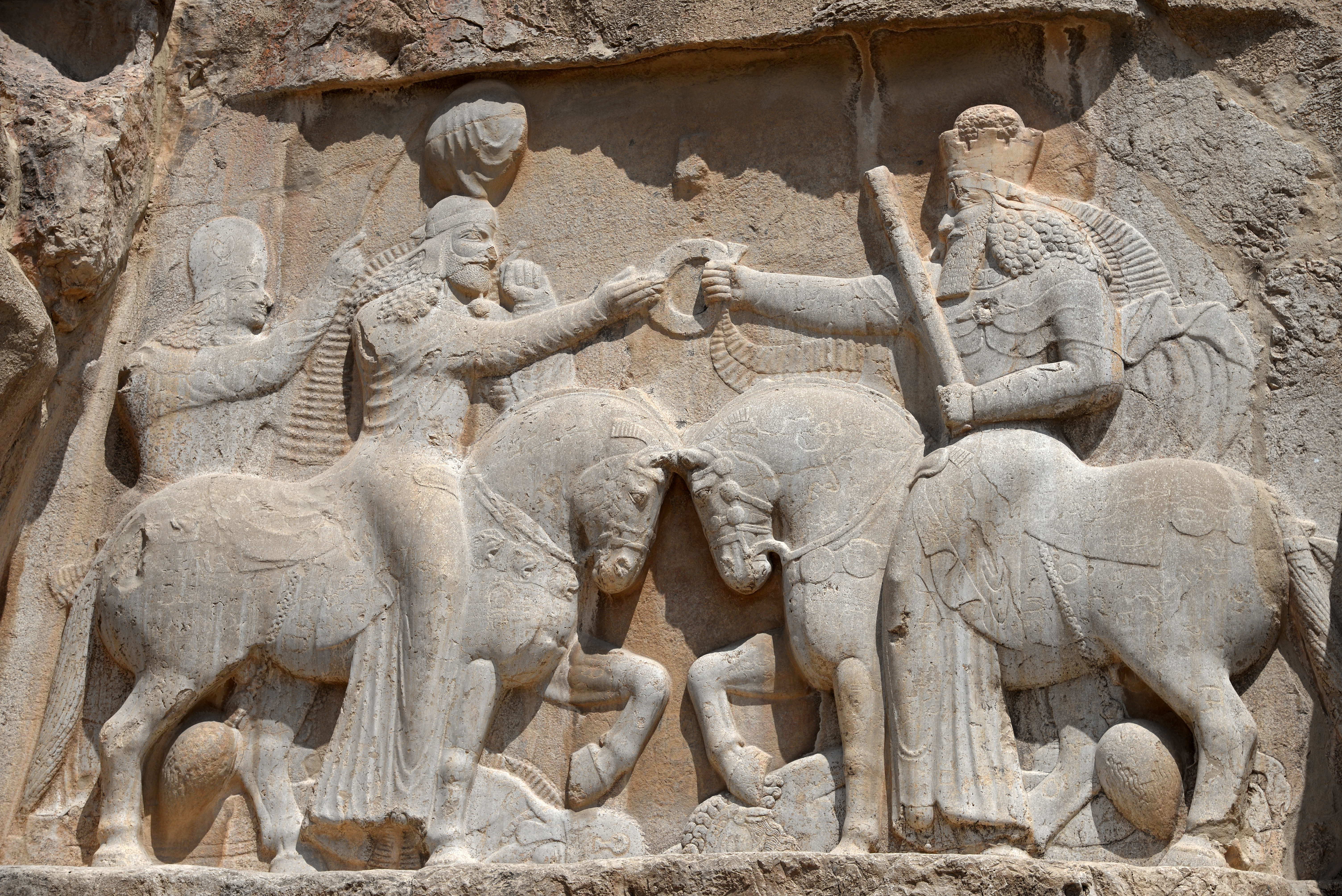
Relieful stâncos al lui Ardașir I (224–242 d.Hr.) la Naqsh-e Rostam, inscripționat „Aceasta este figura lui Mazdaworshipper, domnul Ardașir, Regele Iranului.”

Termenul Iran 'țara arienilor' derivă din persana medie Ērān, atestat pentru prima dată într-o inscripție din secolul al III-lea de la Naqsh-e Rostam, cu inscripția însoțitoare în limba partă folosind Aryān, în referire la iranieni. Ērān și Aryān sunt forme de plural oblice ale substantivelor gentilice ēr- (persana medie) și ary- (partă), derivând din limba proto-iraniană *arya- (însemnând „arian”, adică al iranienilor), recunoscut ca un derivat al limbii proto-indo-europene *ar-yo-, însemnând 'cel care se asamblează (îndemânatic)'. Conform mitologiei iraniene, numele provine de la Iraj, un rege legendar.
Iranul a fost denumit Persia de către Occident, datorită istorienilor greci care se refereau la întregul Iran ca Persís, însemnând „țara persanilor”. Persia este provincia Fars din sud-vestul Iranului, a patra cea mai mare provincie, cunoscută și sub numele de Pârs. Persanul Fârs (فارس), derivat din forma anterioară Pârs (پارس), care la rândul său derivă din Pârsâ (persana veche: 𐎱𐎠𐎼𐎿). Datorită importanței istorice a Farsului, Persia a provenit din acest teritoriu prin greci în jurul anului 550 î.Hr., iar occidentalii se refereau la întreaga țară ca Persia, până în 1935, când Reza Shah a cerut comunității internaționale să folosească numele său nativ și original, Iran; iranienii își numeau națiunea Iran încă din cel puțin 1000 î.Hr. Astăzi, atât Iran cât și Persia sunt folosite cultural, în timp ce Iran rămâne obligatoriu în uz oficial.
Pronunția persană a lui Iran este [ʔiːˈɾɒːn]. Pronunțiile englezești din Commonwealth ale lui Iran sunt listate în Oxford English Dictionary ca /ɪˈrɑːn/ și /ɪˈræn/, în timp ce dicționarele englezești americane oferă pronunții care corespund la /ɪˈrɑːn, -ˈræn, aɪˈræn/, sau /ɪˈræn, ɪˈrɑːn, aɪˈræn/. Cambridge Dictionary listează /ɪˈrɑːn/ ca pronunția britanică și /ɪˈræn/ ca pronunția americană. Ghidul de pronunție al Voice of America oferă /ɪˈrɑːn/.

## Istorie

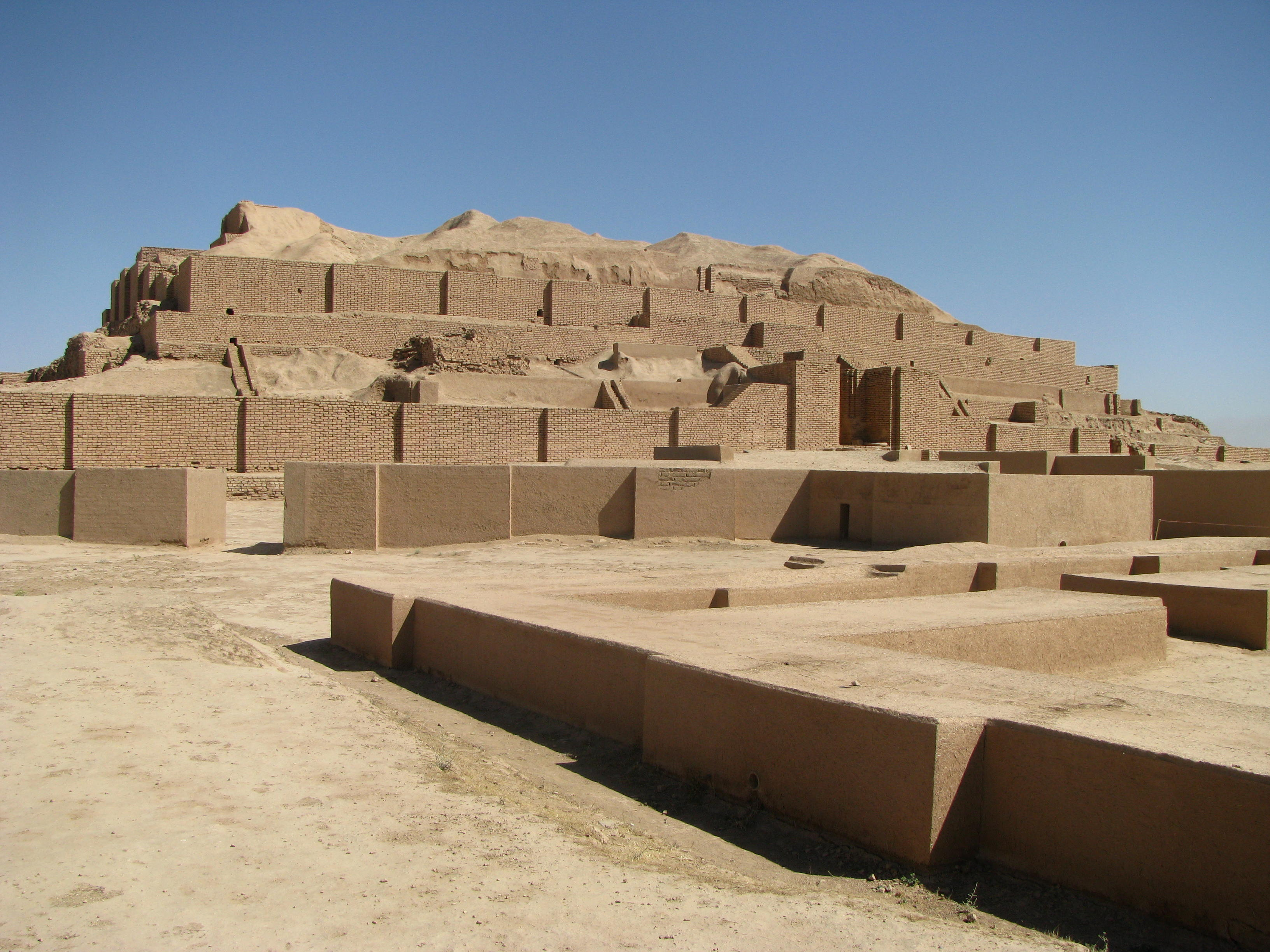
Chogha Zanbil este unul dintre puținele zigguraturi existente în afara Mesopotamiei și este considerat cel mai bine conservat exemplu din lume.

Iranul găzduiește una dintre cele mai vechi civilizații majore continue din lume, cu așezări istorice și urbane datând din 4000 î.Hr. Partea vestică a platoului iranian a participat la tradiționalul Orientul Apropiat Antic cu Elam (3200–539 î.Hr.), și mai târziu cu alte popoare precum casiții, maneenii și guti. Georg Wilhelm Friedrich Hegel i-a numit pe persani „primul popor istoric”. Imperiul Iranian a început în Epoca Fierului cu ascensiunea Medilor, care au unificat Iranul ca națiune și imperiu în 625 î.Hr. Imperiul Ahemenid (550–330 î.Hr.), fondat de Cirus cel Mare, a fost cel mai mare imperiu pe care l-a cunoscut lumea, întinzându-se de la Balcani la Africa de Nord și Asia Centrală. Acesta a fost succedat de Imperiul Seleucid, Imperiul Part și Imperiul Sasanid, care au condus Iranul timp de aproape 1.000 de ani, făcând din Iran din nou o putere de frunte. Arhi-rivalul Persiei în acest timp a fost Imperiul Roman și succesorul său, Imperiul Bizantin.
Iranul a suferit invazii din partea macedonenilor, arabilor, turcilor și mongolilor. În ciuda acestor invazii, Iranul și-a reafirmat în mod continuu identitatea națională și s-a dezvoltat ca o entitate politică și culturală distinctă. Cucerirea islamică a Persiei (anii 632–654) a pus capăt Imperiului Sasanid și a marcat un punct de cotitură în istoria Iranului, ducând la islamizarea Iranului din secolele al VIII-lea până în al X-lea și declinul zoroastrismului. Cu toate acestea, realizările civilizațiilor persane anterioare au fost absorbite în noua entitate politică islamică. Iranul a suferit invazii din partea triburilor nomade în timpul Evului Mediu târziu și perioadei moderne timpurii, ceea ce a avut un impact negativ asupra regiunii. Iranul a fost reunificat ca stat independent în 1501 de Dinastia Safavidă, care a stabilit Islamul șii ca religie oficială a imperiului, marcând un alt punct de cotitură în istoria Islamului. Iranul a funcționat din nou ca o putere mondială de frunte, în special în rivalitatea cu Imperiul Otoman. În secolul al XIX-lea, Iranul a pierdut teritorii semnificative în Caucaz în favoarea Imperiului Rus în urma Războaielor ruso-persane.
Iranul a rămas o monarhie până la Revoluția Iraniană din anul 1979, când a devenit oficial o republică islamică la 1 aprilie 1979. De atunci, Iranul a cunoscut schimbări politice, sociale și economice semnificative. Instaurarea Republicii Islamice Iran a condus la restructurarea sistemului său politic, cu Ayatollah Khomeini ca Lider Suprem. Relațiile externe ale Iranului au fost modelate de Războiul Iran-Irak (anii 1980–1988), tensiunile continue cu Statele Unite și programul său nuclear, care a fost un punct de dispută în diplomația internațională.

### Preistorie

#### Paleolitic
Cele mai vechi artefacte arheologice din Iran au fost găsite în siturile Kashafrud și Ganj Par, care se crede că datează de acum 100.000 de ani, în perioada Paleoliticului Mijlociu. Unelte de piatră de tip Mousterian realizate de Neanderthali au fost, de asemenea, descoperite. Există mai multe rămășițe culturale ale Neanderthalilor care datează din perioada Paleoliticului Mijlociu, descoperite în principal în regiunea Zagros și mai puține în Iranul central, în situri precum Kobeh, Kunji, Peștera Bisitun, Tamtama, Warwasi și Peștera Yafteh. În 1949, un os de Neanderthal (radius) a fost descoperit de Carleton S. Coon în Peștera Bisitun. Dovezi pentru perioadele Paleoliticului Superior și Epipaleoliticului sunt cunoscute în principal din Munții Zagros, în peșterile din Kermanshah și Khorramabad, precum și din câteva situri din Piranshahr, Alborz și Iranul Central. În această perioadă, oamenii au început să creeze arta rupestră.

#### Neolitic și Calcolitic
Comunitățile agricole timpurii, precum Chogha Golan din 10.000 î.Hr., împreună cu așezări precum Chogha Bonut (cel mai vechi sat din Elam) din 8000 î.Hr., au început să prospere în și în jurul regiunii Munților Zagros din vestul Iranului. În aproximativ aceeași perioadă, cele mai vechi vase de lut și figurine de teracotă reprezentând oameni și animale au fost produse la Ganj Dareh, tot în vestul Iranului. Există, de asemenea, figurine umane și animale vechi de 10.000 de ani de la Tepe Sarab din provincia Kermanshah, printre multe alte artefacte antice.
Partea de sud-vest a Iranului a făcut parte din Crescentul Fertil, unde au fost cultivate primele culturi importante ale omenirii, în sate precum Susa (unde o așezare a fost întemeiată pentru prima dată posibil încă din 4395 î.Hr.).:46–47 Așezări precum Chogha Mish, care datează din 6800 î.Hr., precum și borcane de vin vechi de 7.000 de ani excavate în Munții Zagros (acum expuse la Universitatea din Pennsylvania) și ruinele așezărilor vechi de 7000 de ani, precum Tepe Sialk, sunt dovezi suplimentare ale acestui fapt. Cele două principale așezări neolitice din Iran au fost Ganj Dareh și ipotetica Cultura Zayandeh River.

#### Epoca Bronzului

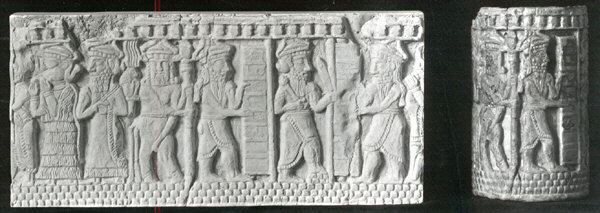
Cilindru cu scenă ritualică, începutul mileniului II î.Hr., Geoy Tepe, Iran

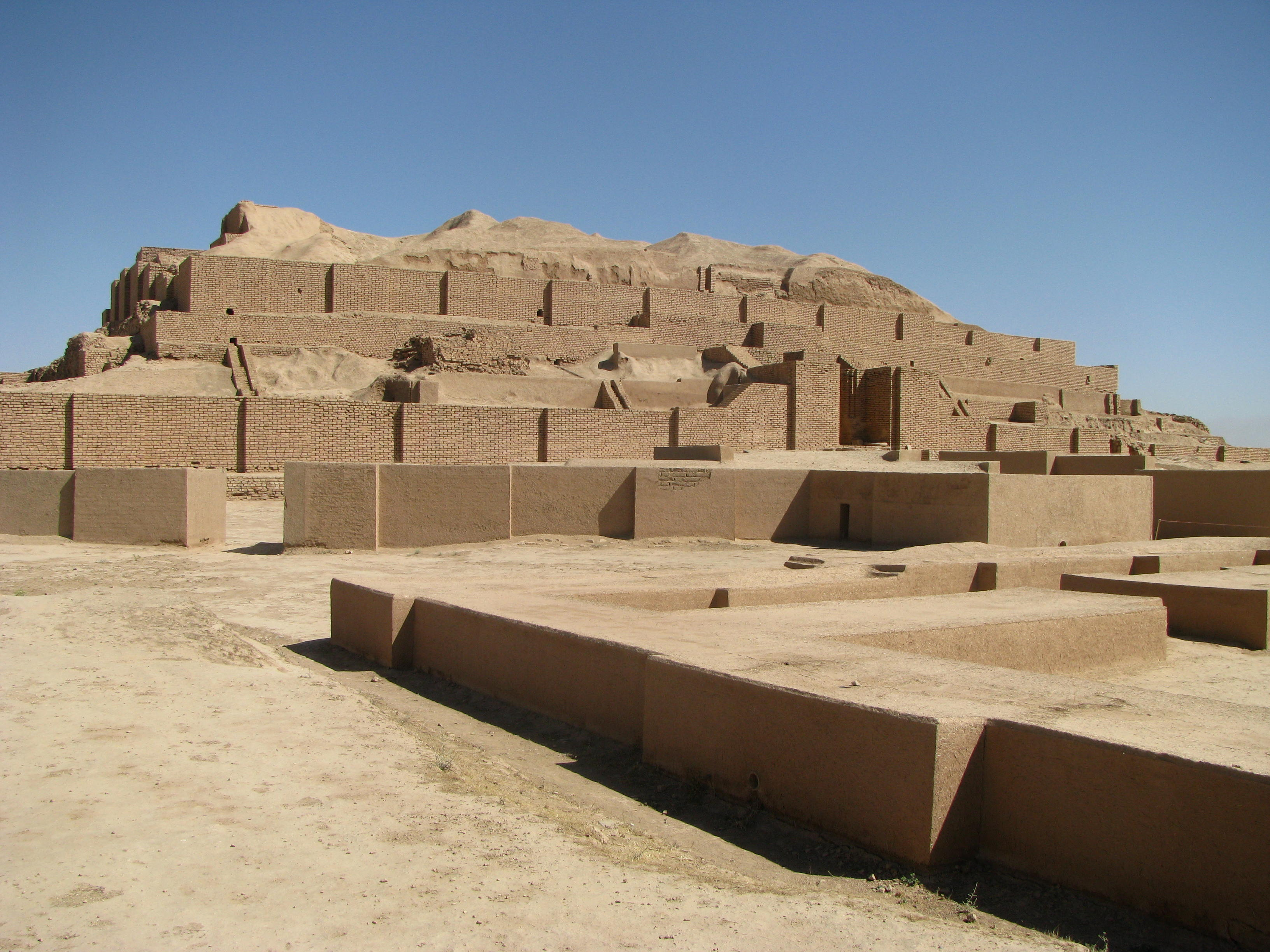
Chogha Zanbil este unul dintre puținele zigguraturi existente în afara Mesopotamiei și este considerat cel mai bine conservat exemplu din lume.

Părți din ceea ce este astăzi nord-vestul Iranului au făcut parte din Cultura Kura–Araxes (circa 3400 î.Hr.—cca. 2000 î.Hr.), care se întindea în regiunile învecinate ale Caucazului și Anatoliei.
Susa este una dintre cele mai vechi așezări cunoscute din Iran și din lume. Bazat pe datarea cu C14, timpul fondării orașului este la fel de devreme ca anul 4395 î.Hr.,. Percepția generală printre arheologi este că Susa a fost o extensie a orașului-stat sumerian Uruk, încorporând astfel multe aspecte ale culturii mesopotamiene. În istoria sa ulterioară, Susa a devenit capitala Elamului, care a apărut ca stat înființat în anul 4000 î.Hr. Există, de asemenea, zeci de situri preistorice de-a lungul platoului iranian care indică existența unor culturi și așezări urbane antice în mileniul al IV-lea î.Hr. Una dintre cele mai timpurii civilizații de pe platoul iranian a fost Cultura Jiroft din sud-estul Iranului, în provincia Kerman.
Acesta este unul dintre cele mai bogate situri arheologice din Orientul Mijlociu. Săpăturile arheologice de la Jiroft au dus la descoperirea mai multor obiecte aparținând mileniului al IV-lea î.Hr. Există o cantitate mare de obiecte decorate cu gravuri distincte de animale, figuri mitologice și motive arhitecturale. Obiectele și iconografia lor sunt considerate unice. Multe sunt realizate din clorit, o piatră moale cenușiu-verzuie; altele sunt din cupru, bronz, teracotă și chiar lapis lazuli. Săpăturile recente de la aceste situri au produs cea mai veche inscripție din lume, care pre-datează inscripțiile mesopotamiene.
Există înregistrări ale numeroase alte civilizații antice de pe platoul iranian înainte de apariția popoarelor iraniene în timpul Epocii Fierului Timpurii. Epoca Bronzului Timpurie a văzut creșterea urbanizării în orașe-stat organizate și inventarea scrisului (perioada Uruk) în Orientul Apropiat. În timp ce Elamul din Epoca Bronzului a folosit scrisul de la începuturi, scriptul Proto-Elamit rămâne nedescifrat, iar înregistrările din Sumer referitoare la Elam sunt rare.
Istoricul rus Igor M. Diakonoff a afirmat că locuitorii moderni ai Iranului sunt descendenți ai unor grupuri în principal ne-indo-europene, mai precis ai locuitorilor pre-iranici ai Platoului Iranian: „Sunt autohtonii platoului iranian, și nu triburile proto-indo-europene din Europa, cei care sunt, în principal, strămoșii, în sensul fizic al cuvântului, ai iranienilor de astăzi.”

#### Epoca Fierului

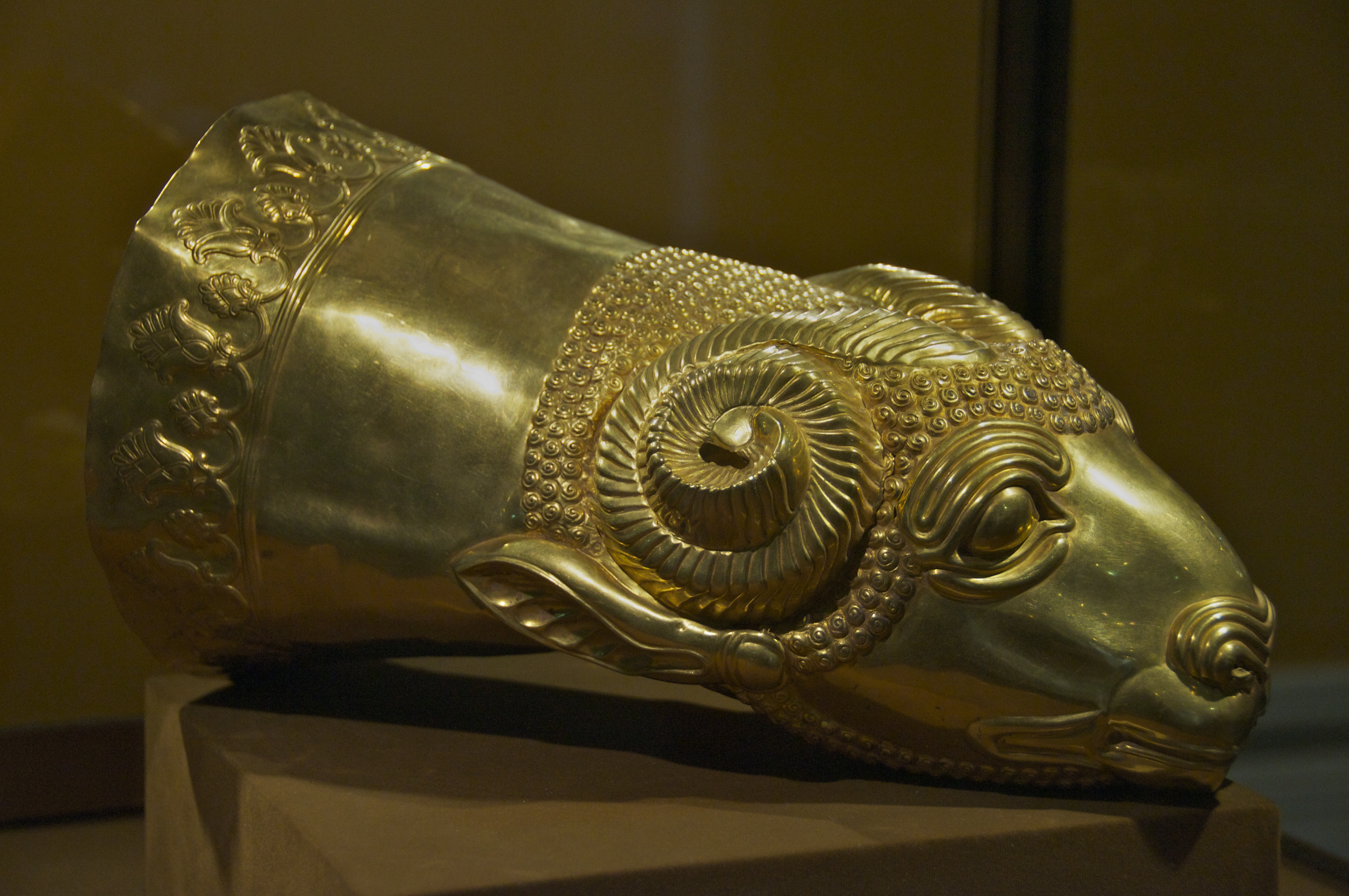
Rhyton în formă de cap de berbec, aur – Saqqez - Kurdistan - vestul Iranului –, sfârșitul secolului al VII-lea–începutul secolului al VI-lea î.Hr.

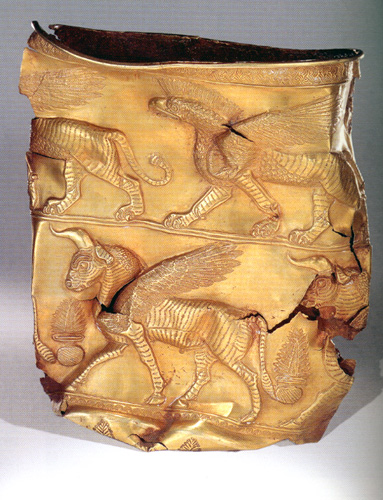
O cupă de aur de la Muzeul Național al Iranului, din prima jumătate a mileniului I î.Hr.

Înregistrările devin mai credibile odată cu ascensiunea Imperiului Neo-Asirian și a înregistrărilor sale privind incursiunile de pe platoul iranian.  Încă din secolul al XX-lea î.Hr., triburi au ajuns pe platoul iranian din stepa Pontic-Caspică. Sosirea iranienilor pe platoul iranian i-a forțat pe elamiți să cedeze una după alta dintre zonele imperiului lor și să se refugieze în Elam, Khuzestan și zonele învecinate, care abia atunci au devenit coterminoase cu Elam. Bahman Firuzmandi spune că iranienii din sud s-ar fi putut amesteca cu popoarele elamite care trăiau pe platou.  Până la mijlocul primului mileniu î.Hr., mezii, persanii și parții populau platoul iranian. Până la ascensiunea mezilor, toți au rămas sub dominația asiriană, la fel ca restul Orientului Apropiat. În prima jumătate a primului mileniu î.Hr., părți din ceea ce este acum Azerbaidjanul Iranian au fost incorporate în Urartu.

### Perioada Medievală

#### Cucerirea Islamică a Persiei (633–651)
Expansiune sub Muhammad, 622–632
     Expansiune în timpul Califatului Rashidun, 632–661
     Expansiune în timpul Califatului Umayyad, 661–750

Fazele cuceririi islamice
Expansiune sub Muhammad, 622–632
Expansiune în timpul Califatului Rashidun, 632–661
Expansiune în timpul Califatului Umayyad, 661–750

În anul 633, când regele sasanid Yazdegerd III conducea Iranul, musulmanii sub conducerea lui Umar au invadat țara imediat după ce aceasta trecuse printr-un război civil sângeros. Mai mulți nobili și familii iraniene, cum ar fi regele Dinar din Casa Karen, și mai târziu Kanarangienii din Khorasan, s-au răzvrătit împotriva stăpânilor lor sasanizi. Deși Casa Mihran a pretins tronul sasanid sub conducerea celor doi generali proeminenți Bahrām Chōbin și Shahrbaraz, aceasta a rămas loială sasanizilor în timpul luptei lor împotriva arabilor. Cu toate acestea, Mihranii au fost în cele din urmă trădați și învinși de proprii lor consăteni, Casa Ispahbudhan, sub conducerea lui Farrukhzad, care se răzvrătise împotriva lui Yazdegerd III.
Yazdegerd III a fugit dintr-un district în altul până când un morar local l-a ucis pentru punga sa la Merv în anul 651. Până în anul 674, musulmanii cuceriseră Khorasanul Mare (care includea provincia modernă iraniană Khorasan, Afganistanul modern și părți din Transoxiana).
Cucerirea islamică a Persiei a pus capăt Imperiului Sasanid și a dus la declinul treptat al religiei zoroastriene în Persia. De-a lungul timpului, majoritatea iranienilor s-au convertit la islam. Majoritatea aspectelor civilizațiilor persane anterioare nu au fost abandonate, ci au fost absorbite de noua entitate islamică. După cum a comentat Bernard Lewis:
„Aceste evenimente au fost văzute în Iran în moduri diferite: de unii ca o binecuvântare, sosirea adevăratei credințe, sfârșitul epocii ignoranței și păgânismului; de alții ca o înfrângere națională umilitoare, cucerirea și supunerea țării de către invadatori străini.”

#### Perioada Abbasidă și dinastiile iraniene autonome

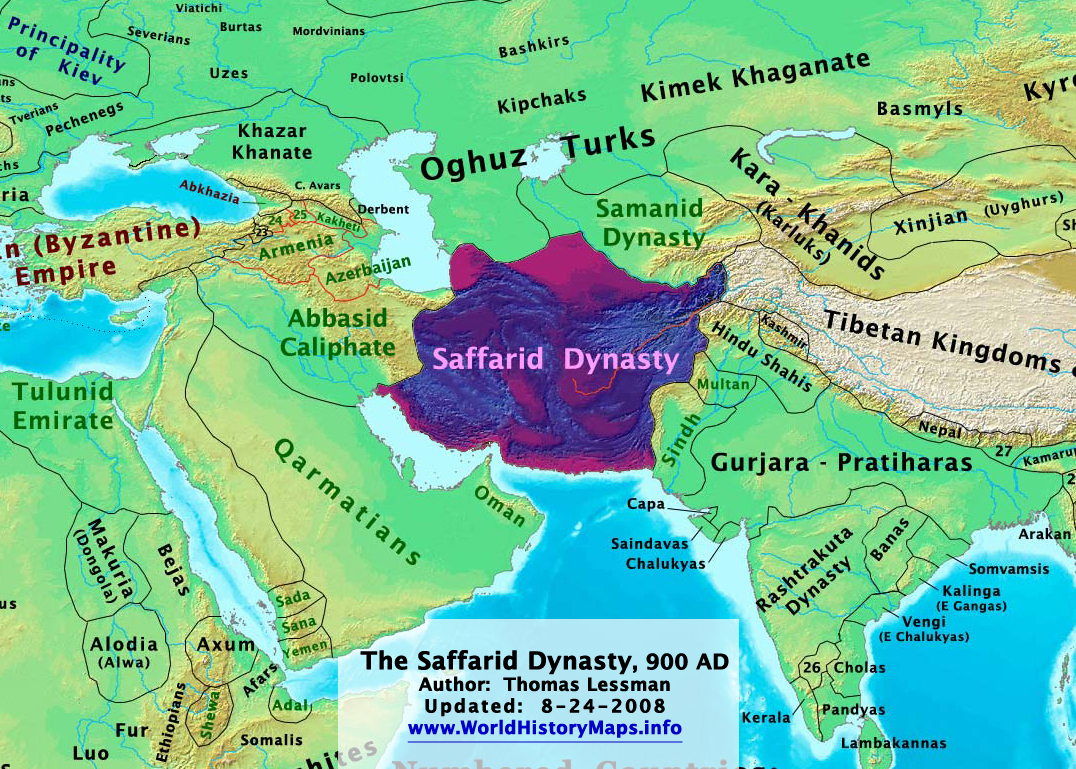
Dinastia Saffarid în anul 900 d.Hr.

Harta dinastiilor iraniene la mijlocul secolului al X-lea.

Armata abbasidă era compusă în principal din horasanieni și era condusă de un general iranian, Abu Muslim Khorasani. Aceasta conținea atât elemente iraniene, cât și arabe, iar abbasizii beneficiau de sprijin atât din partea iranienilor, cât și a arabilor. Abbasizii i-au înlăturat pe umayyazi în anul 750. Conform lui Amir Arjomand, Revoluția Abbasidă a marcat în esență sfârșitul imperiului arab și începutul unui stat mai incluziv și multietnic din Orientul Mijlociu.
Una dintre primele schimbări pe care abbasizii le-au făcut după preluarea puterii de la umayyazi a fost mutarea capitalei imperiului din Damasc, în Levant, în Irak. Această din urmă regiune era influențată de istoria și cultura persană, iar mutarea capitalei a făcut parte din cerința mawali-lor persani de a reduce influența arabă în imperiu. Orașul Bagdad a fost construit pe Tigru, în anul 762, pentru a servi drept nouă capitală abbasidă.
Abbasizii au înființat poziția de vizir, precum Barmakizii, în administrația lor, care era echivalentul unui „vice-calif” sau al unui secund în comandă. În cele din urmă, această schimbare a însemnat că mulți califi sub abbasizi au ajuns să aibă un rol mult mai ceremonial decât înainte, vizirul deținând puterea reală. O nouă birocrație persană a început să înlocuiască vechea aristocrație arabă, iar întreaga administrație reflecta aceste schimbări, demonstrând că noua dinastie era diferită în multe privințe de umayyazi.
Până în secolul al IX-lea, controlul abbasizilor a început să scadă, pe măsură ce lideri regionali au apărut în colțurile îndepărtate ale imperiului pentru a contesta autoritatea centrală a califatului abbasid. Califii abbasizi au început să recruteze mamluki, războinici turcofoni, care se mutaseră din Asia Centrală în Transoxiana ca războinici sclavi încă din secolul al IX-lea. La scurt timp după aceea, puterea reală a califilor abbasizi a început să scadă; în cele din urmă, aceștia au devenit figuri religioase, în timp ce sclavii războinici conduceau.

Babak Khorramdin a fost liderul mișcării Khurramīyah. Un devotat zoroastrian, el a condus mișcarea de eliberare persană împotriva stăpânirii arabe opresive.

Secolul al IX-lea a văzut, de asemenea, revolta zoroastrienilor autohtoni, cunoscuți sub numele de Khurramiți, împotriva stăpânirii arabe opresive. Mișcarea a fost condusă de un luptător pentru libertate persan, Babak Khorramdin. Rebeliunea iranizantă a lui Babak, din baza sa din Azerbaidjan din nord-vestul Iranului, cerea o revenire la gloriiile politice ale trecutului iranian. Rebeliunea Khorramdin a lui Babak s-a extins în părțile vestice și centrale ale Iranului și a durat mai mult de douăzeci de ani înainte de a fi înfrântă, când Babak a fost trădat de Afshin, un general de rang înalt al Califatului Abbasid.
Pe măsură ce puterea califilor abbasizi scădea, o serie de dinastii au apărut în diverse părți ale Iranului, unele cu influență și putere considerabilă. Printre cele mai importante dintre aceste dinastii suprapuse se numărau Tahirizii din Khorasan (821–873); Saffarizii din Sistan (861–1003, domnia lor a durat ca maliki ai Sistanului până în 1537); și Samanizii (819–1005), inițial la Bukhara. Samanizii au condus în cele din urmă o zonă care se întindea din centrul Iranului până în Pakistan.
Până la începutul secolului al X-lea, abbasizii aproape că și-au pierdut controlul în favoarea facțiunii persane în creștere cunoscută sub numele de Dinastia Buyid (934–1062). Deoarece mare parte a administrației abbaside fusese deja persană, Buyizii au putut să preia în liniște puterea reală la Bagdad. Buyizii au fost înfrânți la mijlocul secolului al XI-lea de turcii selgiucizi, care au continuat să exercite influență asupra abbasizilor, în timp ce le jurau public loialitate. Echilibrul puterii la Bagdad a rămas astfel – cu abbasizii la putere doar cu numele – până la invazia mongolă din 1258, care a jefuit orașul și a pus capăt definitiv dinastiei abbaside.
În timpul perioadei Abbasid, mawali-lor li s-a acordat emanciparea, iar concepția politică a trecut de la cea a unui imperiu predominant arab la cea a unui imperiu musulman, iar în jurul anului 930 a fost impusă o cerință conform căreia toți birocrații imperiului trebuiau să fie musulmani.

#### Epoca de Aur Islamică, mișcarea Shu'ubiyya și procesul de persanizare

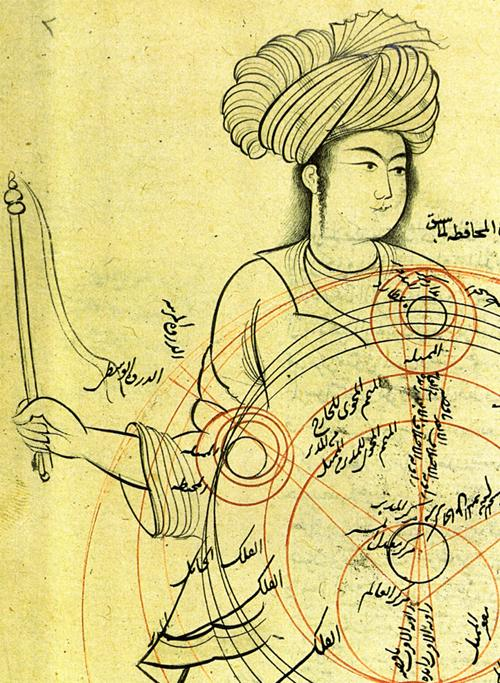
Fragment dintr-un manuscris medieval de Qotbeddin Shirazi (1236–1311), un astronom persan, ilustrând un model planetar epiciclic

Islamizarea a fost un proces lung prin care Islamul a fost adoptat treptat de majoritatea populației Iranului. „Curba de conversie” a lui Richard Bulliet indică faptul că doar aproximativ 10% din iranieni s-au convertit la islam în timpul perioadei relativ arabo-centrice a Umayyazilor. Începând cu perioada Abbasizilor, cu amestecul de conducători persani și arabi, procentul musulman al populației a crescut. Pe măsură ce musulmanii persani și-au consolidat domnia asupra țării, populația musulmană a crescut de la aproximativ 40% la mijlocul secolului al IX-lea la aproape 90% până la sfârșitul secolului al XI-lea. Seyyed Hossein Nasr sugerează că creșterea rapidă a conversiei a fost ajutată de naționalitatea persană a conducătorilor.
Deși persanii au adoptat religia cuceritorilor lor, de-a lungul secolelor au lucrat pentru a proteja și reînvia limba și cultura lor distinctivă, un proces cunoscut sub numele de persanizare. Arabii și turcii au participat la această încercare.
În secolele al IX-lea și al X-lea, subiecții non-arabi ai Ummah-ului au creat o mișcare numită Shu'ubiyya ca răspuns la statutul privilegiat al arabilor. Cei mai mulți dintre cei din spatele mișcării erau persani, dar există referiri la Egipteni, Berberi și Arameeni. Citând ca bază noțiunile islamice de egalitate a raselor și națiunilor, mișcarea era preocupată în primul rând de păstrarea culturii persane și protejarea identității persane, deși într-un context musulman.
Dinastia Samanidă a condus revigorarea culturii persane, iar primul poet persan important după sosirea islamului, Rudaki, s-a născut în această epocă și a fost lăudat de regii samanizi. Samanizii au reînviut, de asemenea, multe sărbători persane antice. Succesorii lor, Ghaznavizii, care erau de origine turcică ne-iraniană, au devenit, de asemenea, instrumentali în revigorarea culturii persane.

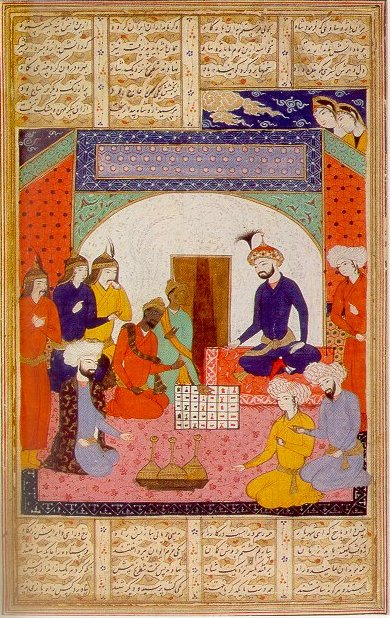
Manuscris persan care descrie cum un ambasador din India, probabil trimis de regele Maukhari Śarvavarman din Kannauj, a adus șahul la curtea persană a lui Khosrow I.

Culminarea mișcării de Persianizare a fost Shahnameh, epopeea națională a Iranului, scrisă aproape în întregime în persană. Această lucrare voluminosă reflectă istoria antică a Iranului, valorile sale culturale unice, religia sa pre-islamică zoroastriană și simțul său de identitate națională. 
Islamizarea Iranului a dus la transformări profunde în structura culturală, științifică și politică a societății iraniene: Înflorirea literaturii persane, filosofiei, medicinei și artei a devenit un element major al noii civilizații musulmane în formare. Moștenind o moștenire de mii de ani de civilizație și fiind la „răscrucea marilor drumuri culturale”, Iranul a contribuit la apariția a ceea ce a culminat în „Epoca de Aur Islamică”. În această perioadă, sute de savanți și oameni de știință au contribuit masiv la tehnologie, știință și medicină, influențând ulterior ascensiunea științei europene în timpul Renașterii.
Cei mai importanți savanți din aproape toate sectele și școlile de gândire islamice erau persani sau trăiau în Iran, inclusiv cei mai notabili și de încredere colecționari de Hadith din Șiă și Sună, precum Shaikh Saduq, Shaikh Kulainy, Hakim al-Nishaburi, Imam Muslim și Imam Bukhari, cei mai mari teologi ai Șiăi și Sunnei, precum Shaykh Tusi, Imam Ghazali, Imam Fakhr al-Razi și Al-Zamakhshari, cei mai mari medici, astronomi, logicieni, matematicieni, metafizicieni, filosofi și oameni de știință, precum Avicenna și Nasīr al-Dīn al-Tūsī, precum și cei mai mari șeici ai sufismului, precum Rumi și Abdul-Qadir Gilani.

#### State și dinastii persanizate (977–1219)

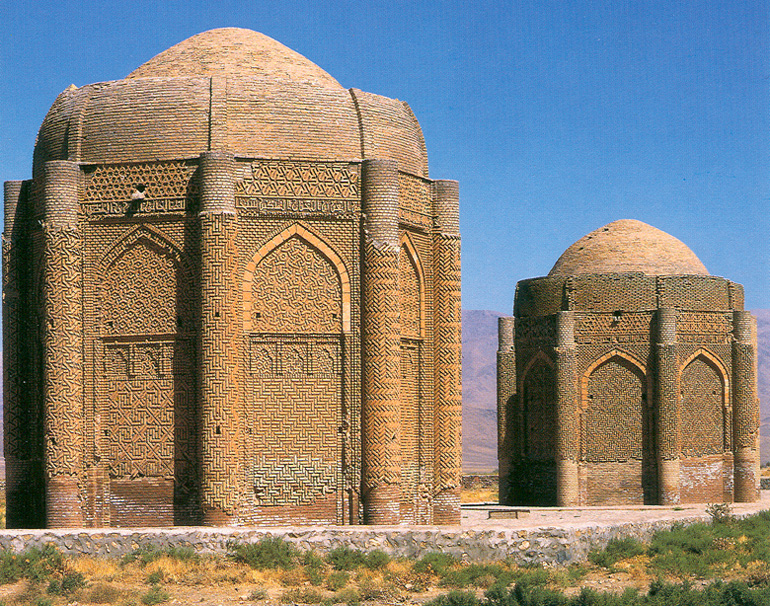
Turnurile gemene Kharaghan, construite în 1067, Persia, conțin morminte ale prinților selgiucizi.

În anul 977, un guvernator turc al samanizilor, Sabuktigin, a cucerit Ghazna (în actualul Afganistan) și a stabilit o dinastie, Ghaznavizii, care a durat până în anul 1186. Imperiul Ghaznavid a crescut prin preluarea tuturor teritoriilor samanide la sud de Amu Darya în ultimul deceniu al secolului al X-lea și a ocupat în cele din urmă părți din estul Iranului, Afganistan, Pakistan și nord-vestul Indiei.
Ghaznavizii sunt în general creditati cu introducerea islamului într-o Indie predominant hindusă. Invazia Indiei a fost întreprinsă în 1000 de către conducătorul ghaznavid, Mahmud, și a continuat timp de câțiva ani. Cu toate acestea, nu au reușit să mențină puterea pentru mult timp, mai ales după moartea lui Mahmud în anul 1030. Până în 1040, selgiucizii preluaseră teritoriile ghaznavide din Iran.
Selgiucizii, care, la fel ca ghaznavizii, erau de natură persanizată și de origine turcică, au cucerit treptat Iranul de-a lungul secolului al XI-lea. Dinastia își avea originile în confederațiile tribale turcomane din Asia Centrală și a marcat începutul puterii turce în Orientul Mijlociu. Ei au stabilit o domnie musulmană sunnită asupra unor părți din Asia Centrală și Orientul Mijlociu din secolele al XI-lea până în al XIV-lea. Au înființat un imperiu cunoscut sub numele de Imperiul Selgiucid Mare, care se întindea de la Anatolia în vest până în vestul Afganistanului în est și până la granițele vestice ale (actualei) Chine în nord-est; și a fost ținta Primei Cruciade. Astăzi, ei sunt considerați strămoșii culturali ai turcilor occidentali, locuitorii actuali ai Turciei, Azerbaidjanului și Turkmenistanului, și sunt amintiți ca mari patroni ai culturii persane, artei, literaturii și limbii persane.

Imperiul Selgiucid la momentul celei mai mari extinderi, la moartea lui Malik Shah I

Fondatorul dinastiei, Tughril Beg, și-a îndreptat armata împotriva ghaznavizilor în Khorasan. S-a deplasat spre sud și apoi spre vest, cucerind, dar nu distrugând orașele din calea sa. În 1055, califul din Bagdad i-a oferit lui Tughril Beg robe, daruri și titlul de Rege al Estului. Sub succesorul lui Tughril Beg, Malik Shah (anii 1072–1092), Iranul a cunoscut o renaștere culturală și științifică, atribuită în mare măsură vizirului său iranian strălucit, Nizam al Mulk. Acești lideri au înființat observatorul unde Omar Khayyám a efectuat o mare parte din experimentele sale pentru un nou calendar și au construit școli religioase în toate orașele importante. Au adus Abu Hamid Ghazali, unul dintre cei mai mari teologi islamici, și alți savanți eminenți la capitala selgiucidă din Bagdad și i-au încurajat și sprijinit munca.
Când Malik Shah I a murit în 1092, imperiul s-a divizat, deoarece fratele său și cei patru fii ai săi s-au certat cu privire la împărțirea imperiului între ei. În Anatolia, Malik Shah I a fost succedat de Kilij Arslan I, care a fondat Sultanatul de Rum, iar în Siria de fratele său, Tutush I. În Persia, a fost succedat de fiul său Mahmud I, al cărui domnie a fost contestată de ceilalți trei frați ai săi: Barkiyaruq în Irak, Muhammad I în Baghdad și Ahmad Sanjar în Khorasan. Pe măsură ce puterea selgiucidă în Iran slăbea, alte dinastii au început să ia locul ei, inclusiv un califat abbasid reînvițorat și Khwarezmșahii. Imperiul Khwarazmian a fost o dinastie persanizată musulmană sunnită, de origine turcică estică, care a condus în Asia Centrală. Inițial vasali ai selgiucizilor, au profitat de declinul acestora pentru a se extinde în Iran. În anul 1194, khwarezmșahul Ala ad-Din Tekish l-a învins pe sultanul selgiucid Toghrul III în bătălie, iar imperiul selgiucid din Iran s-a prăbușit. Din fostul Imperiu Selgiucid, a rămas doar Sultanatul de Rum din Anatolia.
O amenințare internă gravă pentru selgiucizi în timpul domniei lor a venit de la Nizari Ismailiții, o sectă secretă cu sediul la Castelul Alamut între Rasht și Tehran. Aceștia au controlat zona imediată timp de peste 150 de ani și au trimis periodic adepți pentru a-și consolida domnia prin asasinarea unor oficiali importanți. Mai multe dintre teoriile privind etimologia cuvântului asasin derivă din acești ucigași.
Părți din nord-vestul Iranului au fost cucerite la începutul secolului al XIII-lea d.Hr. de către Regatul Georgiei, condus de Tamar cea Mare.

### Perioada modernă timpurie
Iranul a cunoscut o renaștere sub dinastia Safavidă (anii 1502–1736), cea mai proeminentă figură fiind Șah Abbas I. Unii istorici credită dinastia Safavidă pentru fondarea statului-națiune modern al Iranului. Caracterul contemporan șiiit al Iranului și segmente semnificative ale frontierelor actuale ale Iranului își au originea în această epocă (de exemplu, Tratatul de la Zuhab).

#### Imperiul Safavid (1501–1736)

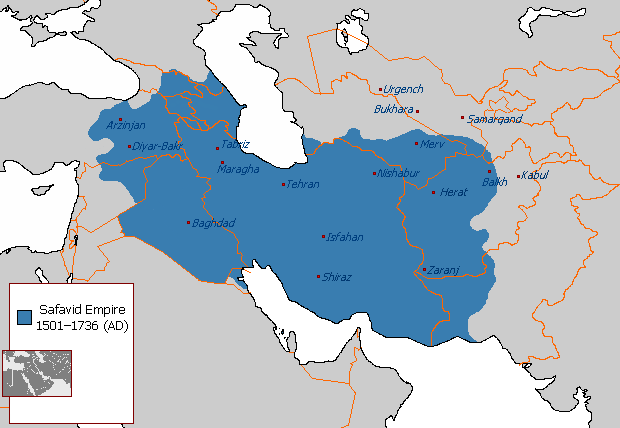
Imperiul Safavid (1501–1736) la cea mai mare extindere

Dinastia Safavidă a fost una dintre cele mai semnificative dinastii conducătoare ale Iranului și „este adesea considerată începutul istoriei persane moderne”. Ei au condus unul dintre cele mai mari imperii iraniene după Cucerirea islamică a Persiei și au stabilit școala Twelver a șiiismului ca religie oficială a imperiului lor, marcând unul dintre cele mai importante puncte de cotitură din istoria musulmană. Safavizii au condus din 1501 până în 1722 (cunoscând o scurtă restaurare între anii 1729 și 1736) și, la apogeul lor, controlau tot Iranul modern, Azerbaidjan și Armenia, cea mai mare parte a Georgiei, Caucazul de Nord, Irak, Kuweit și Afganistan, precum și părți din Turcia, Siria, Pakistan, Turkmenistan și Uzbekistan. Iranul Safavid a fost unul dintre „imperiile prafului de pușcă” islamice, alături de vecinii săi, rivalul și principalul inamic, Imperiul Otoman, precum și Imperiul Mughal.
Dinastia conducătoare Safavidă a fost fondată de Ismāil, care s-a autointitulat Șah Ismāil I. Practic venerat de adepții săi Qizilbāș, Ismāil a invadat Șirvan pentru a răzbuna moartea tatălui său, Șeicul Haydar, care fusese ucis în timpul asediului său asupra Derbentului, în Daghestan. Ulterior, a pornit într-o campanie de cucerire și, după capturarea Tabrizului în iulie 1501, s-a înscăunat ca Șah al Iranului,:324 a bătut monede sub acest nume și a proclamat șiiismul ca religie oficială a domeniului său.
Deși inițial stăpâni doar ai Azerbaidjanului și sudului Daghestanului, safavizii câștigaseră, de fapt, lupta pentru putere în Iran, care dura de aproape un secol între diverse dinastii și forțe politice după fragmentarea Kara Koyunlu și Aq Qoyunlu. Un an după victoria sa la Tabriz, Ismāil a proclamat cea mai mare parte a Iranului ca domeniu său și a cucerit și unificat rapid Iranul sub domnia sa. Curând după aceea, noul Imperiu Safavid a cucerit rapid regiuni, națiuni și popoare în toate direcțiile, inclusiv Armenia, Azerbaidjan, părți ale Georgiei, Mesopotamia (Irak), Kuweit, Siria, Daghestan, mari părți din actualul Afganistan, părți din Turkmenistan și mari porțiuni din Anatolia, punând bazele caracterului său multietnic, care ar influența puternic imperiul însuși (în special Caucazul și popoarele sale).

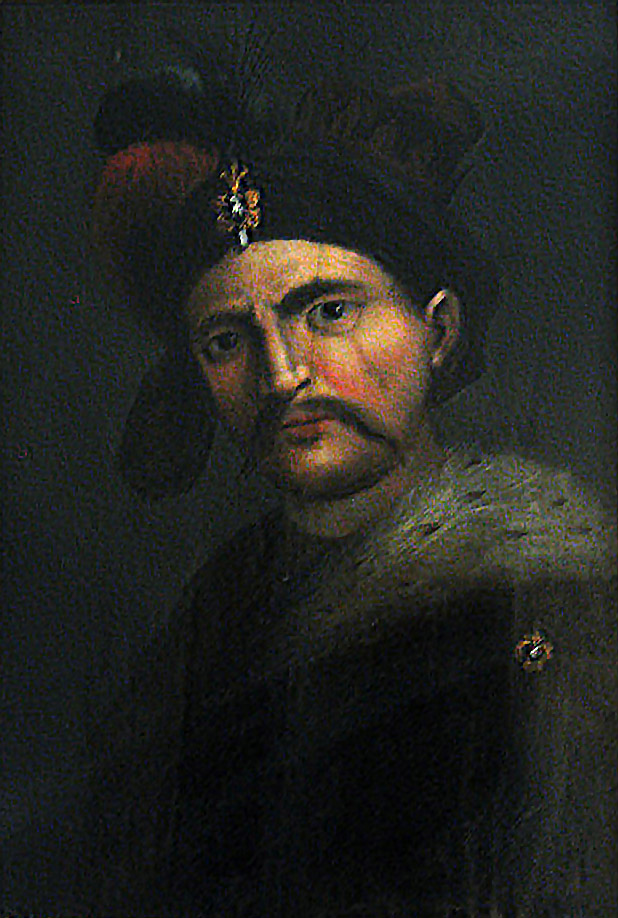
Portretul Șahului Abbas I

Tahmasp I, fiul și succesorul lui Ismail I, a efectuat multiple invazii în Caucaz, care fusese încorporat în Imperiul Safavid încă din timpul Șahului Ismail I și pentru multe secole după aceea, și a început tendința de a deporta și a muta sute de mii de cerchezi, georgieni și armeni în inima Iranului. Inițial puși doar în haremele regale, gărzile regale și alte secțiuni minore ale imperiului, Tahmasp credea că ar putea reduce eventual puterea Qizilbash-ului, creând și integrând pe deplin un nou strat în societatea iraniană. După cum afirmă Encyclopædia Iranica, pentru Tahmasp, problema se învârtea în jurul elitei militare tribale a imperiului, Qizilbash, care credea că proximitatea fizică și controlul asupra unui membru al familiei Safavid imediate garantau avantaje spirituale, noroc politic și avansare materială. Cu acest nou strat caucazian în societatea iraniană, puterea de necontestat a Qizilbash-ului (care funcționa mult ca ghazii din vecinul Imperiul Otoman) ar fi pusă la îndoială și complet diminuată, deoarece societatea ar deveni pe deplin meritocratică.
Șahul Abbas I și succesorii săi ar extinde semnificativ această politică și plan inițiat de Tahmasp, deportând în timpul domniei sale singure aproximativ 200.000 de georgieni, 300.000 de armeni și 100.000–150.000 de cerchezi în Iran, completând fundația unui nou strat în societatea iraniană. Cu aceasta și dezorganizarea sistematică completă a Qizilbash-ului prin ordinele sale personale, a reușit în cele din urmă să înlocuiască complet puterea Qizilbash-ului cu cea a ghulam-ilor caucazieni. Acești noi elemente caucaziene (așa-numiții ghilman / غِلْمَان / „servitori”), aproape întotdeauna după convertirea la șiiism, în funcție de funcția dată, ar fi, spre deosebire de Qizilbash, pe deplin loiali doar Șahului. Celelalte mase de caucazieni erau distribuite în toate celelalte funcții și poziții disponibile în imperiu, precum și în harem, armata obișnuită, meșteșugari, fermieri etc. Acest sistem de utilizare în masă a supușilor caucazieni a continuat să existe până la căderea dinastiei Qajar.

Rostom (cunoscut și sub numele de Rustam Khan), vicerege al Kartli, Georgia de est, din 1633 până în 1658

Cel mai mare dintre monarhii Safavizi, Șah Abbas I cel Mare (1587–1629), a ajuns la putere în 1587 la vârsta de 16 ani. Abbas I a luptat mai întâi împotriva uzbekilor, recăpătând Herat și Mashhad în 1598, pierdute de predecesorul său Mohammad Khodabanda în timpul Războiului otomano-safavid (1578–1590). Apoi s-a întors împotriva otomanilor, rivalii principali ai safavizilor, recăpătând Bagdad, estul Irakului, provinciile caucaziene și dincolo de până în 1618. Între anii 1616 și 1618, după nesupunerea supușilor săi georgieni cei mai loiali, Teimuraz I și Luarsab II, Abbas a dus o campanie de pedeapsă în teritoriile sale din Georgia, devastând Kakheti și Tbilisi și luând între 130.000 – 200.000 de prizonieri georgieni către Iranul continental. Noua sa armată, care fusese îmbunătățită dramatic odată cu sosirea lui Robert Shirley și a fraților săi după prima misiune diplomatică în Europa, a obținut prima victorie zdrobitoare asupra rivalilor principali ai safavizilor, otomanii, în războiul menționat anterior din 1603–1618 și ar depăși otomanii în putere militară. El a folosit, de asemenea, noua sa forță pentru a alunga portughezii din Bahrain (1602) și Hormuz (1622) cu ajutorul marinei engleze, în Golful Persic.
A extins legăturile comerciale cu Compania Olandeză a Indiilor de Est și a stabilit legături ferme cu casele regale europene, care fuseseră inițiate de Ismail I mai devreme prin Alianța Habsburg-Persia. Astfel, Abbas I a reușit să rupă dependența de Qizilbash pentru puterea militară și, prin urmare, a putut centraliza controlul.  Dinastia Safavidă se stabilise deja în timpul Șahului Ismail I, dar sub Abbas I a devenit cu adevărat o mare putere mondială, alături de rivalul său principal, Imperiul Otoman, împotriva căruia a putut concura pe picior de egalitate. A început, de asemenea, promovarea turismului în Iran. Sub domnia lor, arhitectura persană a înflorit din nou și a văzut multe monumente noi în diverse orașe iraniene, dintre care Isfahan este cel mai notabil exemplu.
Cu excepția Șahului Abbas cel Mare, Șahului Ismail I, Șahului Tahmasp I și Șahului Abbas II, mulți dintre conducătorii Safavizi au fost ineficienți, fiind adesea mai interesați de femei, alcool și alte activități de agrement. Sfârșitul domniei lui Abbas II în 1666 a marcat începutul sfârșitului dinastiei Safavide. În ciuda scăderii veniturilor și a amenințărilor militare, mulți dintre ultimii șahi au avut un stil de viață extravagant. Șahul Soltan Hosain (1694–1722) a fost cunoscut în special pentru dragostea sa față de vin și lipsa de interes față de guvernare.
Țara în declin a fost atacată în mod repetat la frontiere. În cele din urmă, un șef Ghilzai paștun numit Mir Wais Khan a început o rebeliune în Kandahar și a învins armata safavidă sub guvernatorul iranian georgian al regiunii, Gurgin Khan. În anul 1722, Petru cel Mare din vecinul Imperiu Rus a lansat Războiul ruso-persan (1722–1723), capturând multe dintre teritoriile caucaziene ale Iranului, inclusiv Derbent, Șaki, Baku, dar și Gilan, Mazandaran și Astrabad. În mijlocul haosului, în același an 1722, o armată afgană condusă de fiul lui Mir Wais, Mahmud, a mărșăluit prin estul Iranului, a asediat și a cucerit Isfahanul. Mahmud s-a autoproclamat „Șah” al Persiei. Între timp, rivalii imperiali ai Persiei, otomanii și rușii, au profitat de haosul din țară pentru a cuceri mai mult teritoriu pentru ei înșiși. Prin aceste evenimente, dinastia Safavidă se încheiase efectiv. În anul 1724, conform Tratatului de la Constantinopol, otomanii și rușii au convenit să împartă între ei teritoriile nou cucerite ale Iranului.

#### Nader Shah și succesorii săi

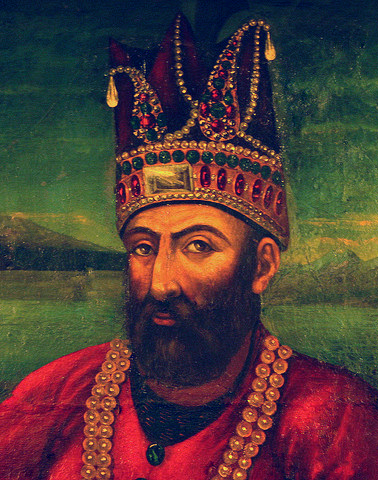
Nader Shah

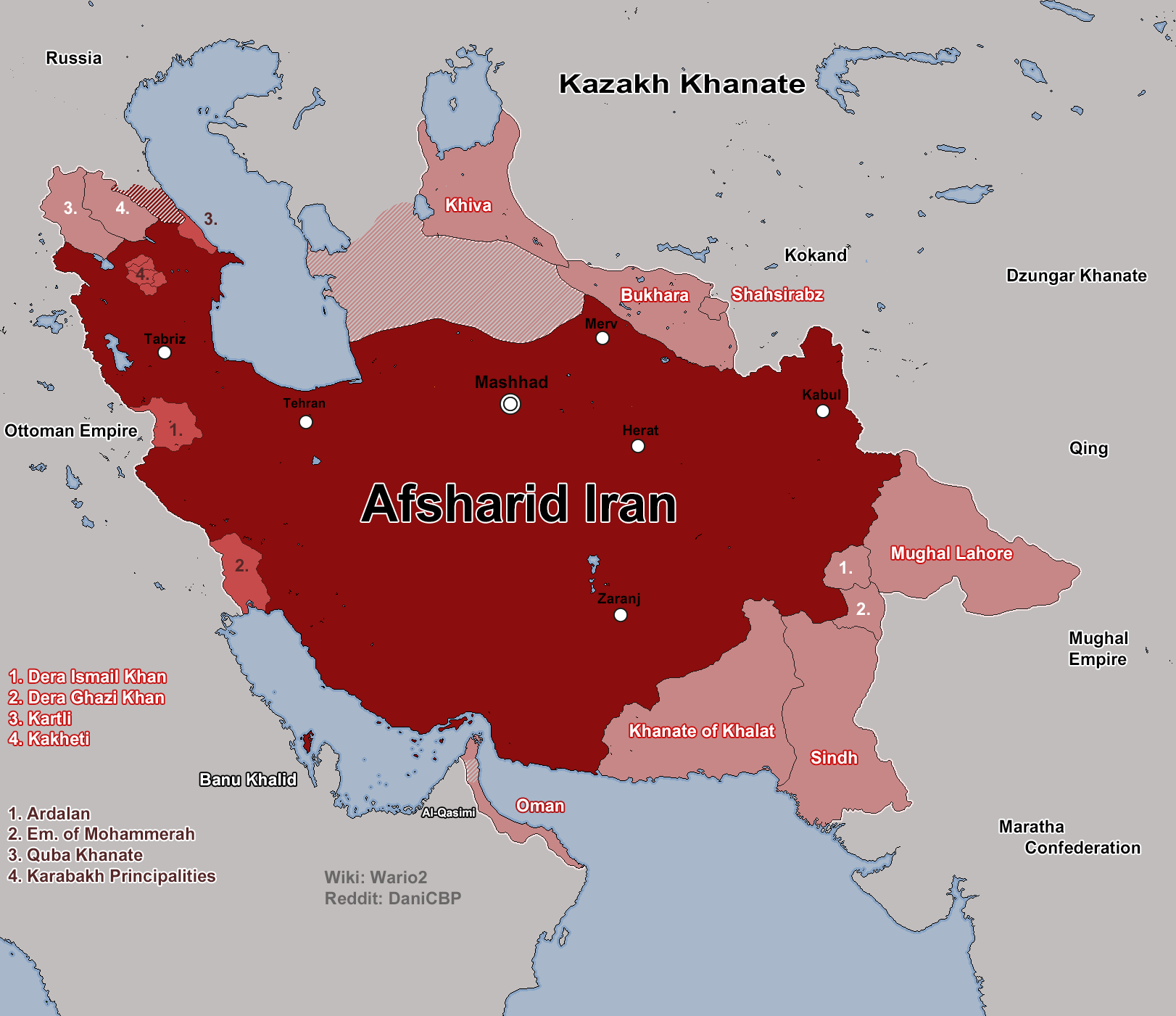
Imperiul Afsharid la cea mai mare extindere în 1741–1745 sub Nader Shah

Integritatea teritorială a Iranului a fost restaurată de un lider militar iranian de origine turcică din Khorasan, Nader Shah. El a învins și a alungat afganii, a învins otomanii, a reinstalat Safavizii pe tron și a negociat retragerea rusă din teritoriile caucaziene ale Iranului, prin Tratatul de la Reșt și Tratatul de la Gandja. Până în 1736, Nader devenise atât de puternic încât a reușit să-i detronăm pe Safavizi și să se încoroneze el însuși ca șah. Nader a fost unul dintre ultimii mari cuceritori ai Asiei și a condus pentru scurt timp cea mai puternică forță militară din lume. Pentru a-și susține financiar războaiele împotriva rivalului principal al Iranului, Imperiul Otoman, și-a îndreptat atenția către slabul dar bogat Imperiul Mughal din est. În 1739, însoțit de supușii săi loiali caucazieni, inclusiv Erekle II,:55 a invadat India Mughală, a învins o armată Mughală superioară numeric în mai puțin de trei ore și a jefuit complet Delhi, aducând în Iran o bogăție imensă. La întoarcere, a cucerit, de asemenea, toate hanatele uzbek – cu excepția Kokand – și i-a făcut pe uzbeci vasali ai săi. De asemenea, a restabilit ferm dominația iraniană asupra întregului Caucaz, Bahrainului, precum și a unor părți mari din Anatolia și Mesopotamia. Neînvins timp de ani, înfrângerea sa în Daghestan, după rebeliunile de gherilă ale Lezghinilor și tentativa de asasinare asupra sa lângă Mazandaran este adesea considerată punctul de cotitură în cariera impresionantă a lui Nader. Spre frustrarea sa, daghestanii au recurs la lupta de gherilă, iar Nader, cu armata sa convențională, nu a putut face prea multe progrese împotriva lor. La Bătălia de la Andalal și Bătălia de la Avaria, armata lui Nader a fost zdrobită și a pierdut jumătate din întreaga sa forță, fiind forțat să fugă în munți. Deși Nader a reușit să cucerească cea mai mare parte a Daghestanului în timpul campaniei sale, lupta de gherilă eficientă folosită de lezghini, dar și de avari și lak a făcut ca recucerirea iraniană a acestei regiuni din Caucazul de Nord să fie de scurtă durată; câțiva ani mai târziu, Nader a fost forțat să se retragă. În aproximativ aceeași perioadă, a avut loc tentativa de asasinare asupra sa lângă Mazandaran, care a accelerat cursul istoriei; el a început să se îmbolnăvească și să devină megaloman, orbitându-și fiii pe care îi suspecta de tentativele de asasinare și arătând o cruzime tot mai mare față de supușii și ofițerii săi. În ultimii săi ani, acest lucru a provocat mai multe revolte și, în cele din urmă, asasinarea lui Nader în 1747.
Moartea lui Nader Shah a fost urmată de o perioadă de anarhie în Iran, pe măsură ce comandanții militari rivali s-au luptat pentru putere. Propria familie a lui Nader, Afsharizii, a fost rapid redusă la un mic domeniu în Khorasan. Multe dintre teritoriile caucaziene s-au desprins în diverse hanate caucaziene. Otomanii au recăpătat teritoriile pierdute în Anatolia și Mesopotamia. Oman și hanatele uzbek Bukhara și Khiva și-au recâștigat independența. Ahmad Shah Durrani, unul dintre ofițerii lui Nader, a fondat un stat independent care a devenit în cele din urmă Afganistanul modern. Erekle II și Teimuraz II, care, în 1744, fuseseră făcuți regi ai Kakheti și, respectiv, Kartli de Nader însuși pentru serviciile lor loiale,:55 au profitat de izbucnirea instabilității și au declarat independența de facto. Erekle II a preluat controlul asupra Kartli după moartea lui Teimuraz II, unificând astfel cele două ca Regatul Kartli-Kakheti, devenind primul conducător georgian din ultimele trei secole care a condus o Georgie de Est unificată politic, și datorită evenimentelor tumultoase din Iranul continental, a reușit să rămână de facto autonom pe tot parcursul perioadei Zand. Din capitala sa Shiraz, Karim Khan din Dinastia Zand a condus „o insulă de calm și pace relativă într-o perioadă altfel sângeroasă și distructivă”, însă puterea Zand era limitată la Iranul contemporan și părți ale Caucazului. Moartea lui Karim Khan în 1779 a dus la un alt război civil, în care Dinastia Qajar a triumfat în cele din urmă și a devenit regii Iranului. În timpul războiului civil, Iranul a pierdut definitiv Basra în 1779 în favoarea otomanilor, care fusese capturată în timpul Războiului otomano-persan (1775–76), și Bahrain în favoarea familiei Al Khalifa după invazia Bani Utbah în 1783.

### Perioada modernă târzie

#### Dinastia Qajar (1796–1925)

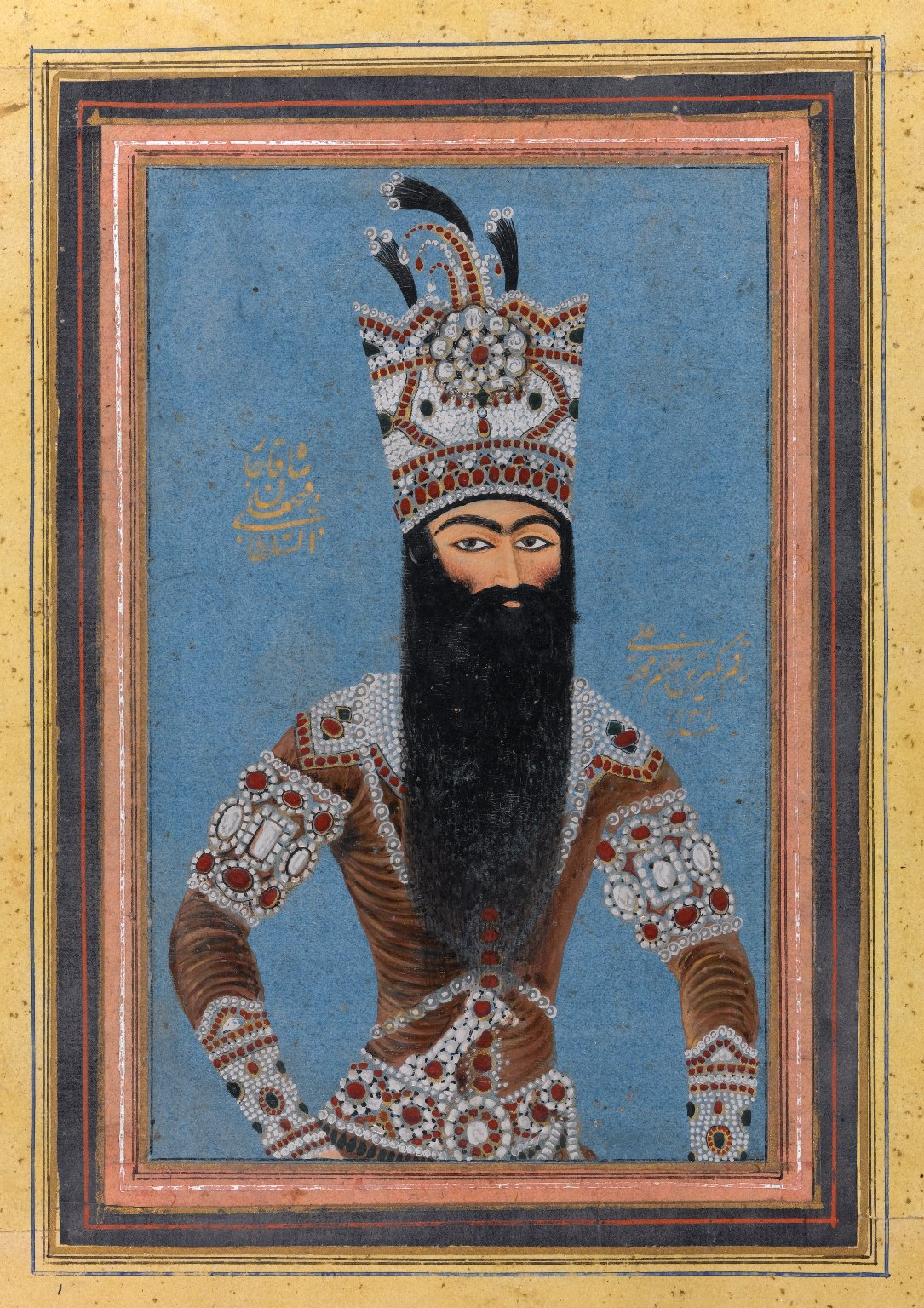
Mihr 'Ali (iranian, activ în jurul anilor 1800–1830). Portret al lui Fath-Ali Shah Qajar. Muzeul Brooklyn.
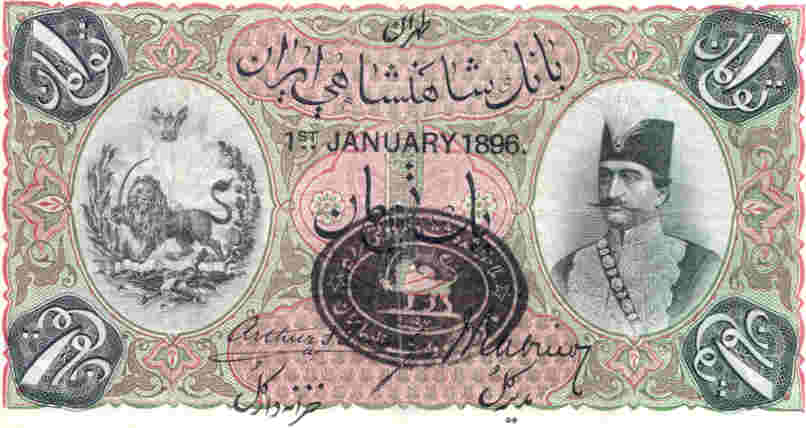
Bancnotă din epoca Qajar cu reprezentarea lui Naser al-Din Shah Qajar.
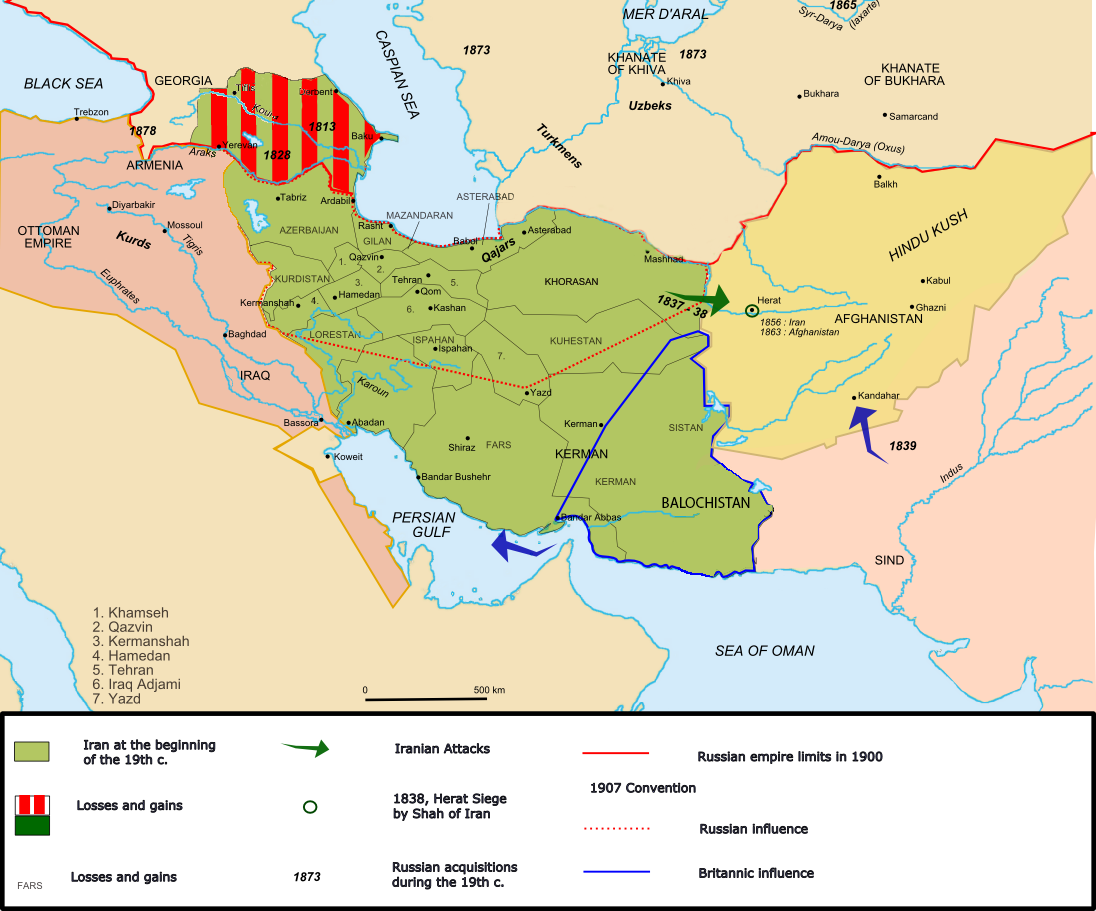
O hartă a Iranului sub Dinastia Qajar în secolul al XIX-lea.
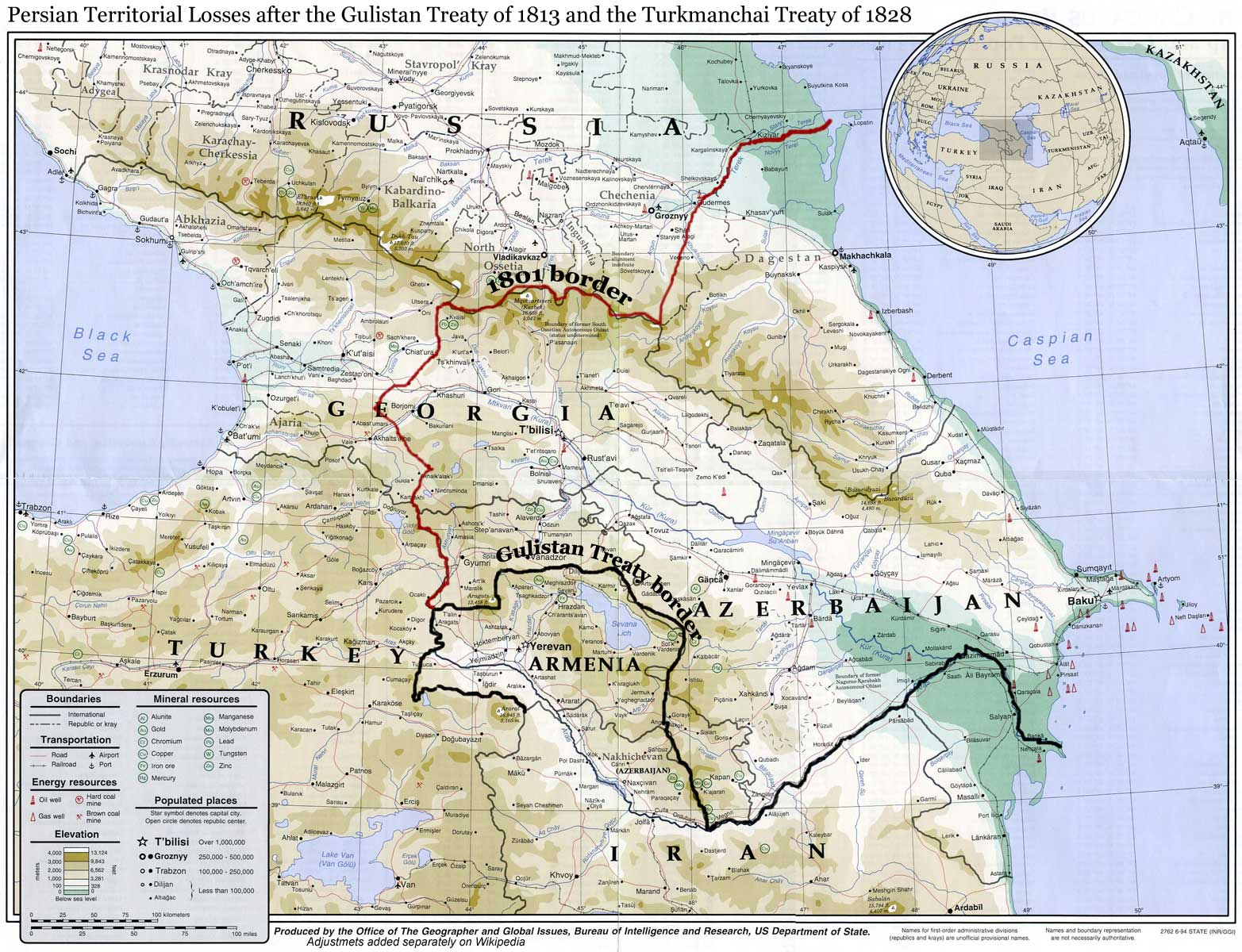
O hartă care arată granițele nord-vestice ale Iranului în secolul al XIX-lea, cuprinzând Georgia de est modernă, Daghestan, Armenia și Republica Azerbaidjan, înainte de a fi cedate vecinului Imperiu Rus prin războaiele ruso-iraniene.

Agha Mohammad Khan a ieșit victorios din războiul civil care a început odată cu moartea ultimului rege Zand. Domnia sa este remarcată pentru reapariția unui Iran condus centralizat și unit. După moartea lui Nader Shah și a ultimilor Zand, majoritatea teritoriilor caucaziene ale Iranului se desprinseseră în diverse hanate caucaziene. Agha Mohammad Khan, la fel ca regii Safavizi și Nader Shah înaintea sa, considera regiunea la fel de importantă ca teritoriile din Iranul continental. Prin urmare, primul său obiectiv după ce a asigurat Iranul continental a fost reincorporarea regiunii Caucaz în Iran. Georgia era văzută ca unul dintre cele mai integrale teritorii. Pentru Agha Mohammad Khan, resubjugarea și reintegrarea Georgiei în Imperiul Iranian făcea parte din același proces care adusese Shiraz, Isfahan și Tabriz sub domnia sa. După cum afirmă Cambridge History of Iran, desprinderea permanentă a Georgiei era de neconceput și trebuia rezistită în același mod în care s-ar rezista unei încercări de separare a Fars sau Gilan. A fost, așadar, natural ca Agha Mohammad Khan să folosească orice mijloace necesare în Caucaz pentru a supune și reincorpora regiunile recent pierdute după moartea lui Nader Shah și declinul Zandizilor, inclusiv reprimarea a ceea ce în ochii iranienilor era văzută ca trădare din partea walui (guvernatorului) Georgiei, și anume regele georgian Erekle II (Heraclius II), care fusese numit guvernator al Georgiei de Nader Shah însuși.
Agha Mohammad Khan a cerut ulterior lui Heraclius II să renunțe la tratatul său din 1783 cu Rusia și să se supună din nou suzeranității iraniene, în schimbul păcii și securității regatului său. Otomanii, rivalii vecini ai Iranului, au recunoscut pentru prima dată în patru secole drepturile acestuia asupra Kartli și Kakheti. Heraclius a apelat apoi la protectorul său teoretic, împărăteasa Ecaterina a II-a a Rusiei, cerând cel puțin 3.000 de soldați ruși, dar a fost ignorat, lăsând Georgia să facă față singură amenințării persane. Cu toate acestea, Heraclius II a respins totuși ultimatumul lui Khan. Ca răspuns, Agha Mohammad Khan a invadat regiunea Caucazului după ce a traversat Râul Aras, iar, în drumul său spre Georgia, a resupus teritoriile iraniene ale Hanatului Erivan, Șirvan, Hanatul Nakhchivan, Hanatul Ganja, Hanatul Derbent, Hanatul Baku, Hanatul Talysh, Hanatul Șaki, Hanatul Karabakh, care cuprind Georgia modernă, Armenia, Azerbaidjan, Daghestan și Iğdır. După ce a ajuns în Georgia cu armata sa numeroasă, a triumfat în Bătălia de la Krtsanisi, care a dus la capturarea și jefuirea Tbilisi, precum și la resubjugarea efectivă a Georgiei. La întoarcerea sa din campania sa de succes în Tbilisi și cu controlul efectiv asupra Georgiei, împreună cu aproximativ 15.000 de prizonieri georgieni care au fost mutați înapoi în Iranul continental, Agha Mohammad a fost încoronat oficial ca Șah în 1796 în Câmpia Mughan, la fel ca predecesorul său Nader Shah cu aproximativ șaizeci de ani mai devreme.
Agha Mohammad Shah a fost ulterior asasinat în timp ce se pregătea pentru o a doua expediție împotriva Georgiei în 1797 în Șușa (acum parte a Republicii Azerbaidjan) și regele experimentat Heraclius a murit la începutul anului 1798. Reafirmarea hegemoniei iraniene asupra Georgiei nu a durat mult; în 1799, rușii au intrat în Tbilisi. Rușii erau deja activ implicați într-o politică expansionistă împotriva imperiilor vecine din sud, și anume Imperiul Otoman și regatele iraniene succesive, începând cu sfârșitul secolului al XVII-lea/începutul secolului al XVIII-lea. Următorii doi ani după intrarea Rusiei în Tbilisi au fost o perioadă de confuzie, iar regatul georgian slăbit și devastat, cu capitala sa pe jumătate în ruine, a fost ușor absorbit de Rusia în 1801. Deoarece Iranul nu putea permite sau accepta cedarea Transcaucaziei și Daghestanului, care fuseseră o parte integrantă a Iranului timp de secole, acest lucru a dus direct la războaiele de câțiva ani mai târziu, și anume Războaiele ruso-persane din 1804-1813 și 1826–1828. Rezultatul acestor două războaie (prin Tratatul de la Gulistan și Tratatul de la Turkmenchay, respectiv) a dus la cedarea forțată și irevocabilă a ceea ce este acum Georgia de est, Daghestan, Armenia și Azerbaidjan către Imperiul Rus.

Zona de la nord de râul Aras, inclusiv teritoriul actualei republici Azerbaidjan, Georgia de est, Daghestan și Armenia, a fost teritoriu iranian până când a fost ocupată de Rusia în cursul secolului al XIX-lea.

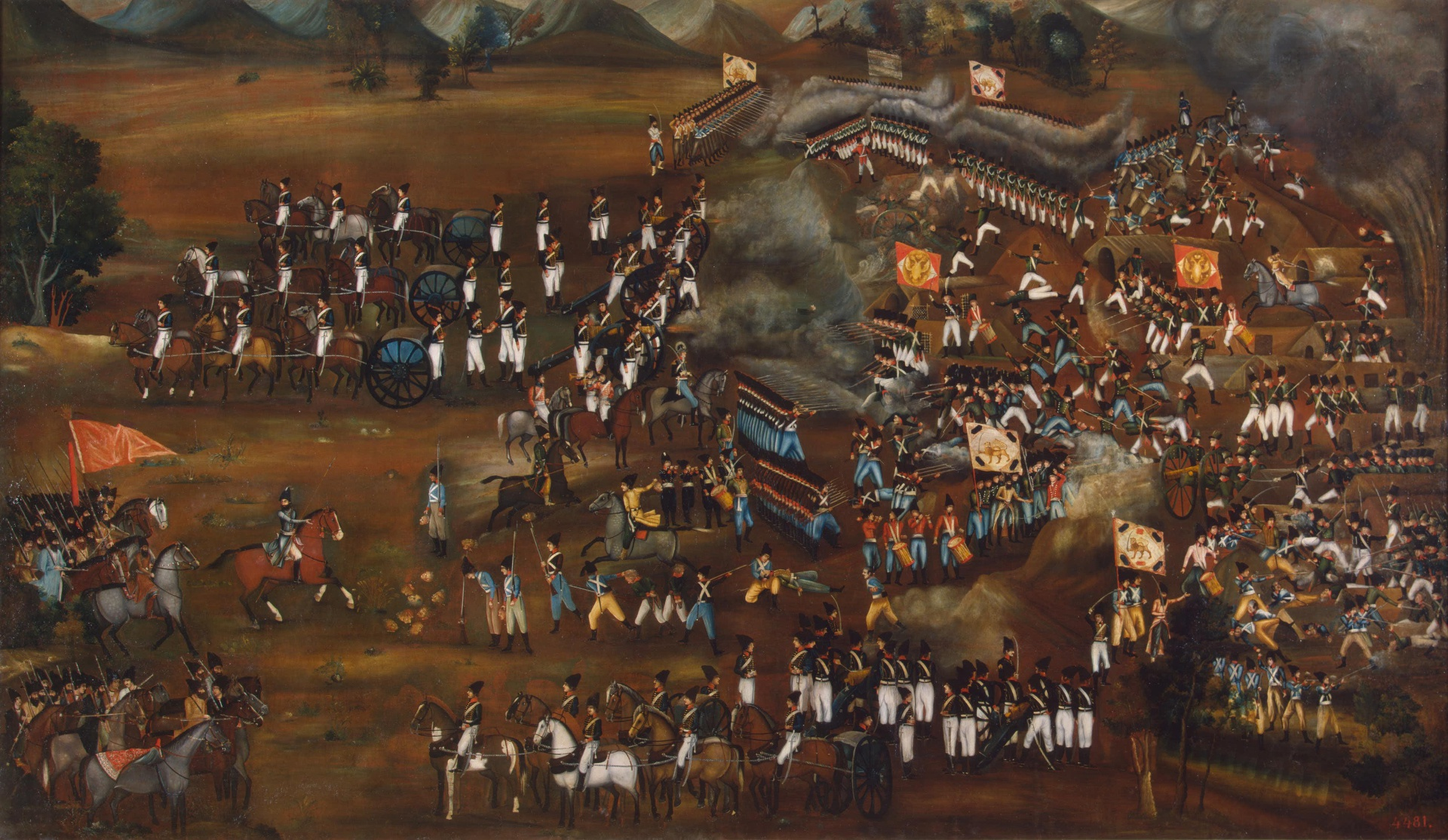
Pictură care arată Bătălia de la Sultanabad, 13 februarie 1812. Muzeul Ermitaj.
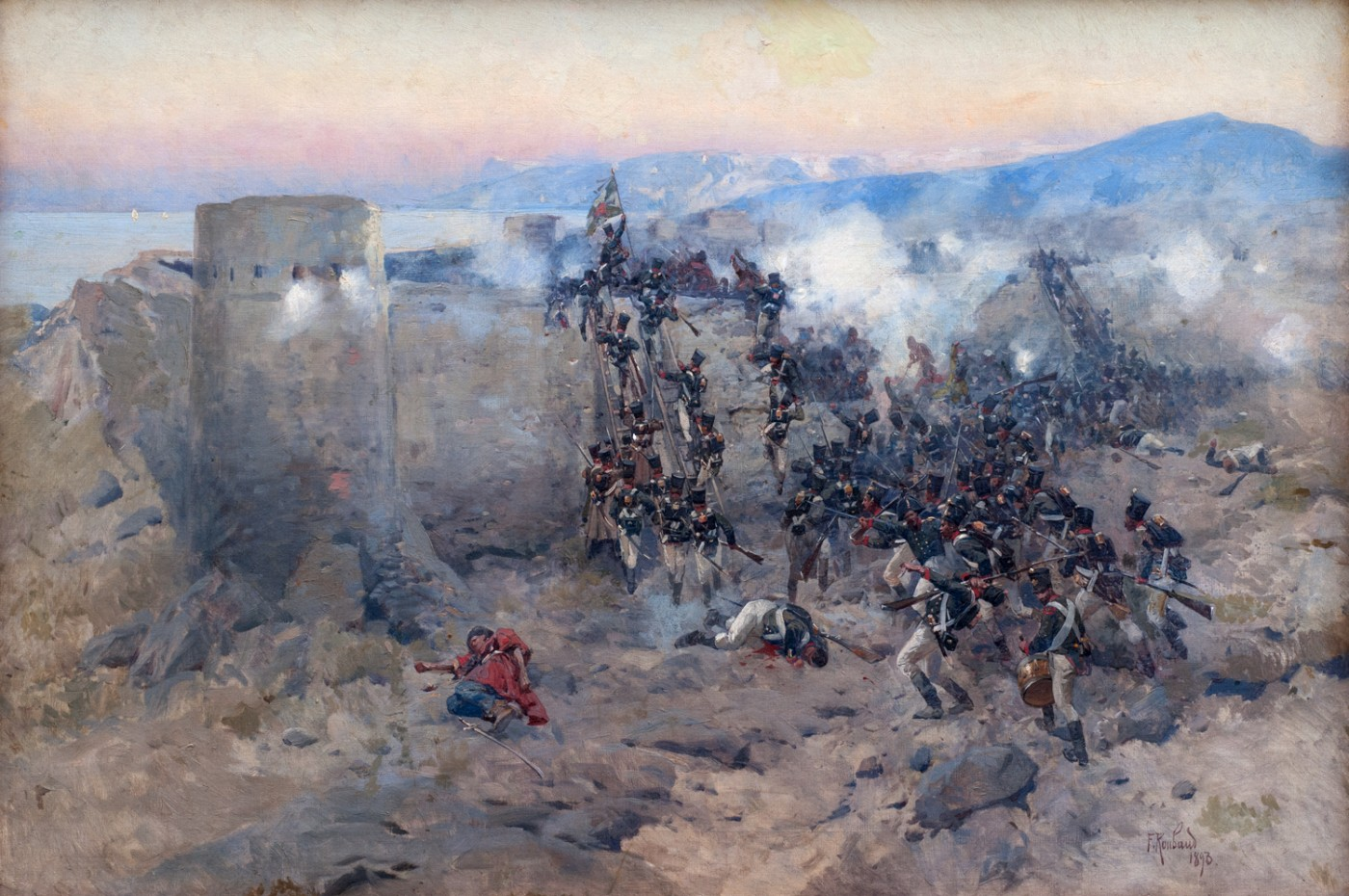
Asaltul Lankaranului, 1812. Pictat de Franz Roubaud.
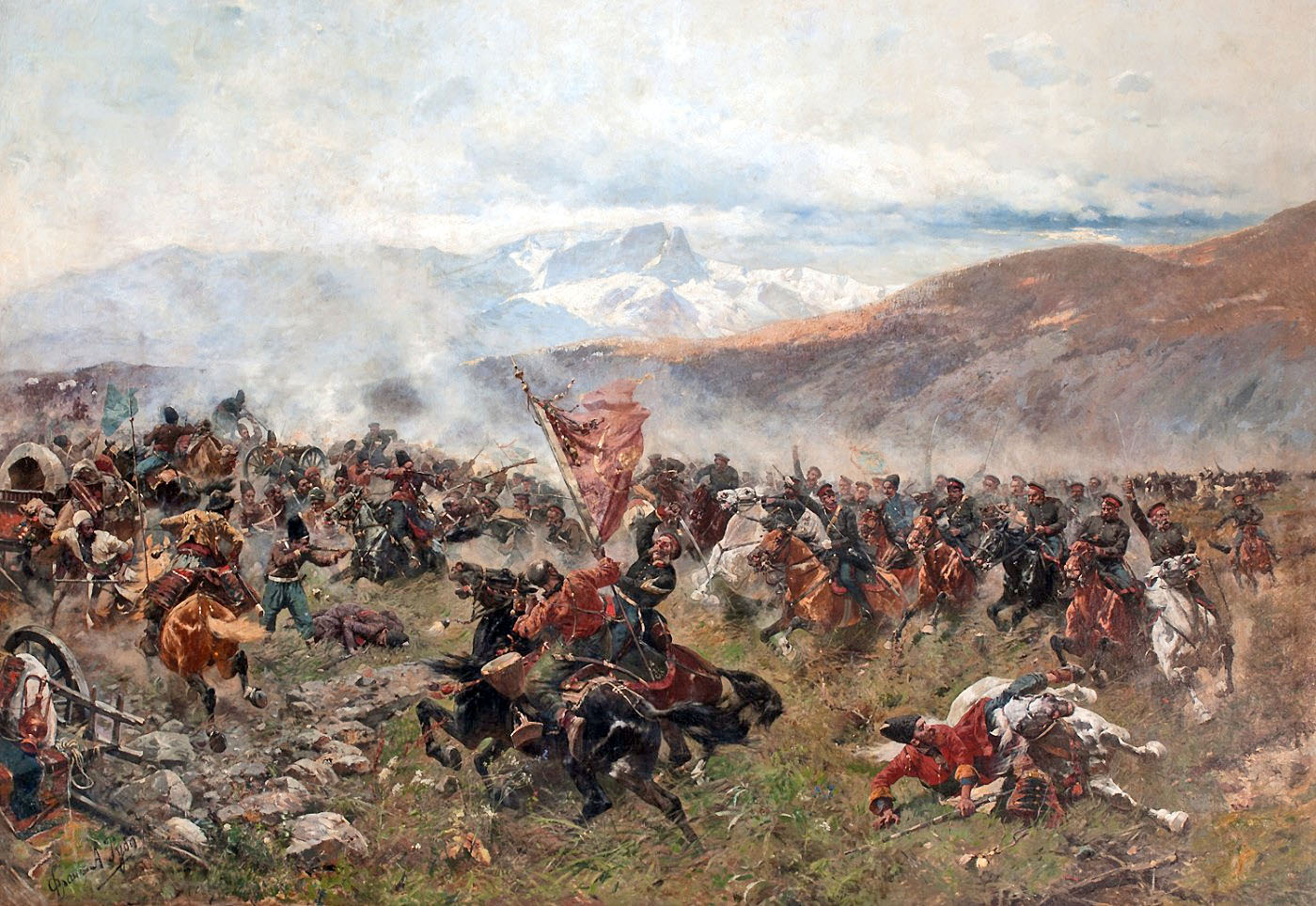
Bătălia de la Elisabethpol (Ganja), 1828. Franz Roubaud. Parte din colecția Muzeului de Istorie, Baku.

#### Migrația musulmanilor caucazieni

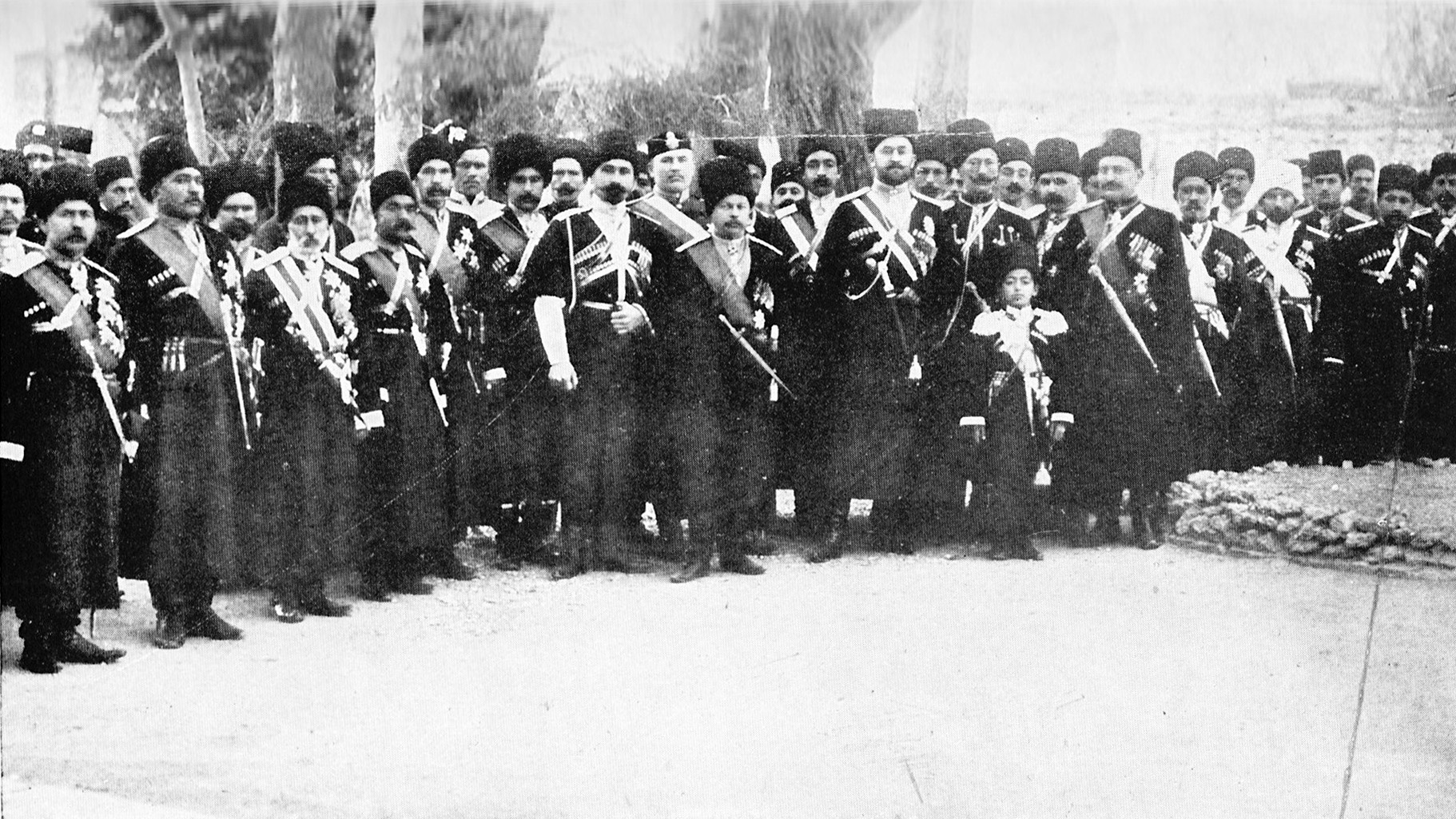
Brigada Cazacă Persană în Tabriz în 1909

În urma pierderii oficiale a unor teritorii vaste în Caucaz, schimbări demografice majore erau inevitabile. După războiul din anii 1804–1814, dar și după războiul din anii 1826–1828, care a cedat ultimele teritorii, au început migrații masive, numite Muhajiri caucazieni, care au migrat către Iranul continental. Unele dintre aceste grupuri includeau Ayrums, Qarapapaqs, Cerchezi, Lezghini șiiți și alți musulmani transcaucazieni.
După Bătălia de la Ganja din 1804 în timpul Războiului ruso-persan (1804–1813), multe mii de Ayrums și Qarapapaqs au fost așezați în Tabriz. În timpul părții rămase a războiului din 1804–1813, precum și prin Războiul ruso-persan (1826–1828), un număr mare de Ayrums și Qarapapaqs care rămăseseră în teritoriile nou cucerite de ruși au fost așezați și au migrat în Solduz (în actuala Provincia Azerbaidjanul de Vest a Iranului). După cum afirmă Cambridge History of Iran; „Invazia constantă a trupelor rusești de-a lungul frontierei din Caucaz, expedițiile punitive brutale ale generalului Aleksei Ermolov și administrarea defectuoasă au determinat un număr mare de musulmani, și chiar unii creștini georgieni, să plece în exil în Iran.”
Din 1864 până la începutul secolului al XX-lea, a avut loc o altă expulzare în masă a musulmanilor caucazieni ca urmare a victoriei ruse în Războiul Caucazului. Alții pur și simplu au refuzat să trăiască sub dominația creștină rusă și au plecat în Turcia sau Iran. Aceste migrații, din nou către Iran, au inclus mase de Azeri caucazieni, alți musulmani transcaucazieni, precum și mulți musulmani nord-caucazieni, cum ar fi cerchezii, lezghinii șiiți și lak.  Mulți dintre acești migranți s-au dovedit a juca un rol pivotant în istoria ulterioară a Iranului, deoarece au format cea mai mare parte a rândurilor Brigada Cazacă Persană, care a fost înființată la sfârșitul secolului al XIX-lea. Rândurile inițiale ale brigăzii erau compuse în întregime din Cerchezi și alți Muhajiri caucazieni. Această brigadă s-a dovedit decisivă în deceniile următoare ale istoriei Qajar.
Mai mult, Tratatul de la Turkmenchay din 1828 a inclus drepturile oficiale ale Imperiului Rus de a încuraja așezarea armenilor din Iran în teritoriile nou cucerite de ruși. Până la mijlocul secolului al XIV-lea, armenii constituiau majoritatea în Armenia Orientală.  La sfârșitul secolului al XIV-lea, după campaniile lui Timur, a înflorit Renașterea Timuridă, iar islamul a devenit religia dominantă, iar armenii au devenit o minoritate în Armenia Orientală. După secole de războaie constante pe Podișul Armeniei, mulți armeni au ales să emigreze și să se stabilească în altă parte. După relocarea masivă a armenilor și musulmanilor de către Șah Abbas I în 1604–1605, numărul lor a scăzut și mai mult.
La momentul invaziei rusești a Iranului, aproximativ 80% din populația Armeniei Iraniene erau musulmani (persani, turci și kurzi), în timp ce creștinii armeni constituiau o minoritate de aproximativ 20%. Ca urmare a Tratatului de la Gulistan (1813) și a Tratatului de la Turkmenchay (1828), Iranul a fost forțat să cedeze Armenia Iraniana (care includea și actuala Armenia), rușilor. După ce administrația rusă a preluat controlul asupra Armeniei Iraniene, structura etnică s-a schimbat, astfel încât pentru prima dată în mai mult de patru secole, armenii etnici au început să formeze din nou o majoritate într-o parte a Armeniei istorice. Noua administrație rusă a încurajat așezarea armenilor etnici din Iranul propriu-zis și din Turcia Otomană. Ca urmare, până în 1832, numărul armenilor etnici a egalat cel al musulmanilor. Abia după Războiul Crimeii și Războiul ruso-turc din 1877–1878, care a adus un nou val de armeni turci, armenii etnici au stabilit din nou o majoritate solidă în Armenia Orientală. Cu toate acestea, orașul Erevan a rămas cu o majoritate musulmană până în secolul al XX-lea. Potrivit călătorului H. F. B. Lynch, orașul Erevan era aproximativ 50% armenesc și 50% musulman (tătari adică azeri și persani) la începutul anilor 1890.
Domnia lui Fath Ali Shah a văzut creșterea contactelor diplomatice cu Occidentul și începutul rivalităților diplomatice intense europene asupra Iranului. Nepotul său Mohammad Shah, care l-a succedat în 1834, a căzut sub influența rusă și a făcut două încercări nereușite de a captura Herat. Când Mohammad Shah a murit în 1848, succesiunea a trecut la fiul său Naser al-Din Shah Qajar, care s-a dovedit a fi cel mai capabil și mai de succes dintre suveranii Qajar. El a fondat primul spital modern din Iran.

#### Revoluția Constituțională și detronarea
Marea Foamete Persană din 1870–1872 se crede că a cauzat moartea a două milioane de persane.
O nouă eră în istoria Iranului a început cu Revoluția Constituțională Persană împotriva Șahului la sfârșitul secolului al XIX-lea și începutul secolului al XX-lea. Șahul a reușit să rămână la putere, acordând o constituție limitată în 1906 (transformând țara într-o monarhie constituțională). Primul Majlis (parlament) a fost convocat pe 7 octombrie 1906.
Descoperirea petrolului în 1908 de către britanici în Khuzestan a stârnit un interes intens renovat pentru Persia din partea Imperiului Britanic (vezi William Knox D'Arcy și Anglo-Iranian Oil Company, acum BP). Controlul Persiei a rămas contestat între Regatul Unit și Rusia, în ceea ce a devenit cunoscut sub numele de Marele Joc, și a fost codificat în Convenția Anglo-Rusă din 1907, care a împărțit Iranul în sfere de influență, indiferent de suveranitatea sa națională.
În timpul Primului Război Mondial, țara a fost ocupată de forțele britanice, otomane și ruse, dar a rămas în esență neutră (vezi Campania Persană). În 1919, după Revoluția Rusă și retragerea lor, Marea Britanie a încercat să stabilească un protectorat în Iran, dar nu a reușit.
În cele din urmă, Mișcarea Constituționalistă din Gilan și vidul de putere central cauzat de instabilitatea guvernului Qajar au dus la ascensiunea lui Reza Khan, care avea să devină mai târziu Reza Shah Pahlavi, și la înființarea ulterioară a dinastiei Pahlavi în 1925. În 1921, o lovitură de stat militară l-a stabilit pe Reza Khan, un ofițer al Brigăzii Cazace Persane, ca figură dominantă pentru următorii 20 de ani. Seyyed Zia'eddin Tabatabai a fost, de asemenea, un lider și o figură importantă în realizarea loviturii de stat. Lovitura de stat nu a fost de fapt îndreptată împotriva monarhiei Qajar; conform Encyclopædia Iranica, aceasta a fost îndreptată împotriva oficialilor care erau la putere și care aveau de fapt un rol în controlul guvernului – cabinetul și alții care aveau un rol în guvernarea Iranului. În 1925, după ce a fost prim-ministru timp de doi ani, Reza Khan a devenit primul șah al dinastiei Pahlavi.

#### Al Doilea Război Mondial
În timp ce armele germane au avut mare succes împotriva Uniunii Sovietice, guvernul iranian se aștepta ca Germania să câștige războiul și să stabilească o forță puternică la granițele sale. A respins cererile britanicilor și sovieticilor de a expulza rezidenții germani din Iran. Ca răspuns, cei doi Aliați au invadat în august 1941 și au copleșit cu ușurință armata slabă a Iranului în cadrul Operațiunea Countenance. Iranul a devenit principalul canal de ajutor Lend-Lease al Aliaților către Uniunea Sovietică. Scopul era să se asigure câmpurile petrolifere iraniene și să se garanteze liniile de aprovizionare ale Aliaților (vezi Coridorul Persan). Iranul a rămas oficial neutru. Monarhul său, Reza Shah, a fost detronat în timpul ocupației ulterioare și înlocuit cu fiul său tânăr, Mohammad Reza Pahlavi.
La Conferința de la Teheran din 1943, Aliații au emis Declarația de la Teheran, care garanta independența și granițele Iranului după război. Cu toate acestea, când războiul s-a încheiat de fapt, trupele sovietice staționate în nord-vestul Iranului nu numai că au refuzat să se retragă, dar au sprijinit revolte care au stabilit state naționale separate, pro-sovietice și de scurtă durată în regiunile nordice ale Azerbaidjanului și Kurdistanului Iranian, și anume Guvernul Popular al Azerbaidjanului și Republica Kurdistan, respectiv, la sfârșitul anului 1945. Trupele sovietice nu s-au retras din Iran propriu-zis decât în mai 1946, după ce au primit o promisiune de concesiuni petroliere. Republicile sovietice din nord au fost curând răsturnate, iar concesiunile petroliere au fost revocate.

### Din anii 1990
În anul 1989, Akbar Rafsanjani s-a concentrat pe o politică pro-business, vizând reconstrucția economiei fără a se îndepărta de ideologia revoluției. A susținut o economie de piață liberă, promovând privatizarea industriilor de stat și adoptând o poziție moderată pe plan internațional. În anul 1997, Rafsanjani a fost succedat de reformistul moderat Mohammad Khatami, al cărui guvern a susținut libertatea de exprimare, relațiile diplomatice constructive cu Asia și Uniunea Europeană, precum și o politică economică favorabilă pieței libere și investițiilor străine.
Alegerile prezidențiale din 2005 au adus la putere pe conservatorul Mahmoud Ahmadinejad, cunoscut pentru viziunile sale radicale, programul nuclear și ostilitatea față de Israel, Arabia Saudită, Regatul Unit, SUA și alte state. A fost primul președinte iranian chemat în fața Adunării Consultative Islamice pentru a răspunde întrebărilor privind mandatul său.
În 2013, moderatul Hassan Rouhani a fost ales președinte. Pe plan intern, a susținut libertăți personale mai mari, acces liber la informație și îmbunătățirea drepturilor femeilor. A încercat să îmbunătățească relațiile diplomatice prin mesaje de reconciliere.
În anul 2015, în Viena, s-a ajuns la Planul Comun și Cuprinzător de Acțiune (JCPOA) între Iran, P5+1 (Consiliului de Securitate al ONU + Germania) și UE. Negocierile s-au axat pe ridicarea sancțiunilor economice în schimbul limitării îmbogățirii uraniului de către Iran.
Totuși, în anul 2018, administrația Trump a retras SUA din acord, impunând noi sancțiuni, ceea ce a anulat beneficiile economice și a adus Iranul aproape de statutul de latență nucleară.
În 2020, generalul Qasem Soleimani, al doilea cel mai puternic om din Iran, a fost asasinat de SUA, amplificând tensiunile bilaterale.
Ca represalii, Iranul a lansat cel mai mare atac cu rachete balistice asupra bazelor americane din Irak, rănind 110 soldați americani.
În 2021, ultraconservatorul Ebrahim Raisi a devenit președinte. În mandatul său, Iranul a intensificat îmbogățirea uraniului, a limitat inspecțiile internaționale, s-a alăturat SCO și BRICS, a susținut Rusia în războiul din Ucraina și și-a reluat relațiile diplomatice cu Arabia Saudită.
În aprilie 2024, un atac aerian israelian asupra consulatului iranian din Damasc a ucis un comandant al IRGC.
Ca represalii, Iranul a lansat cel mai mare atac cu drone din istorie și cel mai mare atac cu rachete din istoria sa, vizând direct Israelul pentru prima dată. Apărarea israeliană, sprijinită de SUA, Regatul Unit și Iordania, a interceptat majoritatea dronelor.
În mai 2024, președintele Raisi a murit într-un accident de elicopter.

## Geografie
Iranul are o suprafață de 1.648.195 km2 (636.372 mi2). Este a șasea țară ca mărime din Asia și a doua cea mai mare din Asia de Vest. Se află între latitudinile 24° și 40° N, și longitudinile 44° și 64° E. Se învecinează la nord-vest cu Armenia (35 km sau 22 mi), exclava azeră Nakhchivan (179 km sau 111 mi), și Republica Azerbaidjan (611 km sau 380 mi); la nord de Marea Caspică; la nord-est de Turkmenistan (992 km sau 616 mi); la est de Afganistan (936 km sau 582 mi) și Pakistan (909 km sau 565 mi); la sud de Golful Persic și Golful Oman; și la vest de Irak (1.458 km sau 906 mi) și Turcia (499 km sau 310 mi).
Iranul se află într-o zonă seismică activă. În medie, un cutremur de magnitudine șapte pe scara Richter are loc o dată la zece ani. Majoritatea cutremurelor sunt de adâncime mică și pot fi foarte devastatoare, cum a fost Cutremurul din Bam din 2003.
Iranul este format din Platoul Iranian. Este una dintre cele mai muntoase țări din lume; peisajul său este dominat de lanțuri muntoase accidentate care separă bazine sau platouri. Partea populată din vest este cea mai muntoasă, cu lanțuri precum Caucazul, Zagros și Alborz, ultimul conținând Muntele Damavand, cel mai înalt punct al Iranului, la 5.610 m (18.406 ft), care este cel mai înalt vulcan din Asia. Munții Iranului au influențat politica și economia sa timp de secole.

Partea de nord este acoperită de pădurile luxuriante de câmpie Caspice Hyrcaniene, aproape de țărmurile sudice ale Mării Caspice. Partea de est constă în mare parte din bazine deșertice, cum ar fi Deșertul Kavir, care este cel mai mare deșert al țării, și Deșertul Lut, precum și lacuri sărate. Deșertul Lut este cel mai fierbinte loc înregistrat pe suprafața Pământului, cu 70,7 °C înregistrate în 2005. Singurele câmpii mari se găsesc de-a lungul coastei Mării Caspice și la capătul nordic al Golfului Persic, unde țara se învecinează cu gura râului Arvand. Câmpii mai mici și discontinue se găsesc de-a lungul coastei rămase a Golfului Persic, Strâmtoarea Hormuz și Golfului Oman.

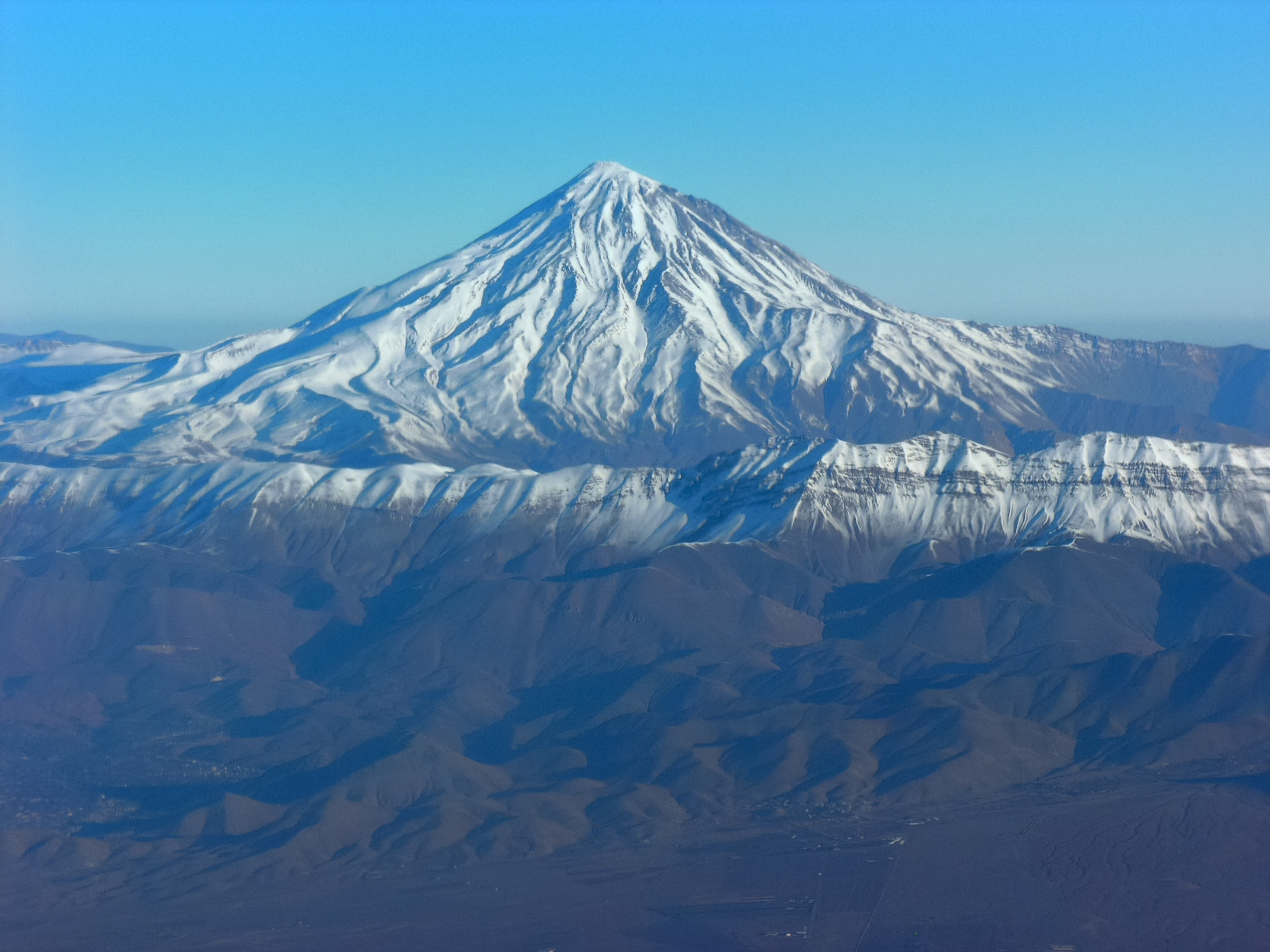
Muntele Damavand
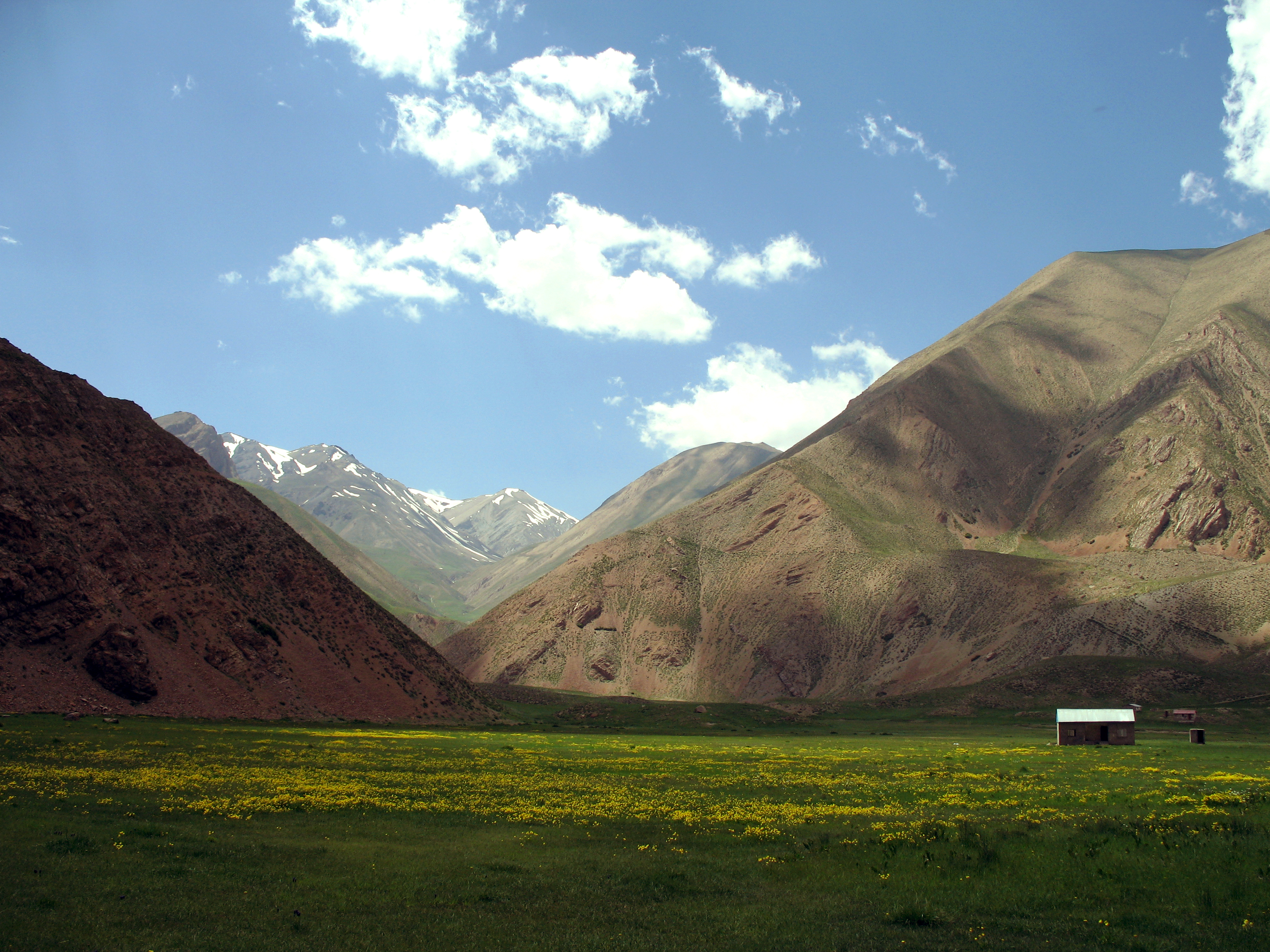
Regiunea Namarestagh
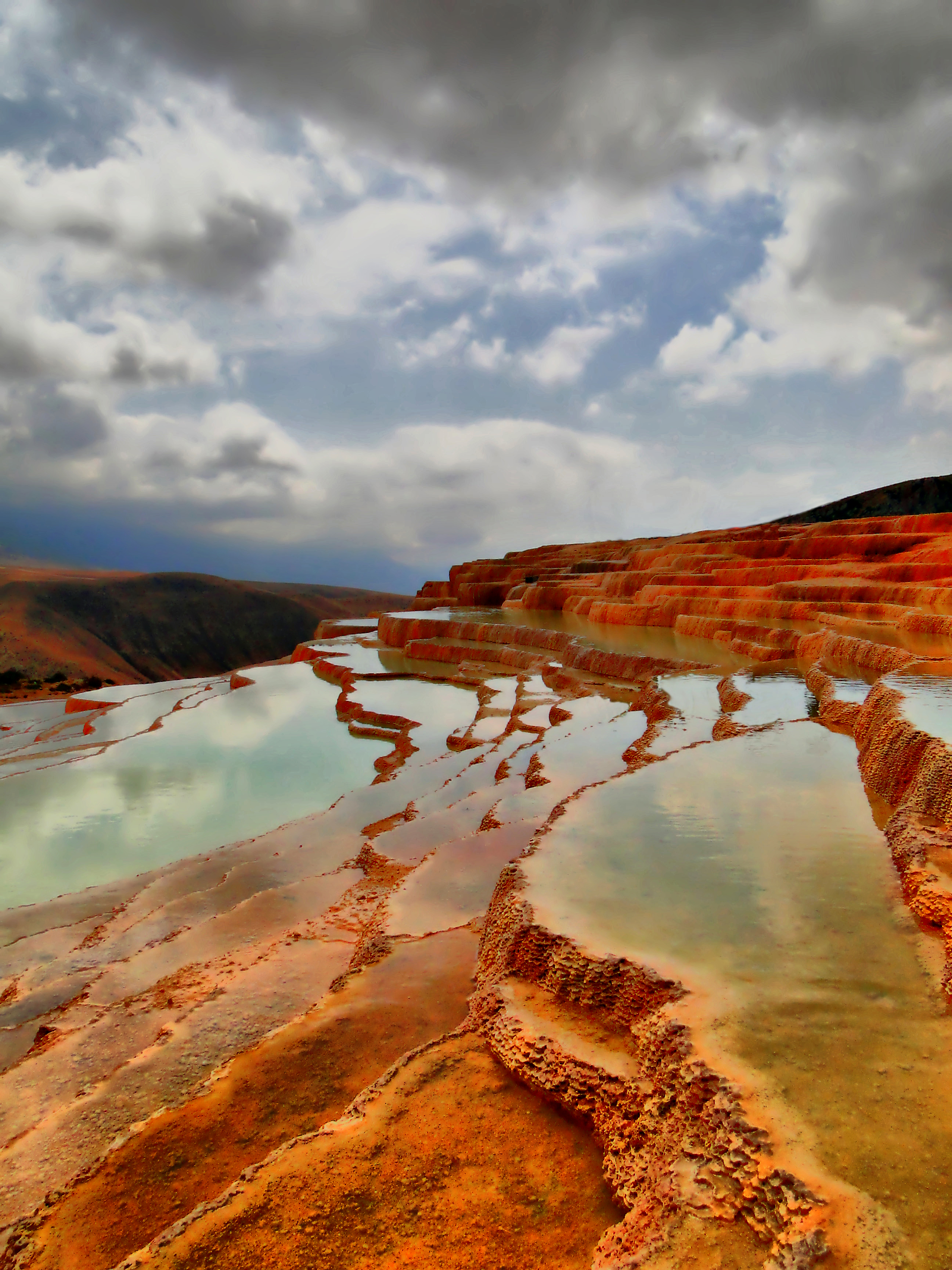
Badab-e Surt
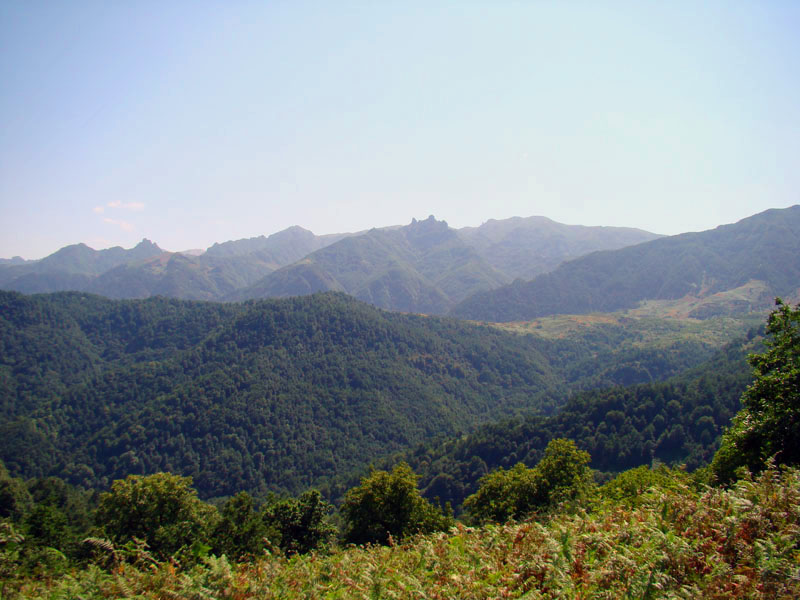
Pădurea Laton din Gilan
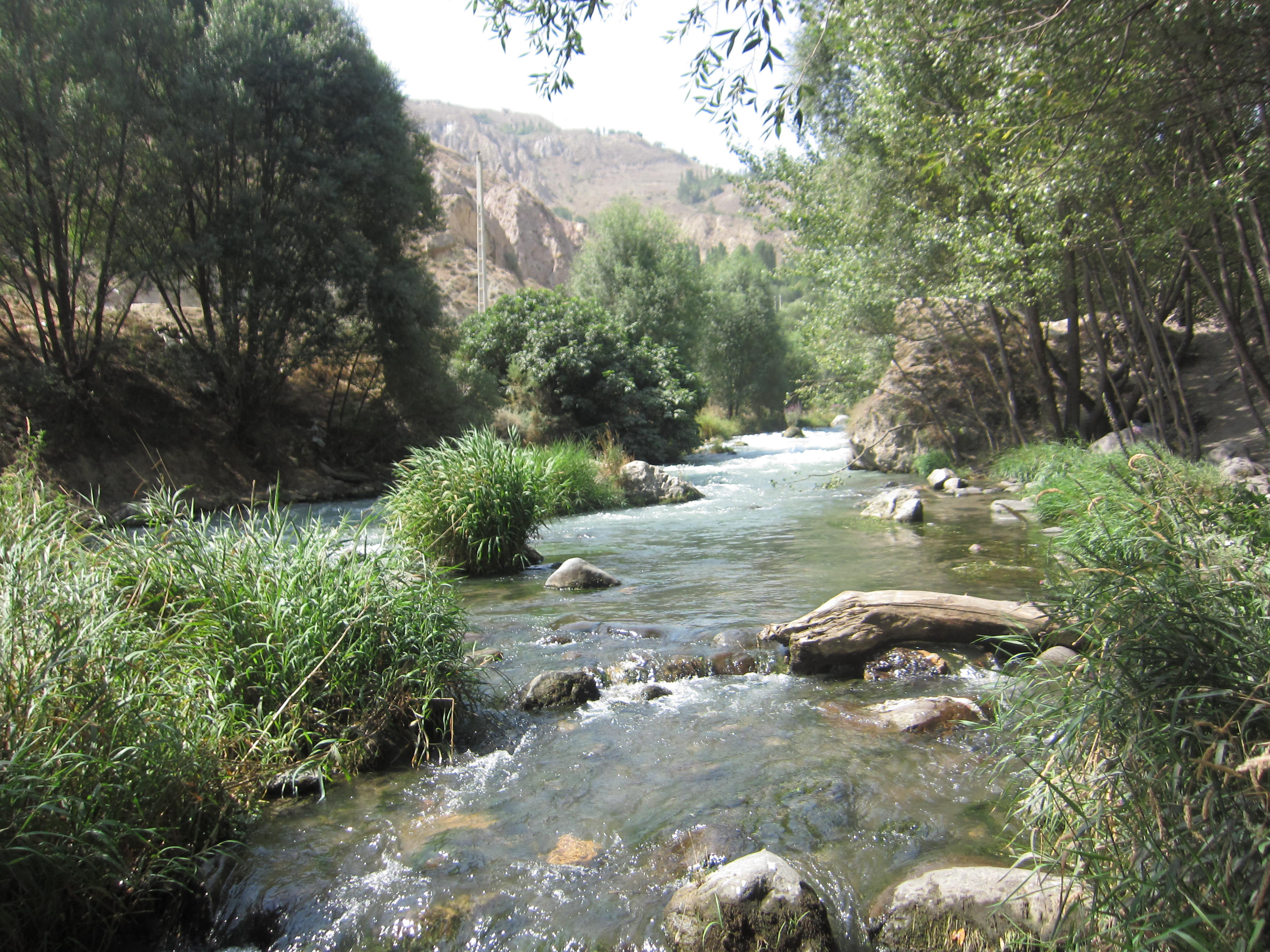
Râul Haraz trecând prin Amol
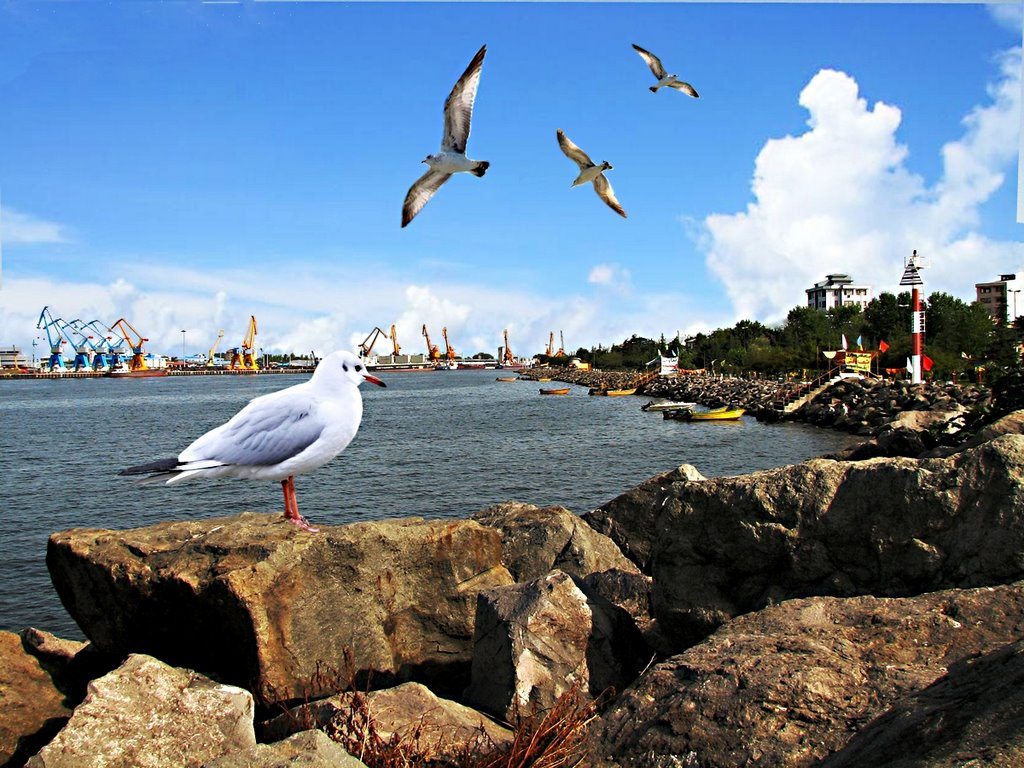
Bandar-e Anzali
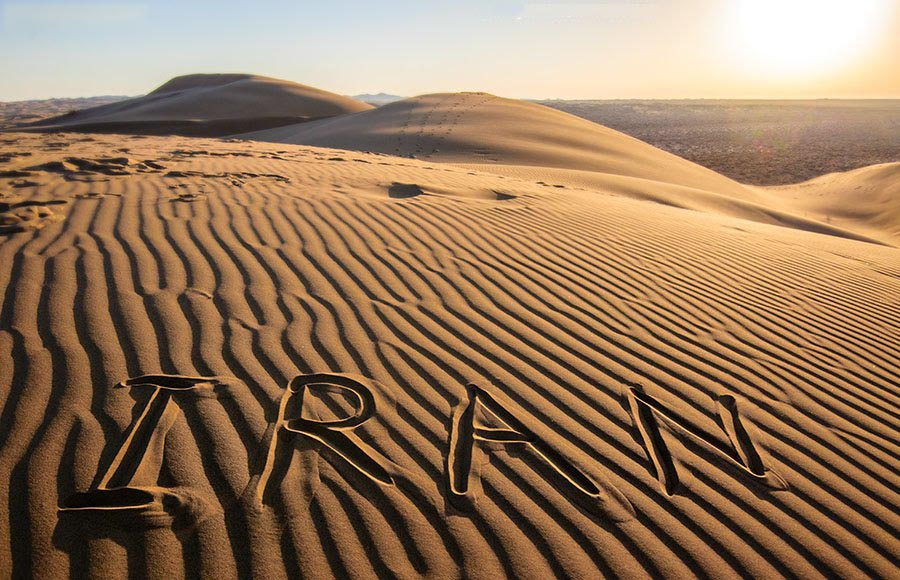
Deșertul Maranjab
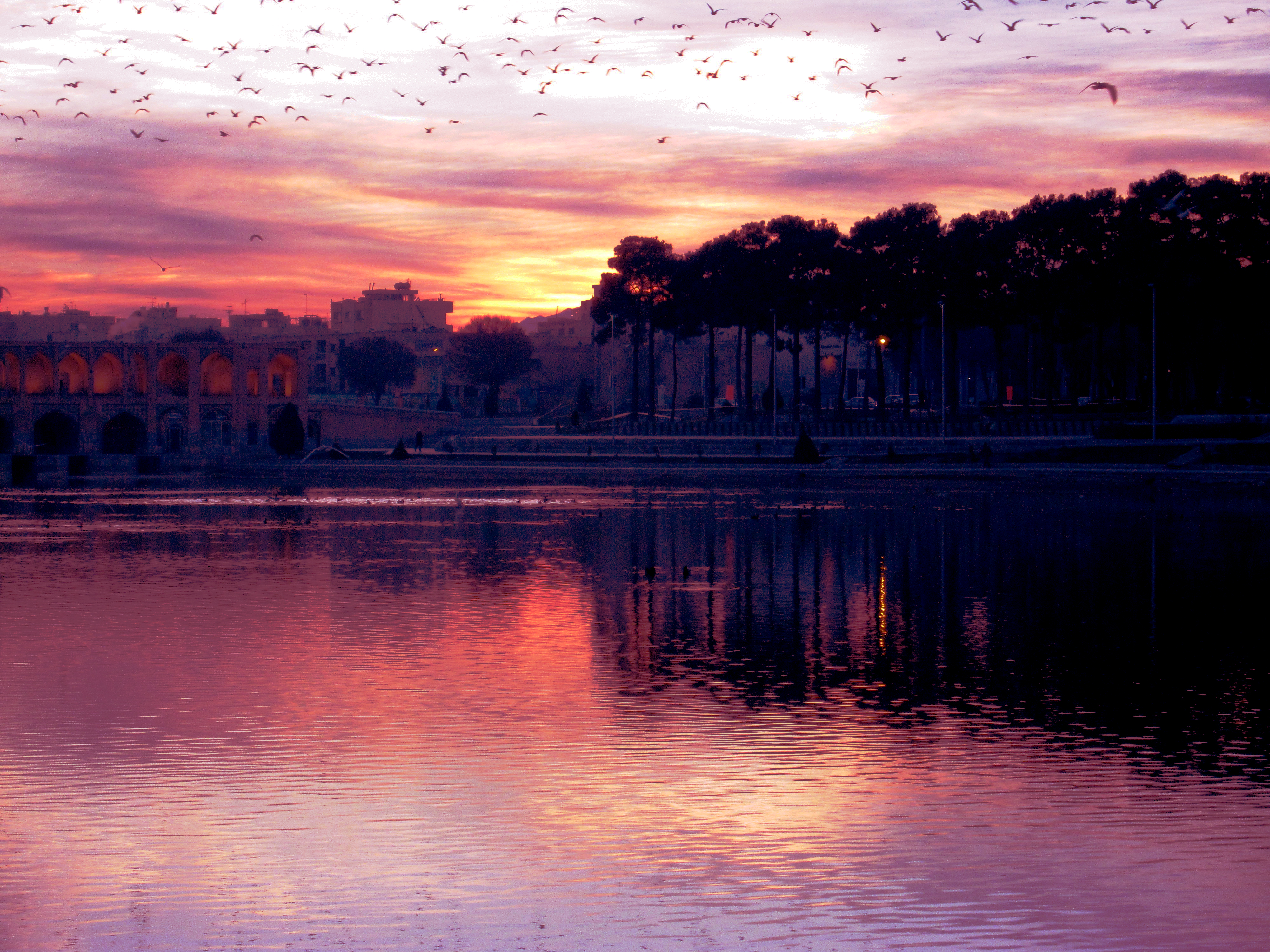
Râul Zayandeh în Isfahan
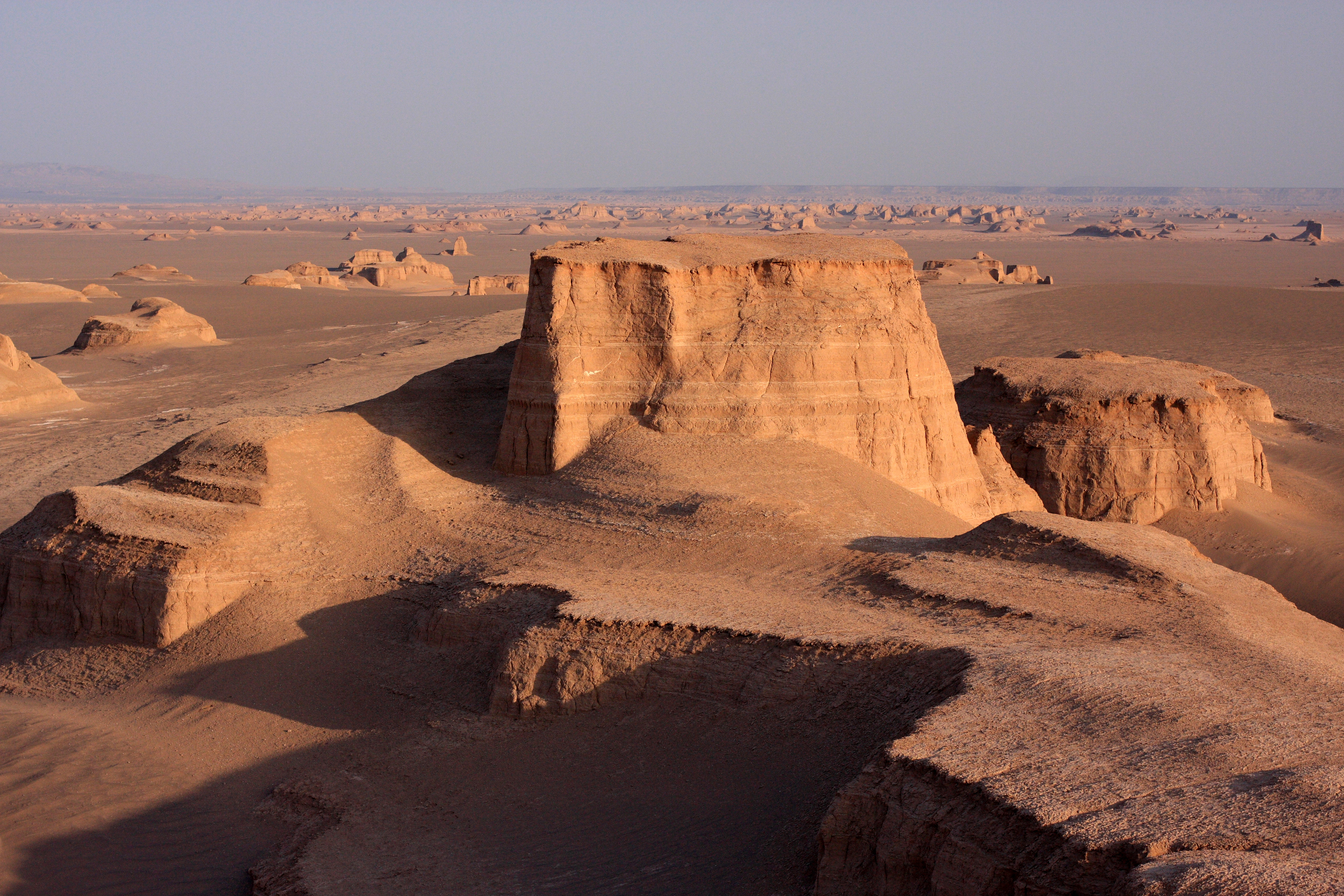
Deșertul Lut
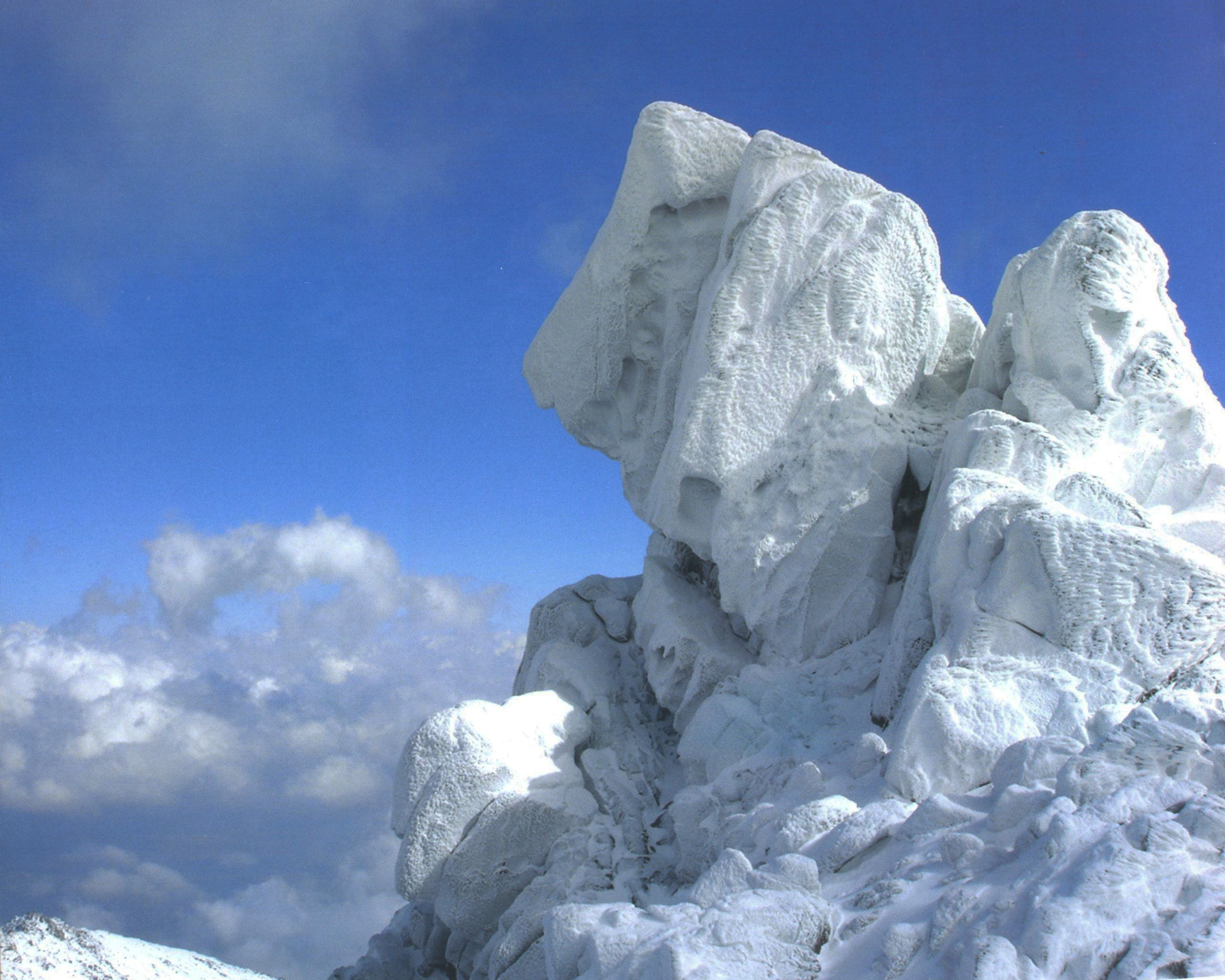
Vârful lanțului muntos Alvand
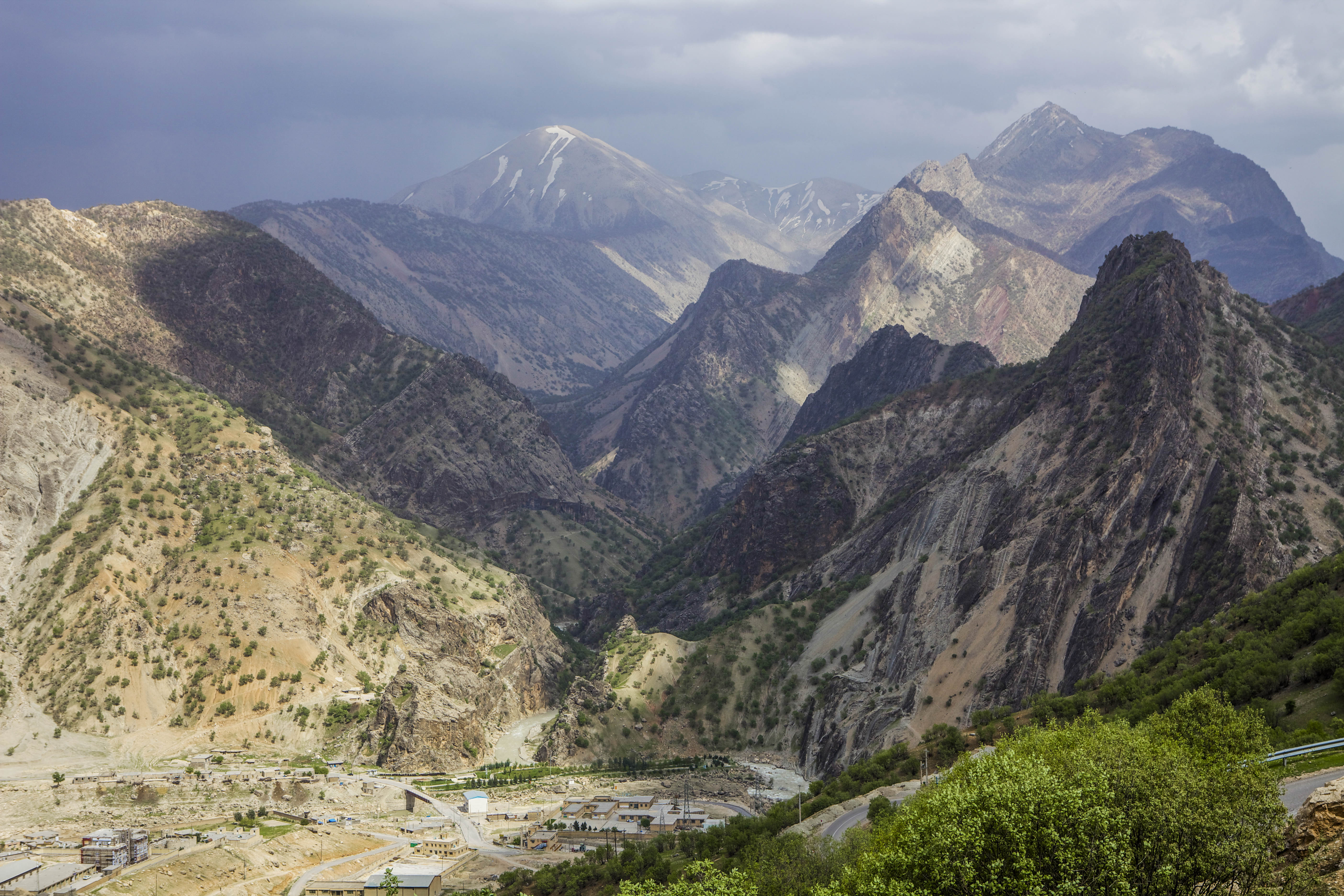
Sepiddasht în Lorestan

### Insule

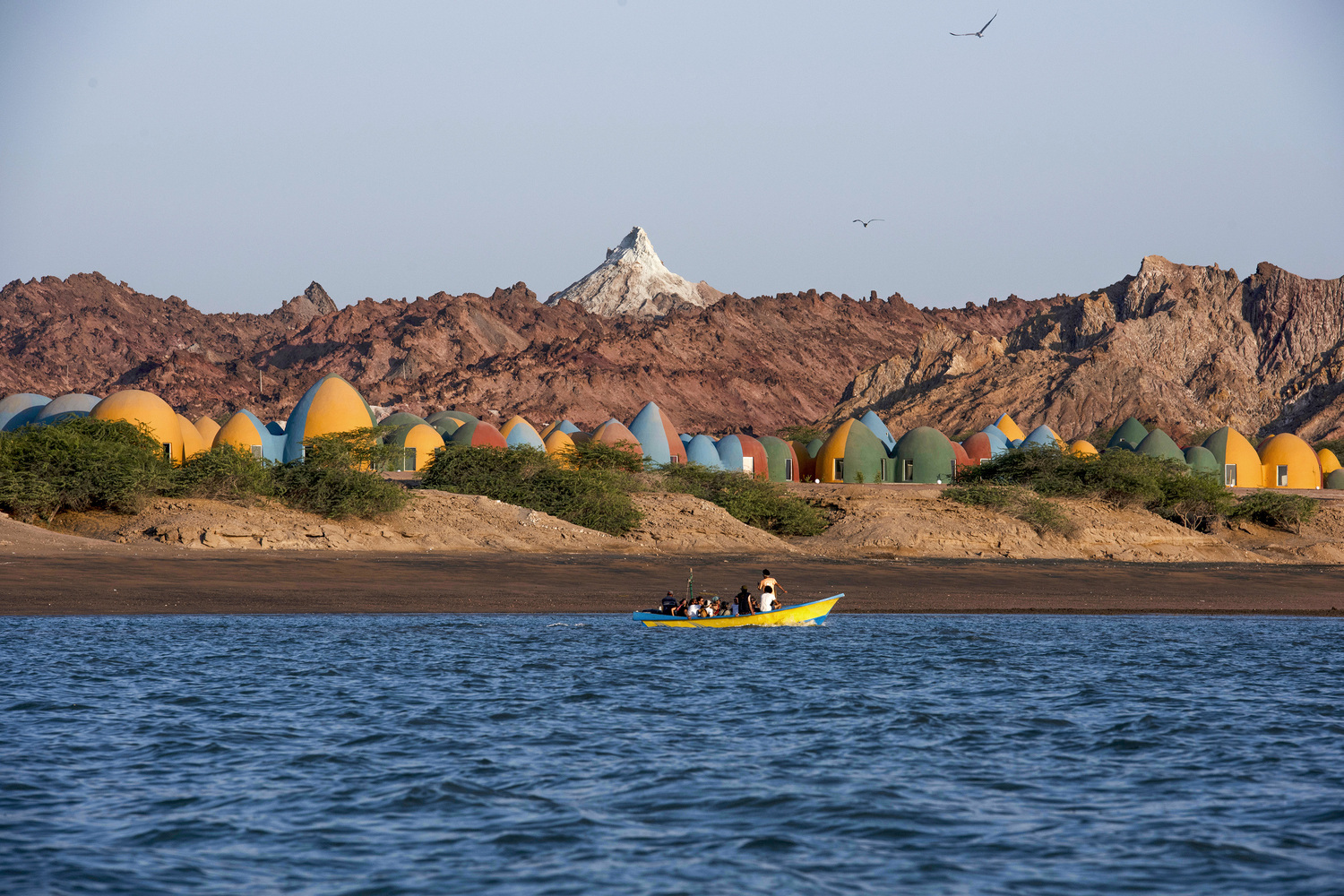
Majara Residence, un complex de cazare pe litoral de pe Insula Hormuz, Golful Persic

Insulele iraniene sunt situate în principal în Golful Persic. Iranul are 102 de insule în Lacul Urmia, 427 în Râul Aras, câteva în Laguna Anzali, Insula Ashurade în Marea Caspică, Insula Sheytan în Marea Omanului și alte insule interioare. Iranul are o insulă nelocuită la capătul îndepărtat al Golfului Oman, aproape de Pakistan. Câteva insule pot fi vizitate de turiști. Cele mai multe sunt deținute de armată sau folosite pentru protecția faunei, iar accesul este interzis sau necesită un permis.
Iranul a preluat controlul asupra Bumusei și a insulelor Tunb Mare și Mică în 1971, în Strâmtoarea Hormuz, între Golful Persic și Golful Oman. Deși insulele sunt mici și au puține resurse naturale sau populație, ele sunt foarte valoroase datorită locației lor strategice. Deși Emiratele Arabe Unite revendică suveranitatea, aceasta a fost întâmpinată în mod constant cu un răspuns ferm din partea Iranului, bazat pe contextul lor istoric și cultural. Iranul are control total asupra insulelor.
Insula Kish, ca zonă de liber schimb, este prezentată ca un paradis al consumatorilor, cu mall-uri, centre comerciale, atracții turistice și hoteluri de lux. Qeshm este cea mai mare insulă din Iran și un Geoparc Global UNESCO din 2016. Peștera de sare Namakdan este cea mai mare din lume și una dintre cele mai lungi peșteri din lume.

### Climă

Clasificarea climatică Köppen

Clima Iranului este diversă, variind de la aridă și semi-aridă, la subtropicală de-a lungul coastei Caspice și a pădurilor nordice. La marginea nordică a țării, temperaturile rareori scad sub zero, iar zona rămâne umedă. Temperaturile de vară rareori depășesc 29 °C (84,2 °F). Precipitațiile anuale sunt de 680 mm (26,8 in) în partea de est a câmpiei și mai mult de 1.700 mm (66,9 in) în partea de vest. Coordonatorul Rezident al ONU pentru Iran a declarat că „Scăderea resurselor de apă reprezintă cea mai gravă provocare de securitate umană din Iran astăzi”.
În vest, așezările din bazinul Zagros experimentează temperaturi mai scăzute, ierni severe cu temperaturi medii zilnice sub zero și zăpadă abundentă. Bazinele din est și centru sunt aride, cu mai puțin de 200 mm (7,9 in) de precipitații și au deșerturi ocazionale. Temperaturile medii de vară rareori depășesc 38 °C (100,4 °F). Câmpiile costiere sudice ale Golfului Persic și Golfului Oman au ierni blânde și veri foarte umede și calde. Precipitațiile anuale variază între 135 și 335mm.

### Biodiversitate

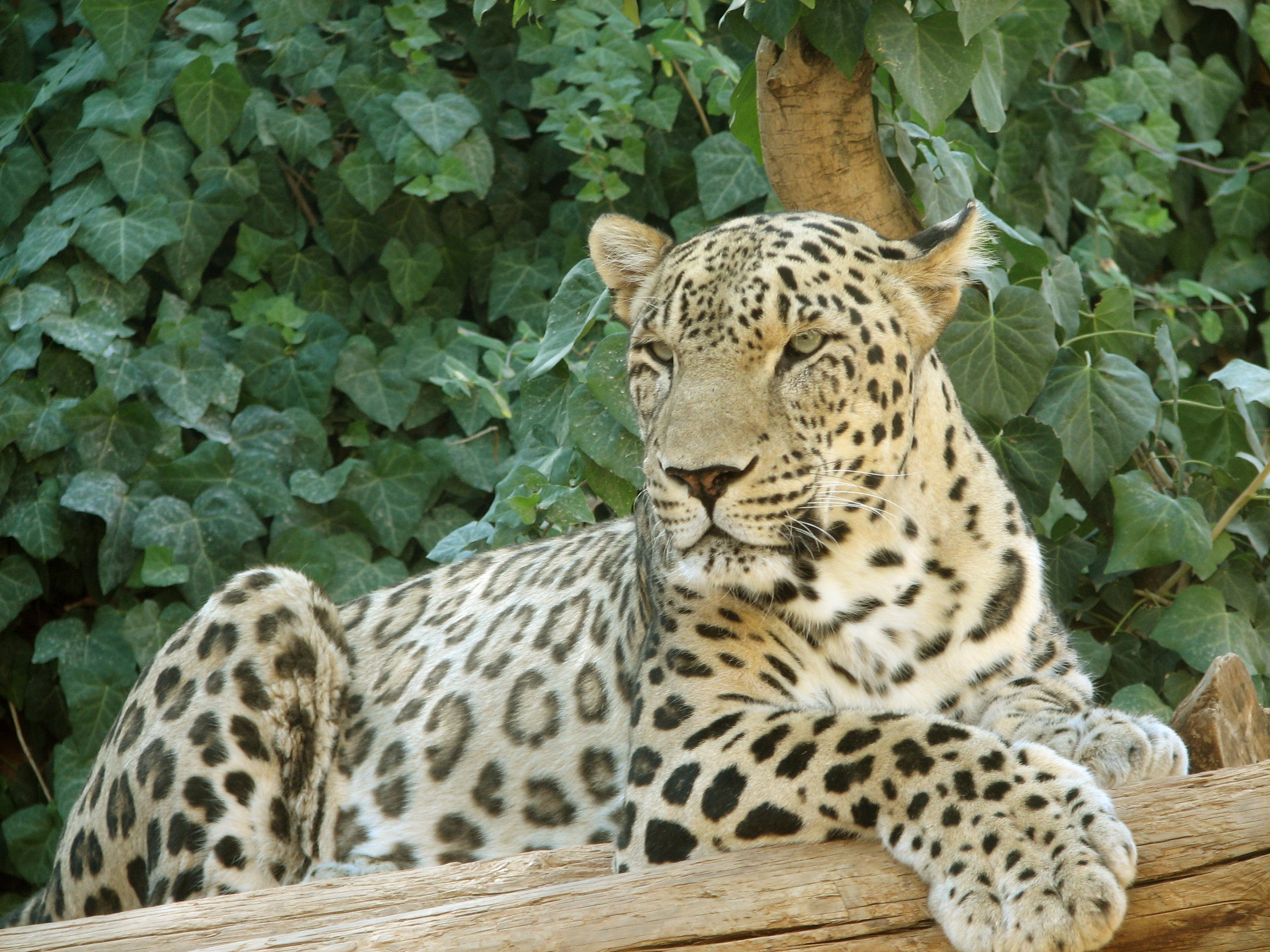
Leopardul persan, originar din Platoul Iranian

Mai mult de o zecime din țară este acoperită de pădure. Aproximativ 120 de milioane de hectare de păduri și câmpii sunt deținute de guvern pentru exploatare națională. Pădurile Iranului pot fi împărțite în cinci regiuni de vegetație: regiunea Hyrcaniană, care formează centura verde din partea nordică a țării; regiunea Turan, care este împrăștiată în principal în centrul Iranului; regiunea Zagros, care conține în principal păduri de stejar în vest; regiunea Golfului Persic, care este împrăștiată în centura costală sudică; regiunea Arasbarani, care conține specii rare și unice. Peste 8.200 de specii de plante sunt cultivate. Terenul acoperit de flora naturală este de patru ori mai mare decât cel al Europei. Există peste 200 de zone protejate pentru a conserva biodiversitatea și fauna, dintre care peste 30 sunt parcuri naționale.
Fauna Iranului include 34 de specii de liliac, mangusta cenușie indiană, mangusta mică indiană, șacal auriu, lup indian, vulpi, hienă dungată, leopard, linx eurasiatic, urs brun și urs negru asiatic. Speciile de ungulate includ mistreț, urial, muflon armenesc, cerb roșu și gazela cu gât gros. Unul dintre cele mai faimoase animale este ghepardul asiatic, care este critic pe cale de dispariție și supraviețuiește doar în Iran. Iranul și-a pierdut toți leii asiatici și tigrii caspieni dispăruți la începutul secolului al XX-lea. Ungulatele domestice sunt reprezentate de oi, capre, bovine, cai, bivol de apă, măgari și cămile. Specii de păsări precum fazanul, potârnichea, barza, vulturii și șoimii sunt native.

## Guvern și politică

### Liderul Suprem
Liderul Suprem, „Rahbar”, Liderul Revoluției sau Autoritatea Supremă de Conducere, este șeful statului și responsabil de supravegherea politicilor. Președintele are puteri limitate în comparație cu Rahbar. Miniștrii cheie sunt selectați cu acordul Rahbarului, iar acesta are cuvântul final în privința politicii externe. Rahbarul este direct implicat în numirile miniștrilor pentru Apărare, Informații și Afaceri Externe, precum și în alte ministere de top după prezentarea candidaților de către președinte.
Politica regională este controlată direct de Rahbar, iar sarcina Ministerului Afacerilor Externe este limitată la protocol și ocazii ceremoniale. Ambasadorii în țările arabe, de exemplu, sunt aleși de Forța Quds, care raportează direct Rahbarului. Rahbarul poate ordona modificarea legilor. Setad a fost estimat la 95 de miliarde de dolari în 2013 de către Reuters, iar conturile sale sunt secrete chiar și pentru parlament.
Rahbarul este comandantul suprem al Forțelor Armate, controlează operațiunile de informații și securitate militară și are puterea exclusivă de a declara război sau pace. Șefii sistemului judiciar, ai rețelelor de radio și televiziune de stat, comandanții poliției și militari, precum și membrii Consiliului Guardian sunt toți numiți de Rahbar.
Adunarea Experților este responsabilă de alegerea Rahbarului și are puterea de a-l demite pe baza calificărilor și a stimei populare. Până în prezent, Adunarea Experților nu a contestat nicio decizie a Rahbarului și nu a încercat să-l demită. Fostul șef al sistemului judiciar, Sadeq Larijani, numit de Rahbar, a spus că este ilegal ca Adunarea Experților să supravegheze Rahbarul. Mulți cred că Adunarea Experților a devenit un organism ceremonial fără nicio putere reală. În luna februarie a anului 2025, The New York Times a raportat că, conform lui Karim Sadjadpour, un expert în regiunea Iranului de la Carnegie Endowment for International Peace, în Republica Islamică Iran există două regimuri paralele. Unul este condus de forțele militare și de informații, care raportează Rahbarului și „care supraveghează programul nuclear și proxy-urile regionale și sunt însărcinate cu reprimarea, luarea de ostatici și asasinate”. Celălalt este condus de diplomați și politicieni „care sunt autorizați să vorbească cu mass-media și oficialii occidentali” și au cunoștințe minime despre programul nuclear al Iranului.
Sistemul politic este bazat pe constituția țării. Iranul s-a clasat pe locul 154 în clasamentul din 2022 al The Economist Democracy Index. Juan José Linz a scris în 2000 că „regimul iranian combină înclinația ideologică a totalitarismului cu pluralismul limitat al autoritarismului”.

### Președintele

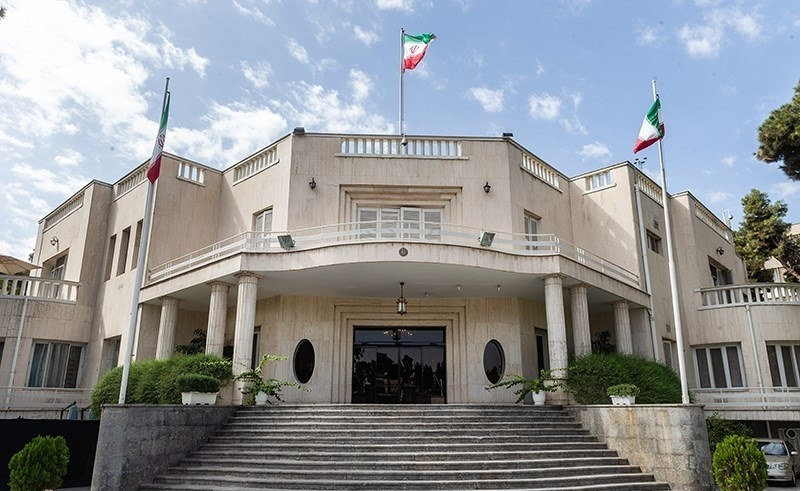
Intrarea în palatul Administrației Prezidențiale (Pasteur), locul de întâlnire al cabinetului și biroul Președintelui

Președintele este șeful guvernului și a doua cea mai înaltă autoritate, după Liderul Suprem. Președintele este ales prin sufragiu universal pentru un mandat de 4 ani. Înainte de alegeri, candidații la funcția de președinte trebuie să fie aprobați de Consiliul Guardian. Membrii Consiliului sunt aleși de Lider, iar Liderul are puterea de a demite președintele. Președintele poate fi reales doar pentru un singur mandat. Președintele este adjunctul comandantului suprem al Armatei, șeful Consiliului Suprem de Securitate Națională și are puterea de a declara stare de urgență după aprobarea parlamentului.
Președintele este responsabil de implementarea constituției și de exercitarea puterilor executive în aplicarea decretelor și politicilor generale stabilite de Lider, cu excepția problemelor care țin direct de Lider, care are cuvântul final. Președintele funcționează ca executantul afacerilor precum semnarea tratatelor și a altor acorduri internaționale, administrarea planificării naționale, a bugetului și a afacerilor de angajare de stat, toate fiind aprobate de Lider.
Președintele numește miniștri, sub rezerva aprobării Parlamentului și a Liderului, care poate demite sau reinstala orice ministru. Președintele supraveghează Consiliul Miniștrilor, coordonează deciziile guvernamentale și selectează politicile guvernamentale care urmează să fie prezentate legislativului. Opt vicepreședinți servesc sub președinte, precum și un cabinet de 22 de miniștri, toți numiți de președinte.

### Consiliul Guardian
Candidații prezidențiali și parlamentari trebuie să fie aprobați de către Consiliul Guardian format din 12 membri (toți numiți de Lider) sau de către Lider, înainte de a candida, pentru a se asigura de loialitatea lor. Liderul rareori face verificarea, dar are puterea de a o face, caz în care nu este nevoie de aprobarea suplimentară a Consiliului Guardian. Liderul poate anula deciziile Consiliului Guardian.
Constituția îi oferă consiliului trei mandate: puterea de veto asupra legislației adoptate de parlament, supravegherea alegerilor și aprobarea sau descalificarea candidaților care doresc să candideze la alegerile locale, parlamentare, prezidențiale sau ale Adunării Experților. Consiliul poate anula o lege pe baza a două motive: fiind împotriva Shariei (legea islamică) sau fiind împotriva constituției.

### Consiliul Suprem de Securitate Națională
Consiliul Suprem de Securitate Națională (SNSC) se află în vârful procesului de decizie al politicii externe. Consiliul a fost format în timpul referendumului constituțional iranian din 1989 pentru protecția și sprijinirea intereselor naționale, a revoluției, a integrității teritoriale și a suveranității naționale. Este mandatat de Articolul 176 din Constituție să fie condus de Președinte.
Liderul selectează secretarul Consiliului Suprem, iar deciziile consiliului devin efective după confirmarea de către Lider. SNSC formulează politica nucleară și devine eficientă dacă este confirmată de Lider.

### Legislativul
Legislativul, cunoscut sub numele de Adunarea Consultativă Islamică (ICA), Parlamentul Iranului sau „Majles”, este un organism unicameral format din 290 de membri aleși pentru patru ani. El elaborează legislația, ratifică tratatele internaționale și aprobă bugetul național. Toți candidații parlamentari și legislația din partea adunării trebuie să fie aprobați de Consiliul Guardian. Consiliul Guardian poate și a demis membri aleși ai parlamentului. Parlamentul nu are statut legal fără Consiliul Guardian, iar Consiliul deține puterea absolută de veto asupra legislației.
Consiliul de Discernământ al Expedienței are autoritatea de a media disputele dintre Parlament și Consiliul Guardian și servește ca organism consultativ pentru Liderul Suprem, făcându-l unul dintre cele mai puternice organe de guvernare din Iran.
Parlamentul are 207 circumscripții, inclusiv cele 5 locuri rezervate pentru minoritățile religioase. Celelalte 202 sunt teritoriale, fiecare acoperind unul sau mai multe dintre județele Iranului.

### Sistemul Judiciar
Iranul folosește legea Sharia drept sistem său juridic, cu elemente de drept civil. Liderul Suprem numește șeful Curții Supreme și procurorul-șef public. Există mai multe tipuri de instanțe, inclusiv instanțe publice care se ocupă de cauze civile și penale, și instanțe revoluționare care se ocupă de anumite infracțiuni, cum ar fi crimele împotriva securității naționale. Deciziile instanțelor revoluționare sunt finale și nu pot fi atacate.
Șeful Justiției este șeful sistemului judiciar și responsabil de administrarea și supravegherea acestuia. El este cel mai înalt judecător al Curții Supreme a Iranului. Șeful Justiției propune candidați pentru a servi ca ministru al justiției, iar Președintele selectează unul. Șeful Justiției poate servi pentru două mandate de cinci ani.
Instanța Specială Clericală se ocupă de crimele presupus comise de clerici, deși a preluat cazuri care implică laici. Instanța Specială Clericală funcționează independent de cadrul judiciar obișnuit și este responsabilă doar în fața Liderului. Deciziile Instanței sunt finale și nu pot fi atacate. Adunarea Experților, care se întrunește o dată pe an timp de o săptămână, este formată din 86 de clerici „virtuoși și învățați” aleși prin sufragiu universal pentru mandate de 8 ani.

### Diviziuni administrative

Hartă a provinciilor din Iran

Iranul este subdivizat în treizeci și una de provincie (persană استان ostân), fiecare condusă dintr-un centru local, de obicei cel mai mare oraș local, care se numește capitala (persană: مرکز, markaz) acelei provincii. Autoritatea provincială este condusă de un guvernator general (استاندار ostândâr), care este numit de Ministrul Afacerilor Interne sub rezerva aprobării cabinetului.

### Relții externe

Țări cu care Iranul are relații diplomatice

Iranul menține relații diplomatice cu 165 de țări, dar nu cu Statele Unite și Israel—o stat pe care Iranul l-a dezrecunoscut în 1979.
Iranul are o relație adversă cu Arabia Saudită din cauza diferitelor politici și ideologii. Iranul și Turcia au fost implicate în conflicte moderne prin proxy, cum ar fi în Siria, Libia și Caucazul de Sud. Cu toate acestea, au interese comune, cum ar fi problema separatismului kurd și criza diplomatică din Qatar. Iranul are o relație strânsă și puternică cu Tadjikistan. Iranul are relații economice profunde și o alianță cu Irak, Liban și Siria, Siria fiind adesea descrisă ca „cel mai apropiat aliat” al Iranului.

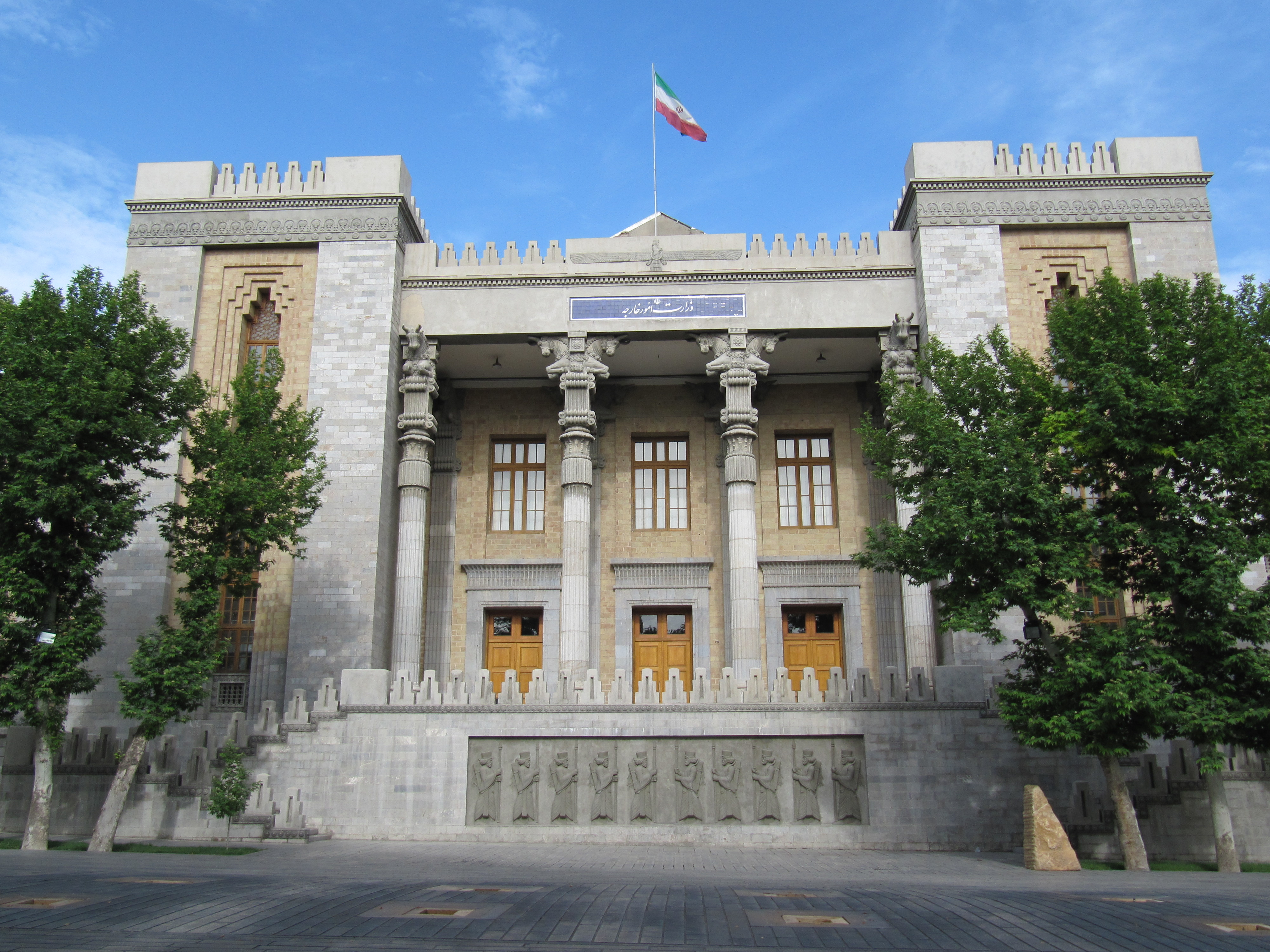
Clădirea Ministerului Afacerilor Externe, care folosește pe scară largă arhitectura ahemenidă pe fațada sa, Grădina Națională

Rusia este un partener comercial cheie, în special în ceea ce privește rezervele sale excedentare de petrol. Ambele țări împărtășesc o alianță economică și militară strânsă și sunt supuse unor sancțiuni grele din partea națiunilor occidentale. Iranul este singura țară din Asia de Vest care a fost invitată să se alăture CSTO, organizației internaționale bazată pe tratat, cu sediul în Rusia, care este paralelă cu NATO.
Relațiile dintre Iran și China sunt puternice din punct de vedere economic; au dezvoltat o relație prietenoasă, economică și strategică. În anul 2021, Iranul și China au semnat un acord de cooperare pe 25 de ani care va consolida relațiile dintre cele două țări și va include componente „politice, strategice și economice”. Relațiile Iran-China datează din cel puțin 200 î.Hr. și posibil chiar mai devreme. Iranul este una dintre puținele țări din lume care are o relație bună atât cu Coreea de Nord, cât și cu Coreea de Sud.
Iranul este membru al zeci de organizații internaționale, inclusiv G-15, G-24, G-77, IAEA, IBRD, IDA, NAM, IDB, IFC, ILO, FMI, IMO, Interpol, OIC, OPEC, OMS și ONU, și are în prezent statut de observator la OMC.

### Armata

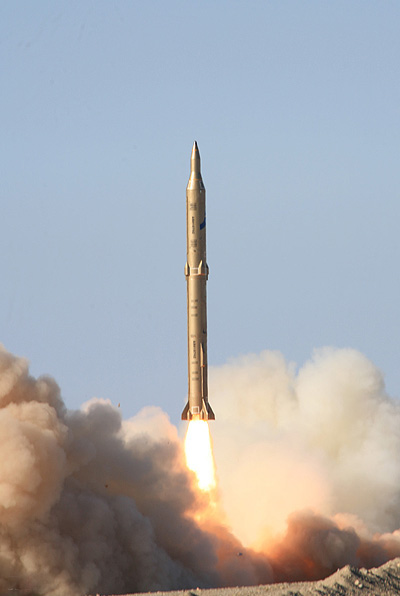
MRBM Sejjil. Iranul este a 6-a putere mondială în domeniul rachetelor și a 5-a țară din lume cu tehnologie de rachete hipersonice

Forțele militare sunt organizate într-o structură unificată, Forțele Armate ale Republicii Islamice Iran, care include Armata Republicii Islamice Iran, compusă din Forțele Terestre, Forța de Apărare Aeriană, Forța Aeriană și Marina; Corpul Gărzilor Revoluționare Islamice, care constă din Forțele Terestre, Forța Aerospațială, Marina, Forța Quds și Basij; și Comandamentul Forței de Poliție (Faraja), care funcționează similar unei jandarmerii. În timp ce Forța Aeriană a Republicii Islamice Iran (IRIAF) protejează suveranitatea țării în mod tradițional, Corpul Gărzilor Revoluționare Islamice (IRGC) are misiunea de a asigura integritatea Republicii, împotriva interferențelor străine, a loviturilor de stat și a revoltelor interne. Din 1925, este obligatoriu pentru toți cetățenii de sex masculin cu vârsta de 18 ani să servească aproximativ 14 luni în IRIAF sau IRGC.
Iranul are peste 610.000 de militari activi și aproximativ 350.000 de rezerviști, totalizând peste 1 milion de personal militar, una dintre cele mai mari procente din lume de cetățeni cu pregătire militară. Basij, o miliție paramilitară de voluntari din cadrul IRGC, are peste 20 de milioane de membri, 600.000 disponibili pentru mobilizare imediată, 300.000 de rezerviști și un milion care ar putea fi mobilizați atunci când este necesar. Faraja, forța de poliție uniformizată a Iranului, are peste 260.000 de personal activ. Majoritatea organizațiilor statistice nu includ Basij și Faraja în rapoartele lor.
Excluzând Basij și Faraja, Iranul a fost identificat ca o mare putere militară, datorită dimensiunii și capacităților forțelor sale armate. Deține cea de-a 14-a cea mai puternică armată din lume. Se clasează pe locul 13 la nivel mondial în ceea ce privește puterea militară generală, pe locul 7 în ceea ce privește numărul de personal militar activ, și pe locul 9 în ceea ce privește dimensiunea forțelor terestre și a forțelor blindate. Forțele armate ale Iranului sunt cele mai mari din Asia de Vest și dețin cea mai mare flotă de aviație militară din Orientul Mijlociu. Iranul se află printre primele 15 țări în ceea ce privește bugetul militar. În 2021, cheltuielile sale militare au crescut pentru prima dată în patru ani, la 24,6 miliarde de dolari, 2,3% din PIB-ul național. Finanțarea IRGC a reprezentat 34% din totalul cheltuielilor militare ale Iranului în 2021.
De la Revoluție, pentru a depăși embargo-urile străine, Iranul a dezvoltat o industrie militară domestică capabilă să producă tancuri, vehicule blindate, rachete, submarine, distrugătoare de rachete, sisteme de radar, elicoptere, nave navale și avioane de luptă. Anunțurile oficiale au evidențiat dezvoltarea de armament avansat, în special în domeniul rachetei. În consecință, Iranul are cel mai mare și mai divers arsenal de rachete balistice din Orientul Mijlociu și este doar a 5-a țară din lume cu tehnologie de rachete hipersonice. Este a 6-a putere mondială în domeniul rachetelor. Iranul proiectează și produce o varietate de vehicule aeriene neîncărcate (UAV) și este considerat un lider global și o superputere în tehnologia și războiul cu drone. Este una dintre cele cinci țări din lume cu capabilități de război cibernetic și este identificată ca „unul dintre cei mai activi jucători pe scena cibernetică internațională”. Iranul este un exportator important de arme din anii 2000.
După achiziționarea de drone iraniene de către Rusia în timpul invaziei din Ucraina, în luna noiembrie a anului 2023, Forța Aeriană a Republicii Islamice Iran (IRIAF) a finalizat aranjamentele pentru achiziționarea de avioane de luptă rusești Sukhoi Su-35, elicoptere de atac Mil Mi-28, sisteme de apărare aeriană și de rachete. Marina iraniană a avut exerciții comune cu Rusia și China.

### Programul nuclear
Programul nuclear al Iranului datează din anii 1950. Iranul l-a revitalizat după Revoluție, iar ciclul său extins de combustibil nuclear, inclusiv capacitățile de îmbogățire, a devenit subiectul unor negocieri internaționale intense și al sancțiunilor. Multe țări și-au exprimat îngrijorarea că Iranul ar putea să devieze tehnologia nucleară civilă către un program de arme. În anul 2015, Iranul și P5+1 au ajuns la Planul de Acțiune Comun Cuprinzător (JCPOA), având ca scop încheierea sancțiunilor economice în schimbul restricțiilor în producerea uranului îmbogățit.
În 2018, însă, Statele Unite s-au retras din acord sub administrația Trump și au reintrodus sancțiunile. Acest lucru a fost întâmpinat cu rezistență din partea Iranului și a celorlalți membri ai P5+1. Un an mai târziu, Iranul a început să-și reducă conformitatea. Până în 2020, Iranul a anunțat că nu va mai respecta nicio limită stabilită de acord. Progresele de atunci au adus Iranul la statutul de prag nuclear. latină noiembrie 2023, Iranul avea uraniu îmbogățit până la 60% conținut fisionabil, aproape de gradul de armă. Unii analiști consideră deja Iranul o putere nucleară de facto.

### Influența regională

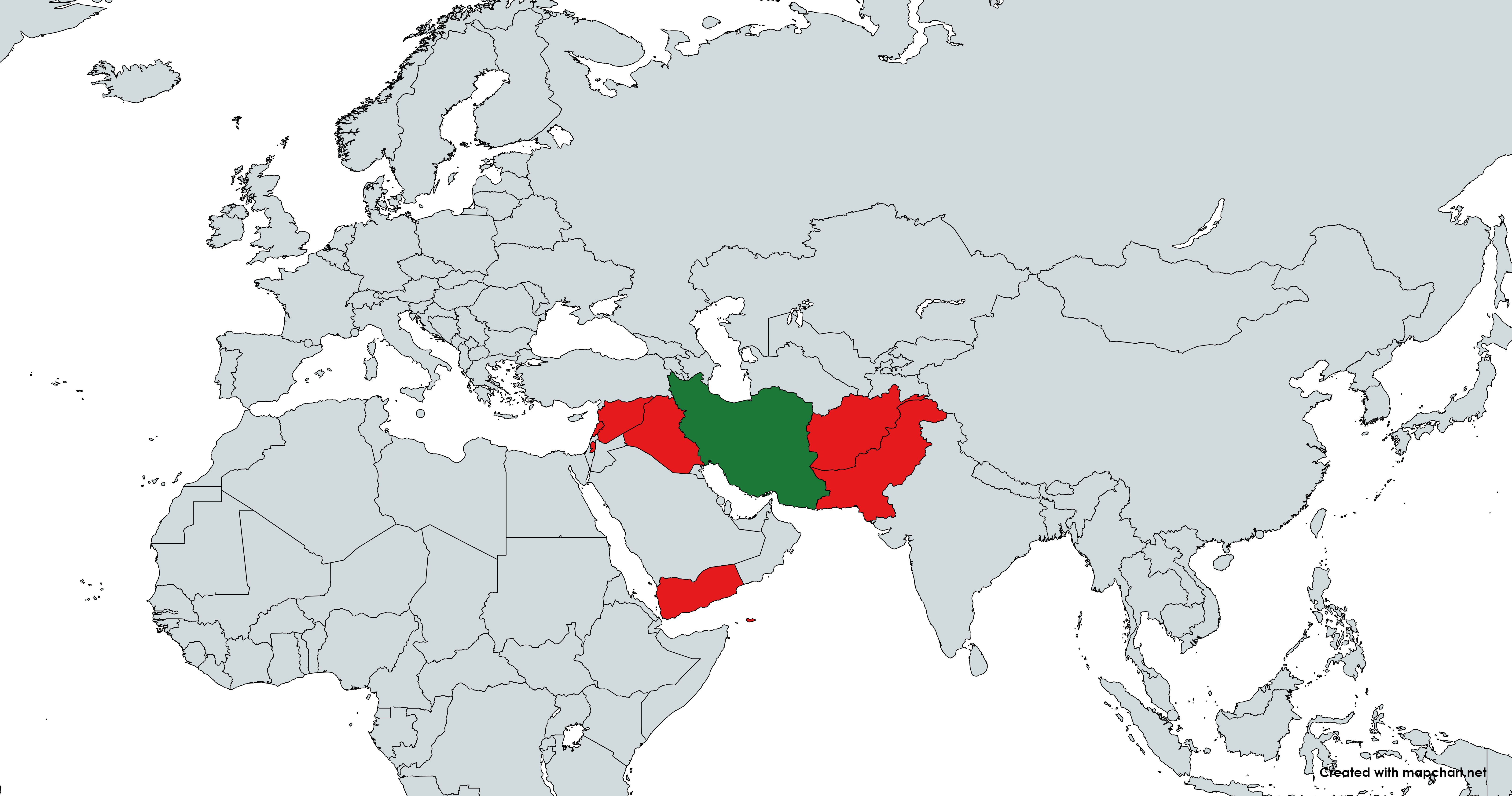
Iranul și sfera sa de influență

Influența și prezența semnificativă a Iranului, uneori caracterizată ca „Zorii unui Nou Imperiu Persan”. Unii analiști asociază influența iraniană cu moștenirea națională mândră a țării, imperiul și istoria sa.
De la Revoluție, Iranul și-a extins influența în și dincolo de regiune. A construit forțe militare cu o rețea largă de actori de stat și non-statali, începând cu Hezbollah în Liban în 1982. IRGC a fost esențial pentru influența iraniană, prin intermediul Forței Quds. Instabilitatea din Liban (din anii 1980), Irak (din 2003)  și Yemen (din 2014)  a permis Iranului să construiască alianțe puternice și puncte de sprijin dincolo de granițele sale. Iranul are o influență proeminentă în serviciile sociale, educație, economie și politică din Liban, iar Libanul oferă Iranului acces la Marea Mediterană. Succesele strategice ale Hezbollah împotriva Israelului, cum ar fi victoria sa simbolică din timpul Războiului Israel-Hezbollah din 2006, au crescut influența Iranului în Levant și au consolidat atractivitatea sa în întreaga Lume Musulmană.
De la invazia SUA în Irak din 2003 și sosirea ISIS la mijlocul anilor 2010, Iranul a finanțat și antrenat grupuri de miliții din Irak. De la războiul Iran-Irak din anii 1980 și căderea lui Saddam Hussein, Iranul a modelat politica Irakului. După lupta Irakului împotriva ISIS în 2014, companii legate de IRGC, cum ar fi Khatam al-Anbiya, au început să construiască drumuri, centrale electrice, hoteluri și afaceri în Irak, creând un coridor economic în valoare de aproximativ 9 miliarde de dolari înainte de COVID-19. Acest lucru este de așteptat să crească la 20 de miliarde de dolari.

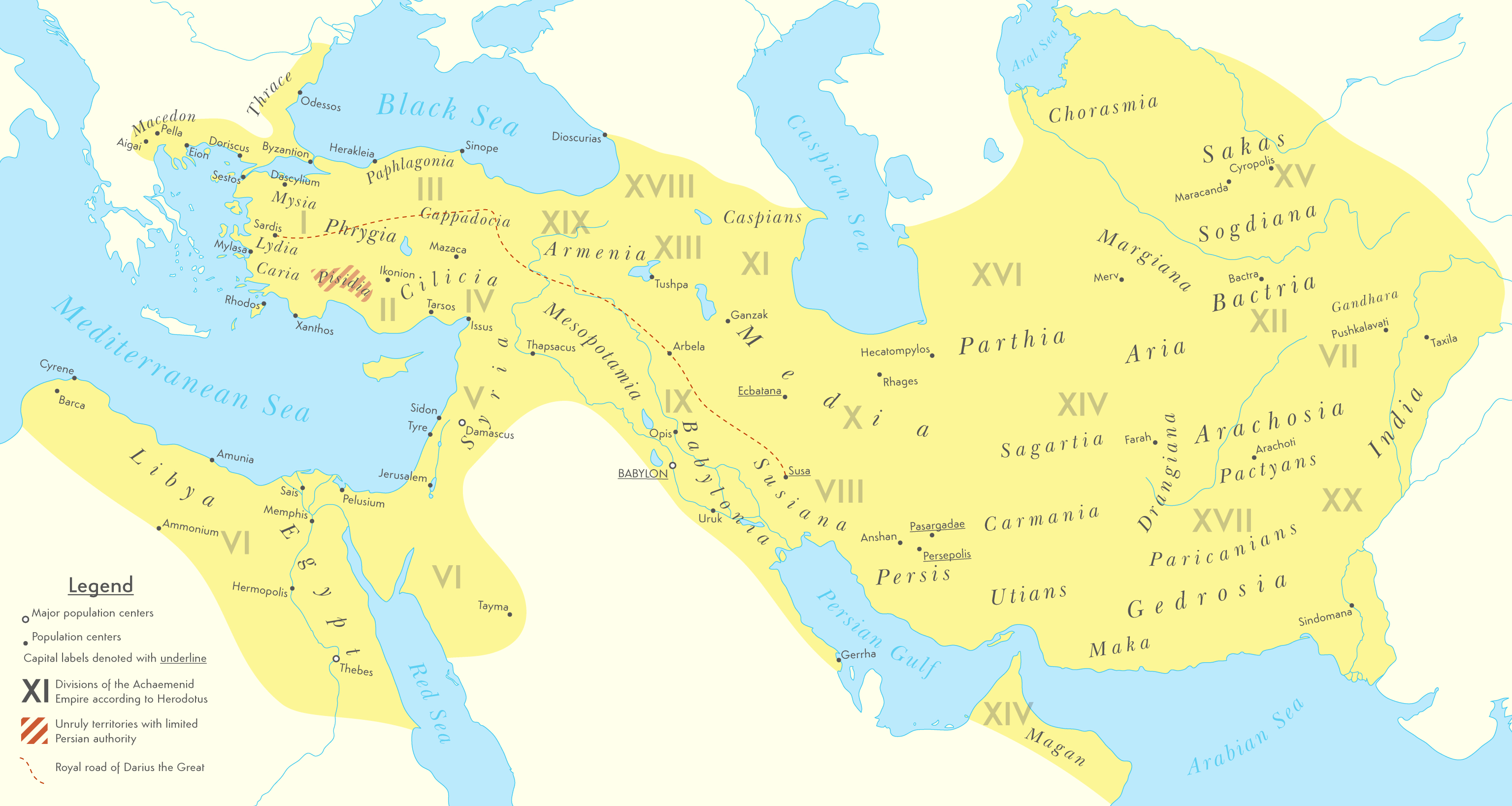
Imperiul Ahemenid în 500 î.Hr.

În timpul războiului civil din Yemen, Iranul a oferit sprijin militar Houthiștilor, o mișcare shiită zaidită care luptă împotriva guvernului sunit din Yemen din 2004. Aceștia au câștigat putere semnificativă în ultimii ani. Iranul are o influență considerabilă în Afganistan și Pakistan prin intermediul grupurilor militante precum Liwa Fatemiyoun și Liwa Zainebiyoun.
În Siria, Iranul a sprijinit președintele Bashar al-Assad; cele două țări sunt aliați de lungă durată. Iranul a oferit un sprijin militar și economic semnificativ guvernului lui Assad, având astfel o prezență considerabilă în Siria. Iranul a sprijinit de mult timp fronturile anti-Israel din Africa de Nord în țări precum Algeria și Tunisia, adoptând Hamas în parte pentru a submina popularitatea Organizației pentru Eliberarea Palestinei (OEP). Sprijinul Iranului pentru Hamas a devenit mai evident în ultimii ani. Conform informațiilor de serviciu americane, Iranul nu are control total asupra acestor grupuri de stat și non-statali.

### Drepturile omului și cenzura

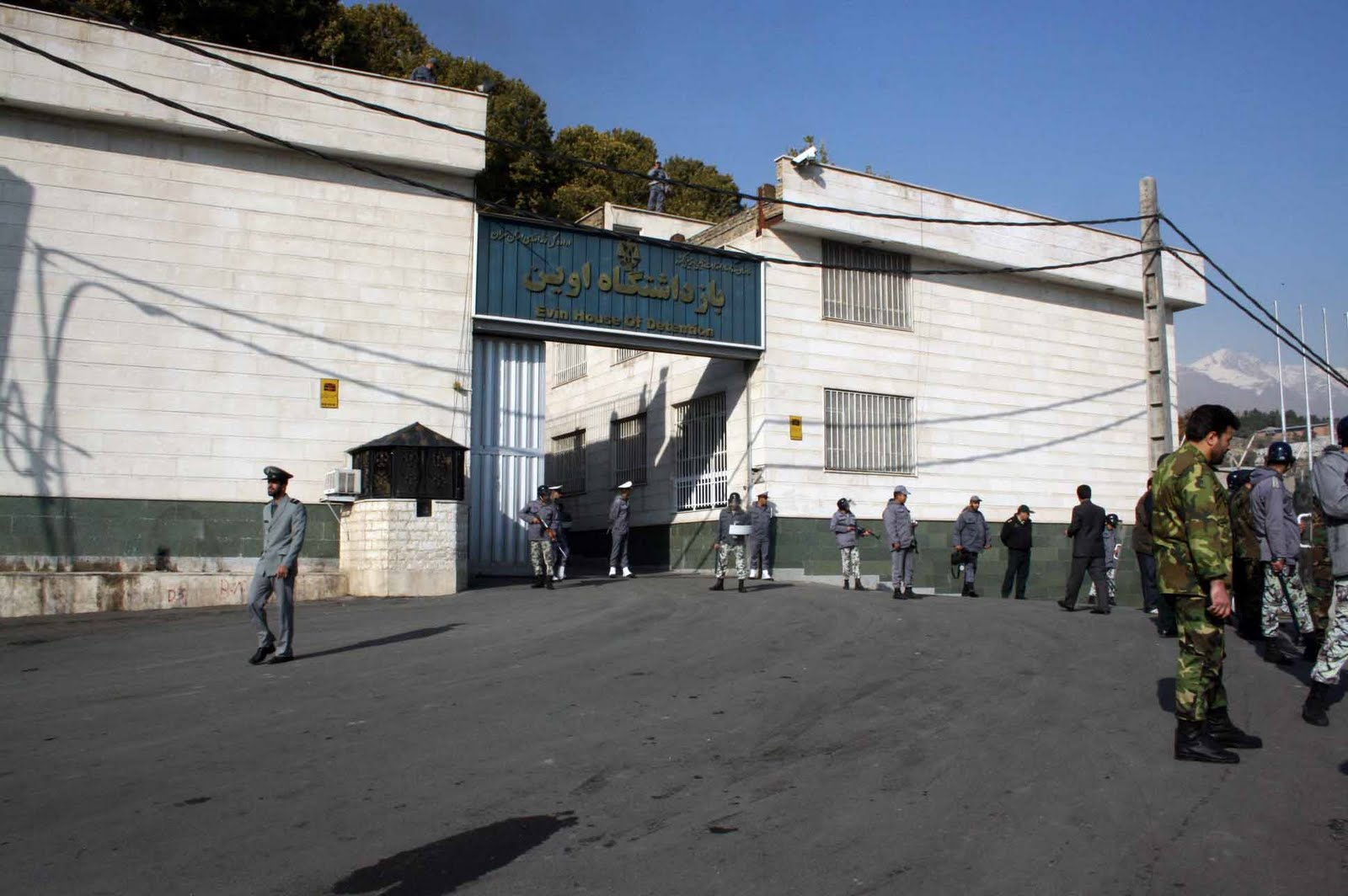
Intrarea în Închisoarea Evin, înființată în 1972. VICE descrie închisoarea ca fiind un „loc terifiant legendar unde nimeni nu vrea să ajungă”.

Guvernul iranian a fost denunțat de diverse organizații și guverne internaționale pentru încălcări ale drepturilor omului. Guvernul a persecutat și arestat frecvent criticii guvernului. Legea iraniană nu recunoaște orientările sexuale. Activitățile sexuale între persoane de același sex sunt ilegale și sunt pedepsite cu moartea. Pedeapsa cu moartea este o pedeapsă legală, iar conform BBC, Iranul „execută mai multe persoane decât orice altă țară, cu excepția Chinei”. Raportorul Special al ONU Javaid Rehman a raportat discriminarea împotriva mai multor minorități etnice în Iran. Un grup de experți ai ONU a cerut în 2022 Iranului să înceteze „persecuția sistematică” a minorităților religioase, adăugând că membrii Credinței Baháʼí au fost arestați, împiedicați să intre în universități sau au avut casele demolate.
Cenzura în Iran este clasată printre cele mai extreme din lume. Iranul are o cenzură strictă pe internet, guvernul blocând în mod persistent rețelele sociale și alte site-uri. Din ianuarie 2021, autoritățile iraniene au blocat o listă de platforme de social media; Instagram, WhatsApp, Facebook, Telegram, Twitter și YouTube.
Rezultatele alegerilor din anul 2006 au fost contestate pe scară largă, ducând la proteste. Protestele din Iran 2017-2018 au zguduit țara ca răspuns la situația economică și politică. A fost confirmat oficial că mii de protestatari au fost arestați. Protestele din Iran 2019-2020 au început pe 15 noiembrie în Ahvaz și s-au răspândit în toată țara după ce guvernul a anunțat creșteri ale prețurilor combustibilului cu până la 300%. Un blackout total pe internet de o săptămână a marcat unul dintre cele mai severe blackout-uri de internet din orice țară și cea mai sângeroasă reprimare guvernamentală a protestatarilor. Zeci de mii de persoane au fost arestate și sute au fost ucise în câteva zile, conform mai multor observatori internaționali, inclusiv Amnesty International.
Zborul 752 al Ukraine International Airlines, a fost un zbor internațional programat de pasageri civili de la Teheran la Kiev, operat de Ukraine International Airlines. Pe 8 ianuarie 2020, avionul Boeing 737–800 care efectua zborul a fost doborât de Corpul Gărzilor Revoluționare Islamice (IRGC) la scurt timp după decolare, ucigând toți cei 176 de ocupanți de la bord și ducând la proteste. O anchetă internațională a condus la recunoașterea guvernului că a doborât avionul, numind-o o „eroare umană”. Un alt protest împotriva guvernului a început pe data de 16 septembrie 2022 după ce o femeie pe nume Mahsa Amini a murit în custodia poliției după ce a fost arestată de Patrula de Ghidare, cunoscută în mod obișnuit ca „poliția moralității”.

## Economie
latină 2024, Iranul are a 19-a cea mai mare economie din lume (după PIB PPP). Este un amestec de planificare centrală, proprietate de stat asupra petrolului și altor întreprinderi mari, agricultură rurală și afaceri private mici în comerț și servicii. Sectorul serviciilor contribuie cu cel mai mare procent la PIB, urmat de industria (minerit și manufactură) și agricultură. Economia este caracterizată de sectorul său de hidrocarburi, în plus față de manufactură și servicii financiare. Cu 10% din rezervele mondiale de petrol și 15% din rezervele de gaze naturale, Iranul este o superputere energetică. Peste 40 de industrii sunt direct implicate în Bursa de Valori din Teheran.
Teheran este motorul economic al Iranului. Aproximativ 30% din forța de lucru din sectorul public al Iranului și 45% din marile sale firme industriale sunt localizate acolo, iar jumătate dintre angajații acestor firme lucrează pentru guvern. Banca Centrală a Iranului este responsabilă pentru dezvoltarea și menținerea monedei: rialul iranian. Guvernul nu recunoaște sindicatelor în afară de consiliile islamice ale muncii, care sunt supuse aprobării angajatorilor și serviciilor de securitate. Șomajul a fost de 9% în anul 2022.

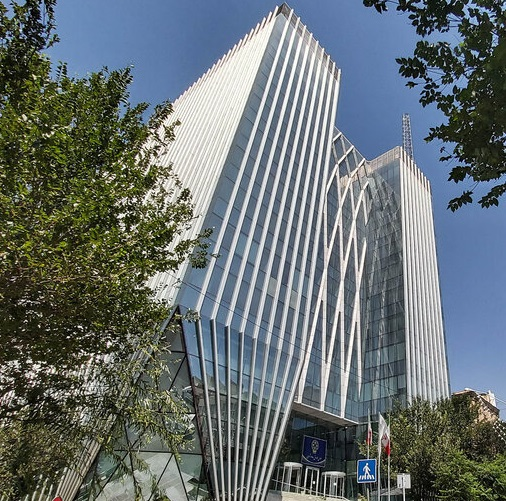
Capitalizarea de piață a Bursa de Valori din Teheran a fost de 1,5 trilioane de dolari în 2023.

Deficitul bugetar a fost o problemă cronică, în mare parte din cauza subvențiilor mari de stat, care includ alimente și în special benzină, totalizând 100 de miliarde de dolari în anul 2022 doar pentru energie. În anul 2010, planul de reformă economică a fost să reducă subvențiile treptat și să le înlocuiască cu asistență socială țintită. Obiectivul este să se treacă la prețurile pieței libere și să crească productivitatea și justiția socială. Administrația continuă reformele și indică faptul că va diversifica economia dependentă de petrol. Iranul a dezvoltat o industrie de biotehnologie, nanotehnologie și farmaceutică. Guvernul privatizează industriile.
Iranul are industrii de manufactură de top în producția de automobile, transport, materiale de construcție, electrocasnice, alimente și bunuri agricole, armament, farmaceutice, tehnologia informației și petrochimie în Orientul Mijlociu. Iranul se află printre primii cinci producători mondiali de caise, cireșe, castraveți și castraveți murați, curmale, smochine, fistic, gutui, nuci, kiwi și pepene verde. Sancțiunile internaționale împotriva Iranului au afectat economia. Iranul este una dintre cele trei țări care nu au ratificat Acordul de la Paris pentru a limita schimbările climatice, deși academicienii spun că ar fi benefic pentru țară.

### Turism

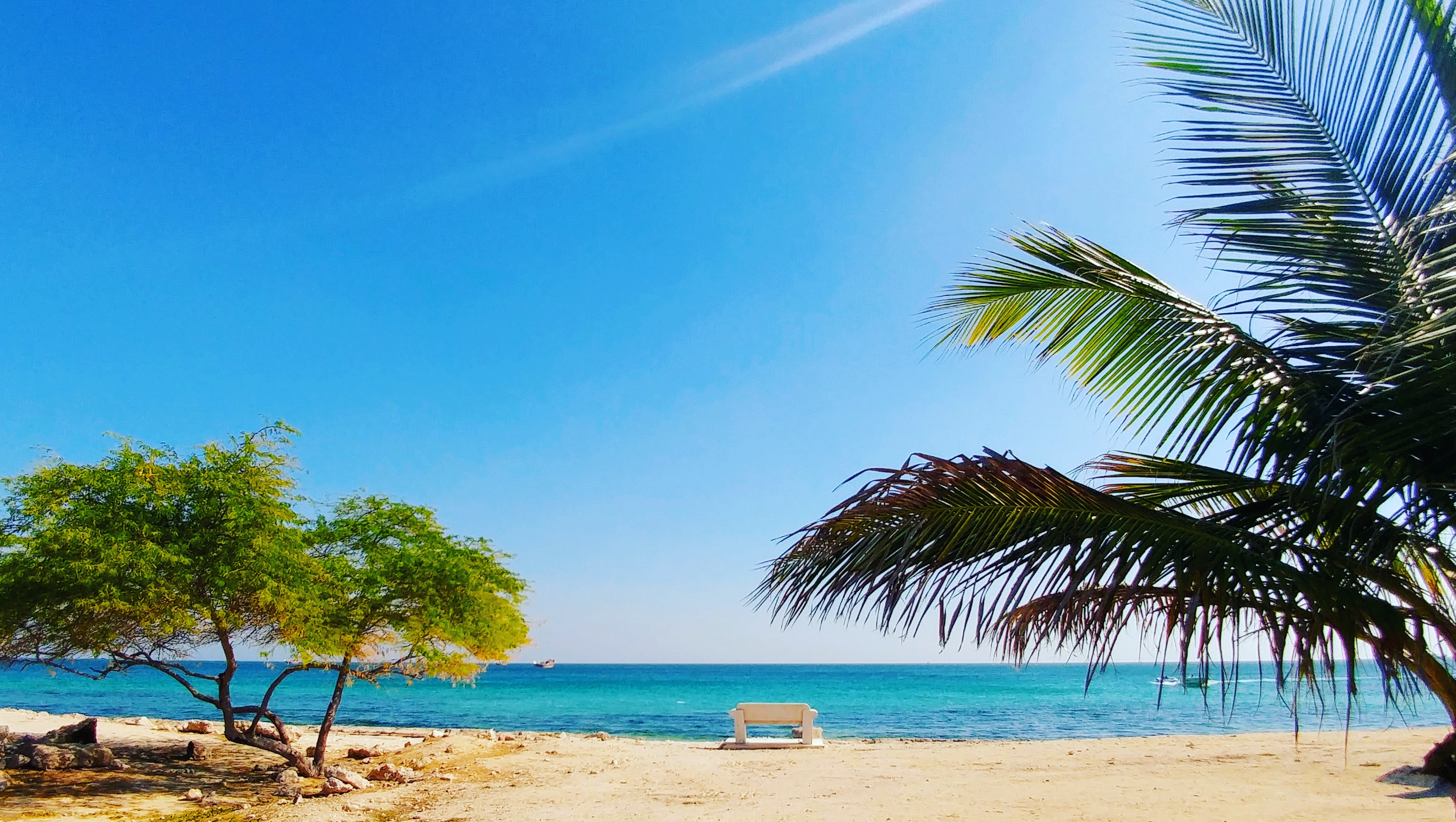
Aproximativ 12 milioane de turiști vizitează anual Insula Kish.

Turismul a crescut rapid înainte de Pandemia de COVID-19, atingând aproape 9 milioane de vizitatori străini în anul 2019, fiind a treia destinație turistică cu cea mai rapidă creștere din lume. În 2022, ponderea sa în economie a crescut la 5%. Turismul din Iran a înregistrat o creștere de 43% în 2023, atrăgând 6 milioane de turiști străini. Guvernul a eliminat cerințele de viză pentru 60 de țări în anul 2023.
98% din vizite sunt pentru agrement, în timp ce 2% sunt pentru afaceri, ceea ce indică atractivitatea țării ca destinație turistică. Pe lângă capitală, cele mai populare destinații turistice sunt Isfahan, Shiraz și Mashhad. Iranul devine o destinație preferată pentru turism medical. Numărul de călători din alte țări din Asia de Vest a crescut cu 31% în primele șapte luni ale anului 2023, depășind Bahrain, Kuweit, Irak și Arabia Saudită. Turismul intern este unul dintre cele mai mari din lume; turiștii iranieni au cheltuit 33 de miliarde de dolari în 2021. Iranul proiectează investiții de 32 de miliarde de dolari în sectorul turistic până în 2026.

### Agricultură și pescuit

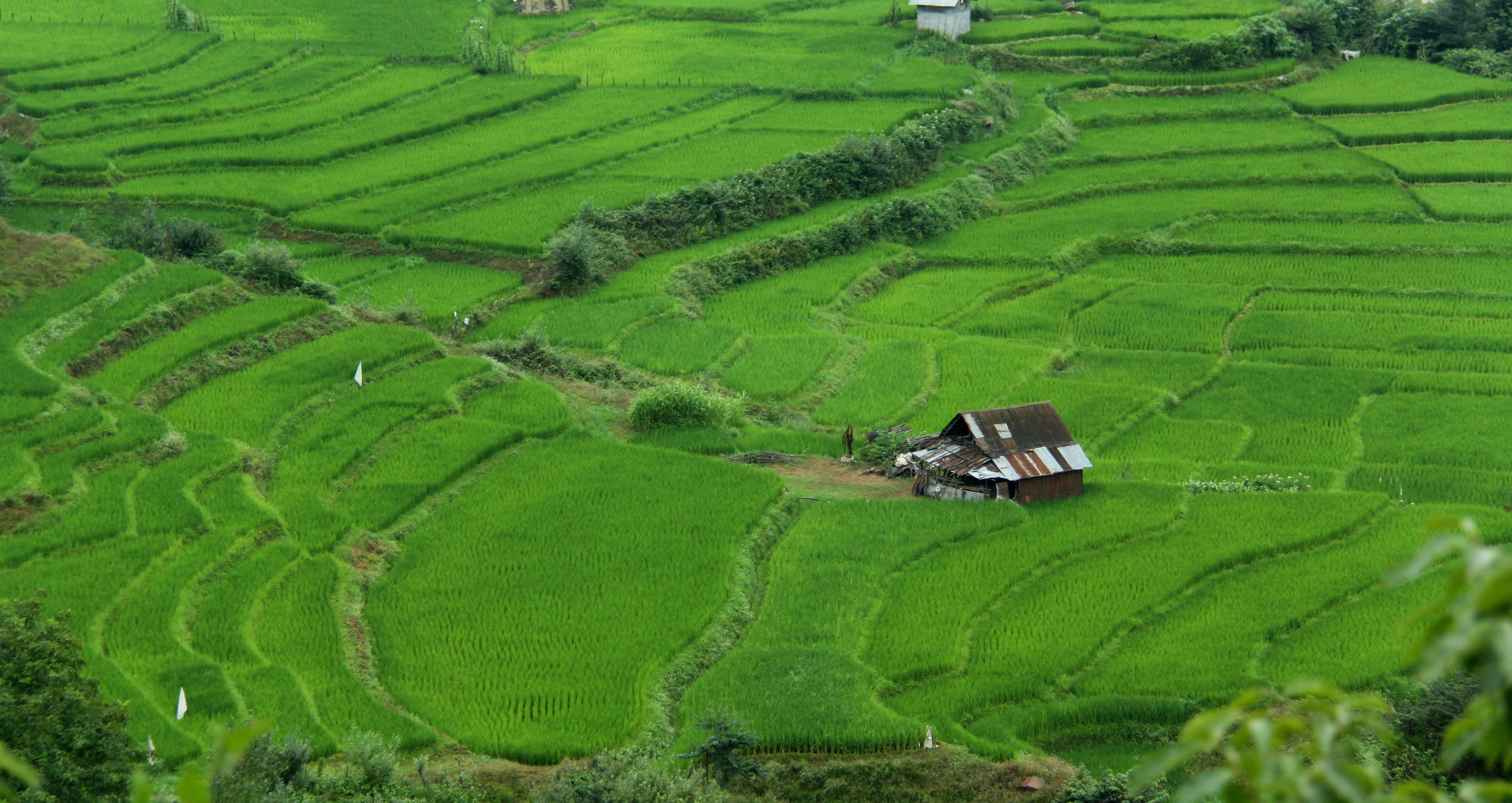
Orezărie în Bandpey, nordul Iranului

Aproximativ o treime din suprafața totală a Iranului este potrivită pentru terenuri agricole. Doar 12% din suprafața totală este cultivată, dar mai puțin de o treime din suprafața cultivată este irigată; restul este dedicat agriculturii pe uscat. Aproximativ 92% din produsele agricole depind de apă. Părțile vestice și nord-vestice ale țării au cele mai fertile soluri. Indicele de securitate alimentară al Iranului se situează în jurul valorii de 96 la sută. 3% din suprafața totală este utilizată pentru pășunat și producția de furaje. Majoritatea pășunatului se face pe pajiști semi-aride din zonele montane și pe zonele care înconjoară marile deșerturi din centrul Iranului. Eforturile și stimulentele progresive ale guvernului în anii 1990 au îmbunătățit productivitatea agricolă, ajutând Iranul să-și atingă obiectivul de a restabili autosuficiența națională în producția de alimente.
Accesul la Marea Caspică, Golful Persic, Golful Oman și numeroase bazine fluviale oferă Iranului potențialul de a dezvolta pescuitul. Guvernul a preluat controlul asupra pescuitului comercial în 1952. Extinderea infrastructurii de pescuit a permis țării să recolteze anual aproximativ 700.000 de tone de pește din apele sudice. De la Revoluție, s-a acordat o atenție sporită producției de pește din apele interioare. Între anii 1976 și 2004, captura combinată din apele interioare de către sectorul de stat și cel privat a crescut de la 1.100 de tone la 110.175 de tone. Iranul este cel mai mare producător și exportator mondial de caviar, exportând anual peste 300 de tone.

### Industrie și servicii

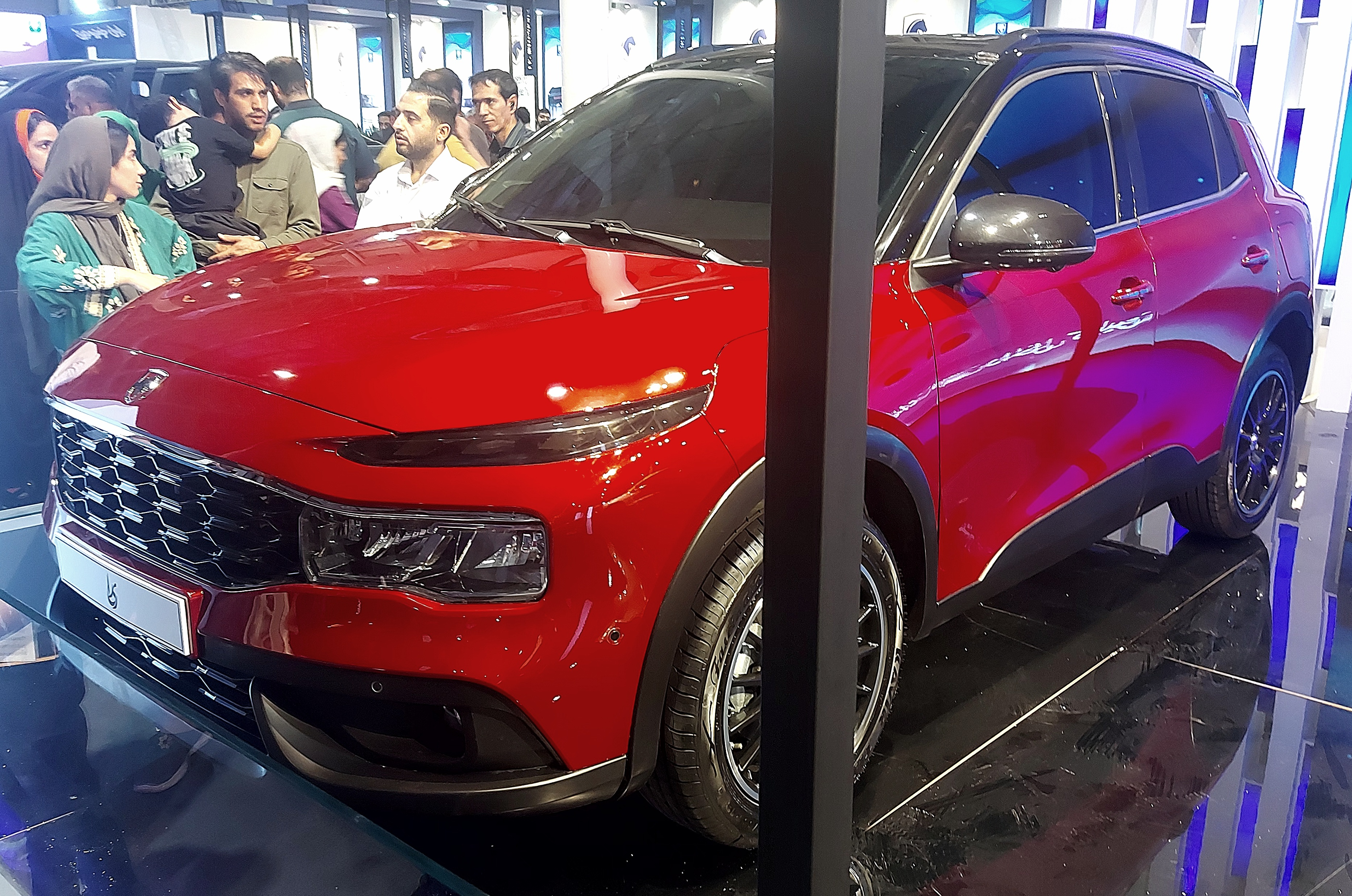
Iran este pe locul 16 în lume ca producător de mașini, iar IKCO este cel mai mare producător din Orientul Mijlociu, Asia Centrală și Africa de Nord.

Iran este clasat pe locul 16 global în producția de automobile, fiind înaintea Marii Britanii, Italiei și Rusiei. În 2023, Iran a produs 1,188 milioane de mașini, o creștere de 12% față de anii anteriori. Iran a exportat mașini în țări precum Venezuela, Rusia și Belarus. Între 2008 și 2009, Iran a urcat de pe locul 69 pe locul 28 în ceea ce privește rata anuală de creștere a producției industriale.
Contractorii iranieni au câștigat numeroase contracte de licitație străină în domenii precum construcția de baraje, poduri, drumuri, clădiri, cale ferată, generare de energie electrică, precum și în industriile de gaz, petrol și petrochimie. Începând din 2011, aproximativ 66 de companii industriale iraniene desfășurau proiecte în 27 de țări. Iran a exportat servicii tehnice și de inginerie în valoare de peste 20 de miliarde de dolari între 2001 și 2011. Disponibilitatea materiilor prime locale, rezervele bogate de minerale și forța de muncă calificată au jucat un rol crucial în câștigarea acestor contracte.
45% dintre marile firme industriale sunt localizate în Teheran, iar aproape jumătate dintre angajații lor lucrează pentru guvern. Industria cu amănuntul din Iran este în mare parte în mâinile cooperativelor, multe dintre ele sponsorizate de guvern, și ale comercianților independenți din bazaruri. Majoritatea vânzărilor de alimente au loc pe piețele stradale, unde Biroul de Statistică stabilește prețurile.
Exporturile principale ale Iranului sunt către Irak, Afganistan, Turkmenistan, Tadjikistan, Rusia, Ucraina, Belarus, Pakistan, Arabia Saudită, Kuweit, Emiratele Arabe Unite, Qatar, Oman, Siria, Germania, Spania, Țările de Jos, Franța, Canada, Venezuela, Japonia, Coreea de Sud și Turcia.
Industria auto este a doua cea mai activă industrie din țară, după industria de petrol și gaze. Iran Khodro este cel mai mare producător de mașini din Orientul Mijlociu, iar ITMCO este cel mai mare producător de tractoare. Iran este pe locul 12 în lume ca producător de automobile. Construcțiile sunt unul dintre cele mai importante sectoare din Iran, reprezentând 20–50% din totalul investițiilor private.
Iran este unul dintre cei mai importanți producători de minerale din lume, fiind clasat printre cele 15 țări cu cele mai mari resurse minerale. Iran a devenit autosuficient în proiectarea, construcția și operarea barajelor și centralelor electrice. Iran este una dintre cele șase țări din lume care produc turbine pe gaz și abur.

### Transport

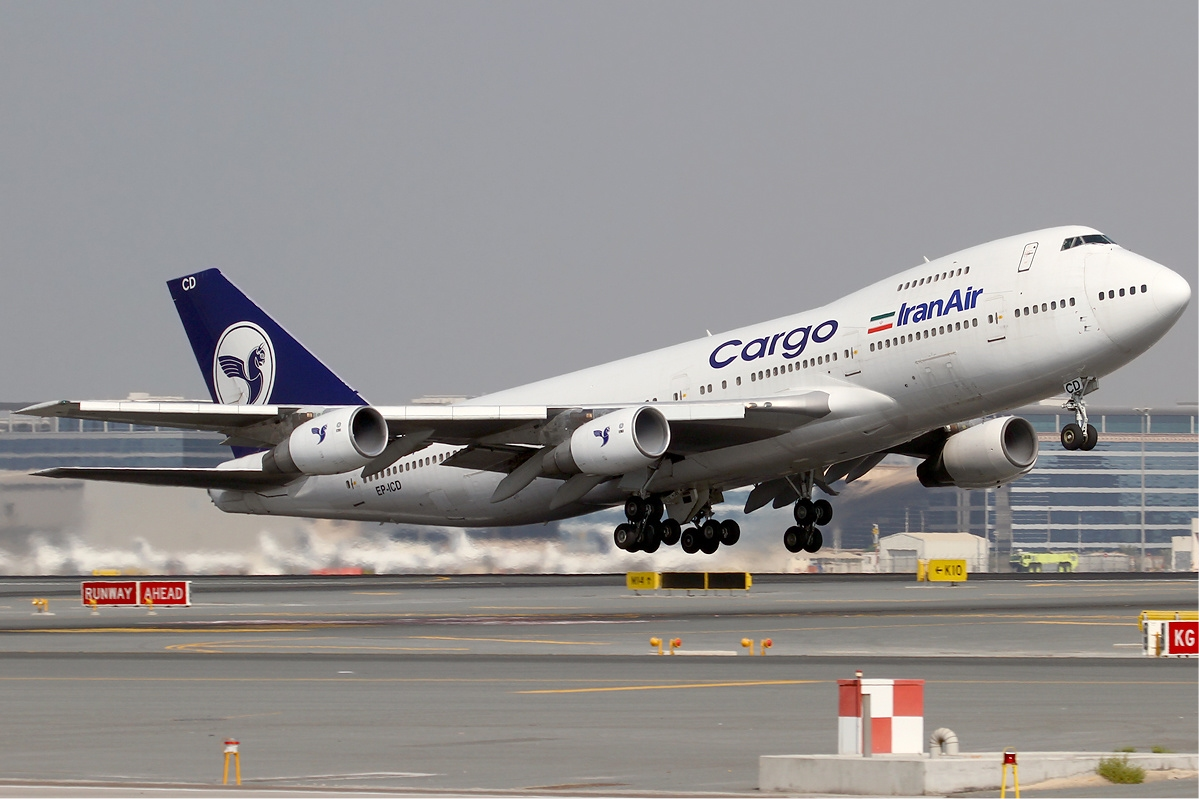
Iran Air este compania aeriană națională a Iranului. Este cunoscută sub numele de Huma în interiorul țării, numele unei păsări mitice iraniene și simbolul companiei aeriene.

În  anul2011, Iranul avea o rețea de 173.000 kilometri (107.000 mi) de drumuri, dintre care 73% erau asfaltate. În anul 2008, existau aproape 100 de mașini la fiecare 1.000 de locuitori.
Metroul din Teheran este cel mai mare din Orientul Mijlociu, transportând peste 3 milioane de pasageri zilnic și înregistrând 820 de milioane de călătorii în 2018.
Trenurile circulă pe o rețea de 11.106 km (6.901 mi). Principalul port de intrare în țară este Bandar Abbas de pe Strâmtoarea Hormuz. Mărfurile importate sunt distribuite în țară prin camioane și trenuri de marfă. Calea ferată Teheran–Bandar Abbas conectează Bandar-Abbas la sistemul feroviar al Asiei Centrale, prin Teheran și Mașhad. Alte porturi importante includ Bandar-e Anzali și Bandar Torkaman de pe Marea Caspică, precum și Khorramshahr și Bandar-e Emam Khomeyni de pe Golful Persic.
Zeci de orașe au aeroporturi care deservesc zboruri de pasageri și marfă. Iran Air, compania aeriană națională, operează zboruri interne și internaționale. Toate marile orașe au sisteme de transport în comun folosind autobuze, iar companii private oferă servicii de autobuz între orașe. Peste un milion de persoane lucrează în domeniul transporturilor, reprezentând 9% din PIB.

### Energie

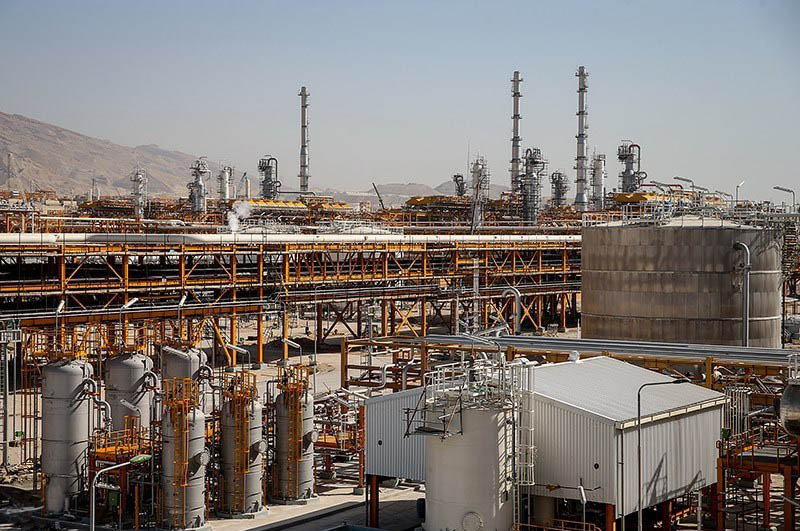
Câmpul de gaz-condensat South Pars, cel mai mare câmp de gaz din lume, deține 8% din rezervele mondiale de gaz.

Iran este o superputere energetică, iar petrolul joacă un rol cheie. În anul 2023, Iranul a produs 4% din petrolul brut mondial (3,6 million barrels (570.000 m3) pe zi), generând venituri de export de 36 miliarde USD și reprezentând principala sursă de valută străină.
Rezervele de petrol și gaz sunt estimate la 1,2 trilioane de barili; Iranul deține 10% din rezervele mondiale de petrol și 15% din cele de gaz. Este pe locul 3 în ceea ce privește rezervele de petrol și este al doilea cel mai mare exportator din OPEC. De asemenea, are cele mai mari rezerve de gaz natural, și este pe locul 3 în ceea ce privește producția de gaz natural.
În 2019, Iranul a descoperit un câmp petrolifer în sudul țării, cu o estimare de 50 de miliarde de barili, iar în aprilie 2024, NIOC a descoperit 10 zăcăminte uriașe de șist petrolifer, totalizând 2,6 miliarde de barili. Iranul plănuiește să investească 500 de miliarde USD în petrol până în 2025.
Iranul produce 60–70% din echipamentele sale industriale în țară, inclusiv turbine, pompe, catalizatori, rafinării, tancuri petroliere, sonde de foraj, platforme offshore, turnuri, conducte și instrumente de explorare.
Adăugarea de noi stații hidroelectrice și modernizarea stațiilor convenționale pe cărbune și petrol au crescut capacitatea instalată la 33 GW; aproximativ 75% se bazează pe gaz natural, 18% pe petrol și 7% pe energie hidroelectrică. În anul 2004, Iranul a deschis primele sale centrale eoliene și geotermale, iar prima centrală solară termică a început să funcționeze în anul 2009. Iranul este a treia țară din lume care a dezvoltat tehnologia GTL.
Tendințele demografice și industrializarea intensă au determinat o creștere anuală de 8% a cererii de energie electrică. Scopul guvernului de a atinge 53 GW de capacitate instalată până în 2010 urma să fie realizat prin punerea în funcțiune a unor noi centrale pe gaz, precum și prin adăugarea de capacitate hidroelectrică și nucleară. Prima centrală nucleară a Iranului, Bushehr, a început să funcționeze în 2011.

### Știință și tehnologie
Iranul a realizat avansuri considerabile în domeniul științei și tehnologiei, în ciuda sancțiunilor internaționale. În științele biomedicale, Institutul de Biochimie și Biofizică din Iran deține un loc pe UNESCO în domeniul biologiei. În 2006, oamenii de știință iranieni au reușit să cloneze o oaie la Centrul de Cercetări Royan din Teheran. Cercetările pe celule stem se află printre primele 10 din lume. Iranul se află pe locul 15 în lume în domeniul nanotehnologiilor.
Oamenii de știință iranieni din afara Iranului au adus contribuții majore în domeniul științei. În 1960, Ali Javan a co-inventat primul laser cu gaz, iar teoria mulțimilor fuzzy a fost introdusă de Lotfi A. Zadeh.
Cardiologul Tofy Mussivand a inventat și dezvoltat prima pompă cardiacă artificială, precursorul inimii artificiale. În continuarea cercetărilor în domeniul diabetului, HbA1c a fost descoperită de Samuel Rahbar. Multe lucrări în domeniul teoriei corzilor sunt publicate în Iran. În anul 2014, matematica iraniană Maryam Mirzakhani a devenit prima femeie și prima iraniană care a primit Medalia Fields, cel mai prestigios premiu în matematică.
Iranul și-a crescut producția de publicații de aproape zece ori între 1996 și 2004, clasându-se pe primul loc în ceea ce privește rata de creștere a producției, urmat de China. Conform unui studiu realizat de SCImago în 2012, Iranul s-ar clasifica pe locul patru în producția de cercetare până în 2018, dacă tendința ar continua.
Robotul umanoid iranian Surena 2, proiectat de ingineri de la Universitatea din Teheran, a fost prezentat în 2010. IEEE a plasat numele lui Surena printre cele cinci roboți cei mai prominenți, după analizarea performanțelor sale.
Iranul a fost clasat pe locul 64 în Indicele Global de Inovație în 2024.

#### Agenția Spațială Iraniană

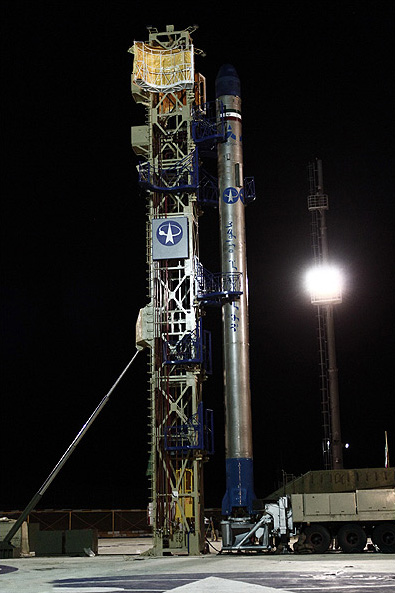
Lansarea istorică a rachetei Safir

Agenția Spațială Iraniană (ISA) a fost înființată în 2004. Iranul a devenit o națiune capabilă să efectueze lansări orbitale în 2009, și este membru fondator al Comitetul Națiunilor Unite pentru Utilizarea Pașnică a Spațiului Cosmic. Iranul a plasat satelitul său construit intern, Omid, pe orbită în cea de-a 30-a aniversare a Revoluției, în 2009, folosind prima sa rachetă lansatoare Safir. A devenit a 9-a țară capabilă să producă un satelit și să îl trimită în spațiu folosind o rachetă fabricată intern. Lansarea rachetei Simorgh în 2016 este succesoarea rachetei Safir.
În ianuarie 2024, Iranul a lansat satelitul Soraya pe cea mai înaltă orbită de până acum (750 km), un nou reper în domeniul spațial pentru țară. Lansarea a fost efectuată folosind racheta Qaem 100.
Iranul a lansat, de asemenea, cu succes trei sateliți indigeni, Mahda, Kayan și Hatef, pe orbită folosind racheta purtătoare Simorgh. A fost prima dată în istoria țării când a trimis trei sateliți simultan în spațiu. Cei trei sateliți sunt proiectați pentru testarea subsistemelor avansate de sateliți, tehnologie de poziționare spațială și comunicații de bandă îngustă.
În februarie 2024, Iranul a lansat satelitul său de imagistică dezvoltat intern, Pars 1, din Rusia pe orbită. Aceasta a fost a doua oară de la august 2022, când Rusia a lansat un alt satelit iranian de teledetecție, Satelitul Khayyam, pe orbită din Kazahstan, reflectând o cooperare științifică profundă între cele două țări.

### Telecomunicații
Industria telecomunicațiilor din Iran este aproape în întregime deținută de stat, fiind dominată de Compania de Telecomunicații din Iran (TCI). În 2020, aproximativ 70 de milioane de iranieni foloseau internet mobil de mare viteză. Iranul se află printre primele cinci țări care au avut o rată de creștere de peste 20% și cel mai înalt nivel de dezvoltare în domeniul telecomunicațiilor. Iranul a primit un certificat special de la UNESCO pentru furnizarea de servicii de telecomunicații în zonele rurale.
La nivel global, Iranul se află pe locul 75 în ceea ce privește viteza internetului mobil și pe locul 153 în ceea ce privește viteza internetului fix.

## Demografie

Populația provinciilor și județelor iraniene în 2021

Populația Iranului a crescut rapid de la aproximativ 19 milioane în 1956 la aproximativ 85 de milioane până în februarie 2023. Cu toate acestea, rata de fertilitate a Iranului a scăzut dramatic, de la 6,5 copii născuți pe femeie la aproximativ 1,7 după două decenii, ceea ce a condus la o rată de creștere a populației de aproximativ 1,39% în 2018. Datorită populației sale tinere, studiile proiectează că creșterea va continua să încetinească până când se va stabiliza în jurul a 105 milioane până în 2050.
Iranul găzduiește una dintre cele mai mari populații de refugiați, cu aproape un milion, majoritatea provenind din Afganistan și Irak. Conform Constituției Iranului, guvernul este obligat să ofere fiecărui cetățean acces la securitate socială, acoperind pensii, șomaj, vârstă înaintată, invaliditate, accidente, calamități, sănătate și servicii de tratament și îngrijire medicală. Acest lucru este acoperit de veniturile fiscale și contribuțiile publice.
Țara are una dintre cele mai mari rate de creștere urbană din lume. Între anii 1950 și 2002, proporția urbană a populației a crescut de la un procent de 27% la 60%. Populația Iranului este concentrată în jumătatea sa vestică, în special în nord, nord-vest și vest.
Teheran, cu o populație de aproximativ 9,4 milioane, este capitala și cel mai mare oraș al Iranului. Al doilea oraș ca populație, Mașhad, are o populație de aproximativ 3,4 milioane și este capitala provinciei Razavi Khorasan. Isfahan are o populație de aproximativ 2,2 milioane și este al treilea oraș ca populație din Iran. Este capitala provinciei Isfahan și a fost, de asemenea, a treia capitală a Imperiului Safavid.
| 1. Teheran 2. Qom 3. Markazi 4. Qazvīn 5. Gilan 6. Ardabil 7. Zanjan 8. Āzarbāijān-e Sharqi (de est) 9. Azerbaijan-e-gharbi 10. Kurdistan 11. Hamedan 12. Kermanshah 13. Īlām 14. Provincia Lorestan 15. Provincia Khūzestān | 1. Chahar Mahaal-o-Bakhtiari 2. Kohkiluyeh-o-Boyer Ahmad 3. Bushehr 4. Fars 5. Hormozgan 6. Sistan-o-Balouchestan 7. Kerman 8. Yazd 9. Esfahan 10. Semnan 11. Mazandaran 12. Golestan 13. Khorasan-e-shomali (de Nord) 14. Khorasan-e-razavi 15. Khorasan-e-jonubi (de sud) |  |

### Grupuri etnice
Compoziția grupurilor etnice rămâne un subiect de dezbatere, în special în ceea ce privește cele mai mari și cele mai mari două grupuri etnice, persii și azerii, din cauza lipsei de recensăminte de stat iranian bazat pe etnie. The World Factbook a estimat că aproximativ 79% din populația Iranului face parte dintr-un grup indo-european etno-lingvistic divers, cu persani (inclusiv mazandaranieni și gilaki) constituind 61% din populație, kurzi 10%, luri 6% și beluci 2%. Populații din alte grupuri etno-lingvistice alcătuiesc restul de 21%, cu azerii constituind 16%, arabi 2%, turkmeni și alte triburi turcice 2%, iar alții (cum ar fi armeni, talîși, gruzini, cerchezi, asirieni) 1%.
Biblioteca Congresului a emis estimări ușor diferite: 65% persani (inclusiv mazandaranieni, gilaki și talîși), 16% azeri, 7% kurzi, 6% luri, 2% beluci, 1% grupuri tribale turcice (inclusiv kașkai și turkmeni), și grupuri non-iraniene, non-turcice (inclusiv armeni, gruzini, asirieni, cerchezi și arabi) mai puțin de 3%.

### Limbi

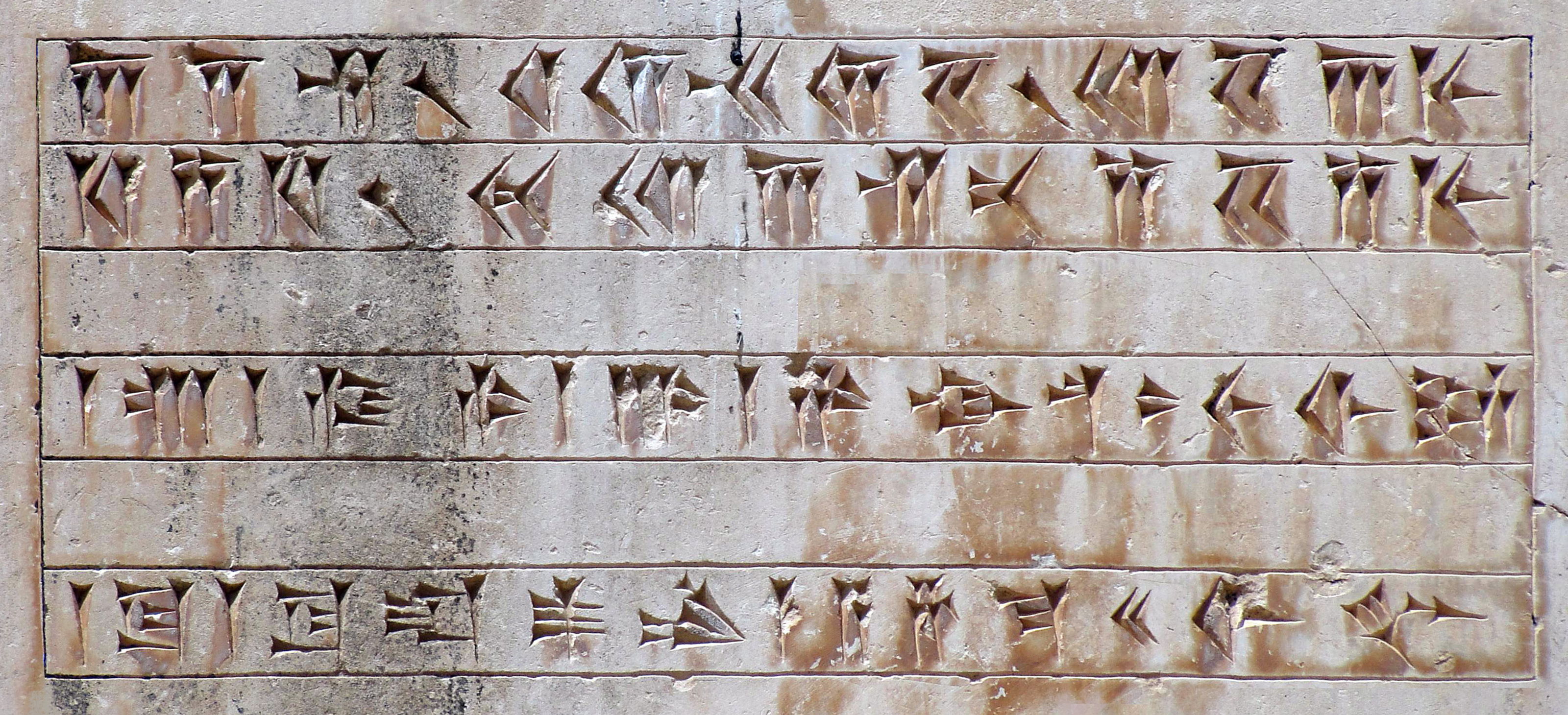
„Eu sunt Cirus, rege, un Ahemenid”, în persana veche, elamită și akkadiană; Pasargadae, Patrimoniu Mondial.

Majoritatea populației vorbește persana, limba oficială și națională a țării. Alte limbi includ vorbitori de alte limbi iraniene, în cadrul familiei mai largi indo-europene, și limbi aparținând altor grupuri etnice. Limbile ghilaki și mazandarană sunt larg vorbite în Gilan și Mazandaran, nordul Iranului. Limba talîșă este vorbită în unele părți ale Gilanului. Varietăți ale limbilor kurde sunt concentrate în provincia Kurdistan și zonele învecinate. În Khuzestan, sunt vorbite mai multe dialecte ale persanei. Sudul Iranului găzduiește, de asemenea, limbile luri și lari.
Azerbaidjana, cea mai vorbită limbă minoritară din țară, și alte limbi și dialecte turcice se găsesc în diverse regiuni, în special în Azerbaidjan. Printre limbile minoritare notabile se numără armena, georgiana, neo-aramaice și araba. Khuzi arabă este vorbită de arabii din Khuzestan și de grupul mai larg al arabilor iranieni. Cercheza a fost, de asemenea, odată larg vorbită de către marele minoritate cercheză, dar, din cauza asimilării, nu mai există un număr semnificativ de cerchezi care să vorbească limba.
Procentele limbilor vorbite continuă să fie un subiect de dezbatere, în special în ceea ce privește cele mai mari și cele mai mari două etnii din Iran, persanii și azerii. Procentele oferite de CIA în The World Factbook includ 53% persană, 16% azeră, 10% kurdă, 7% mazandarană și ghilaki, 7% luri, 2% turkmenă, 2% beluci, 2% arabă, și 2% restul armeană, georgiană, neo-aramaică și cercheză.

### Religie
| Religie      | Procent | Număr      |
| Musulmani    | 99,4%   | 74.682.938 |
| Creștini     | 0,2%    | 117.704    |
| Zoroastrieni | 0,03%   | 25.271     |
| Evrei        | 0,01%   | 8.756      |
| Altele       | 0,07%   | 49.101     |
| Nedeclarat   | 0,4%    | 265.899    |

Islamul duodeciman shiit este religie de stat, la care aderă 90–95% dintre iranieni; aproximativ 5–10% aparțin ramurilor sunit și sufi ale islamului. 96% dintre iranieni cred în Islam, dar 14% se identifică ca nereligioși.
Există o populație mare de adepți ai Yarsanismului, o religie indigenă kurdă, estimată la peste jumătate de milion până la un milion de adepți. Credința Baháʼí nu este recunoscută oficial și a fost supusă persecuțiilor oficiale. De la Revoluție, persecuția Baháʼí a crescut. Ateismul nu este recunoscută de guvern.
Creștinismul, Iudaismul, Zoroastrismul și ramura sunită a islamului sunt recunoscute oficial de guvern și au locuri rezervate în Parlament. Iranul găzduiește cea mai mare comunitate evreiască din Lumea Musulmană și Orientul Mijlociu, în afara Israelului. Aproximativ 250.000 până la 370.000 de creștini locuiesc în Iran, iar creștinismul este cea mai mare religie minoritară recunoscută a țării, majoritatea fiind de origine armeană, precum și o minoritate semnificativă de asirieni. Guvernul iranian a sprijinit reconstrucția și renovarea bisericilor armene și a sprijinit Ansamblurile Mănăstirești Armene din Iran. În 2019, guvernul a înregistrat Catedrala Vank, din Isfahan, ca Patrimoniu Mondial. În prezent, trei biserici armene din Iran au fost incluse în Lista Patrimoniului Mondial.

### Educație

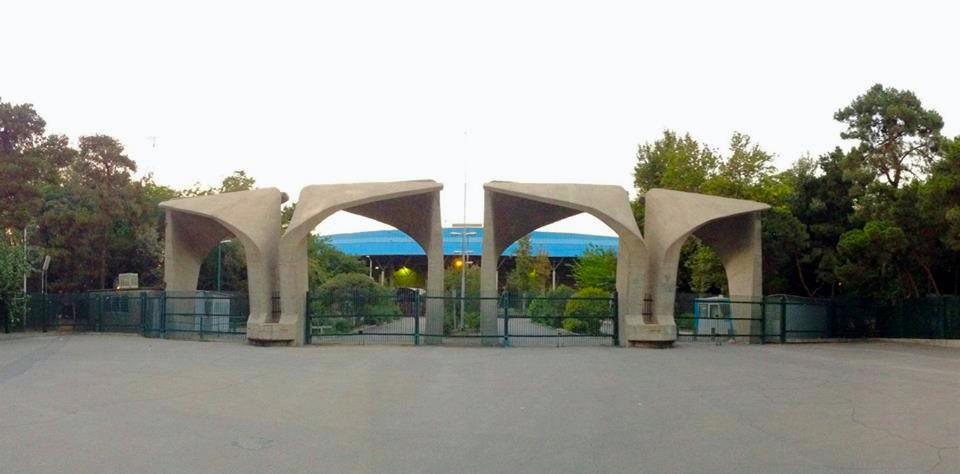
Universitatea din Teheran, cea mai veche universitate iraniană (1851) și printre Cele mai bune universități din lume

Educația este foarte centralizată. K–12 este supravegheată de Ministerul Educației, iar învățământul superior este supravegheat de Ministerul Științei și Tehnologiei. Rata alfabetizării în rândul persoanelor cu vârsta de 15 ani și peste era de 86% la data de 2016, bărbații (90%) fiind semnificativ mai educați decât femeile (81%). Cheltuielile guvernamentale pentru educație reprezintă aproximativ 4% din PIB.
Cerința pentru a intra în învățământul superior este de a avea un diplomă de bacalaureat și de a promova Examenul de admitere la universitățile iraniene. Mulți studenți urmează un curs de un–doi ani de pregătire pentru universitate. Învățământul superior din Iran este structurat pe diferite niveluri de diplome, inclusiv o diplomă de asociat în doi ani, o licență în patru ani și o masterat în doi ani, după care un alt examen permite candidatului să urmeze un program de doctorat.

### Sistemul de Sănătate

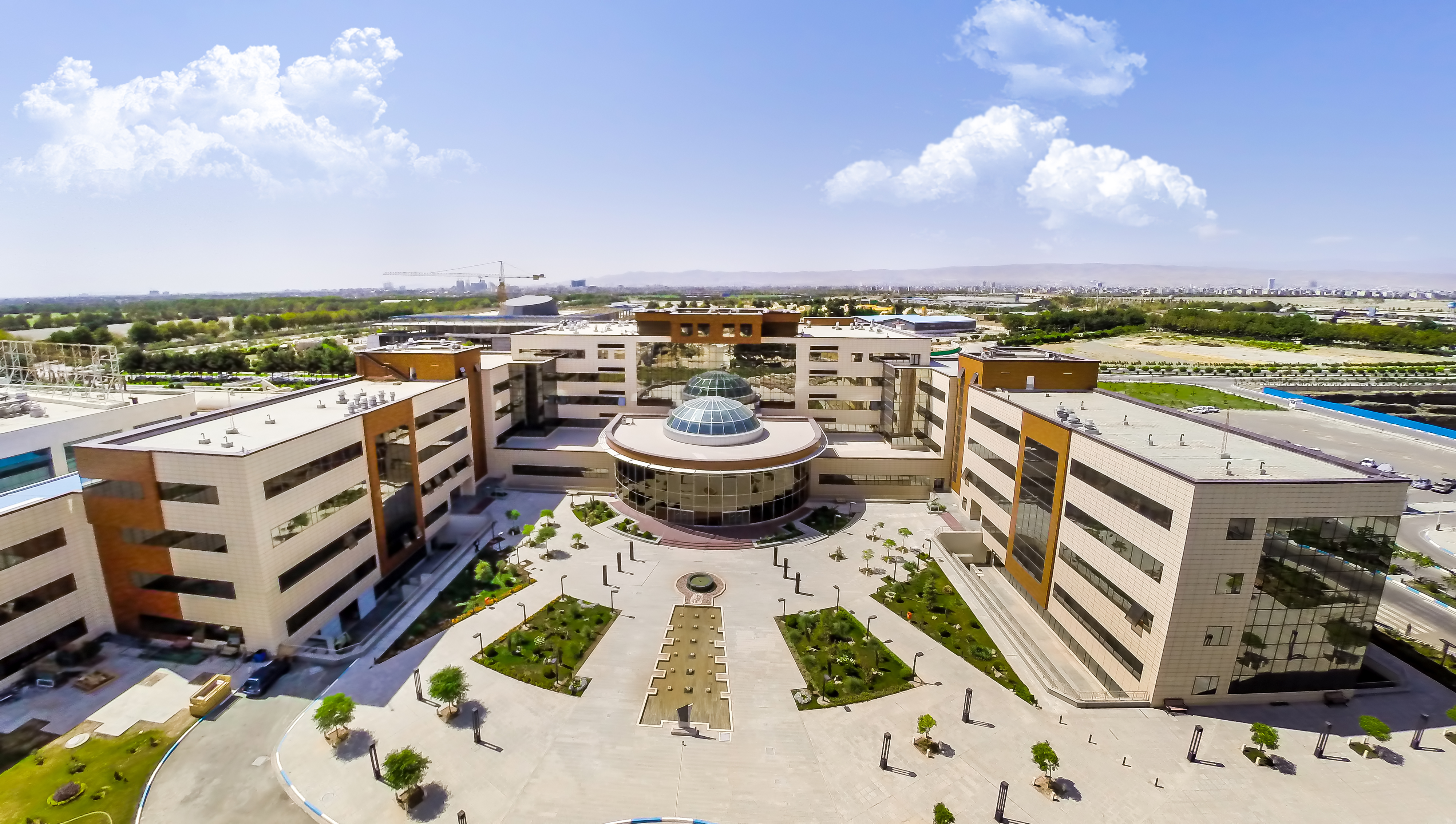
Spitalul Razavi, acreditat de ACI pentru calitatea serviciilor medicale

Asistența medicală este asigurată de sistemul public-guvernamental, sectorul privat și ONG-uri.
Iranul este singura țară din lume cu un comerț legal de organe. Iranul a reușit să extindă serviciile de sănătate publică preventivă prin înființarea unei rețele extinse de Asistență Medicală Primară. Ca urmare, ratele de mortalitate infantilă și maternală au scăzut semnificativ, iar speranța de viață la naștere a crescut. Iranul se află pe locul 17 la nivel global în ceea ce privește cunoștințele medicale și pe primul loc în Orientul Mijlociu și Africa de Nord. În ceea ce privește indicele de producție a științelor medicale, Iranul se află pe locul 16 la nivel mondial. Iranul devine rapid o destinație preferată pentru turismul medical.
Țara se confruntă cu problema comună a altor țări cu demografie tânără din regiune, care este menținerea ritmului de creștere al unei cereri deja enorme pentru diverse servicii publice. O creștere anticipată a ratei de creștere a populației va crește nevoia de infrastructuri de sănătate publică și servicii. Aproximativ 90% dintre iranieni au asigurare de sănătate.

## Cultură

### Artă

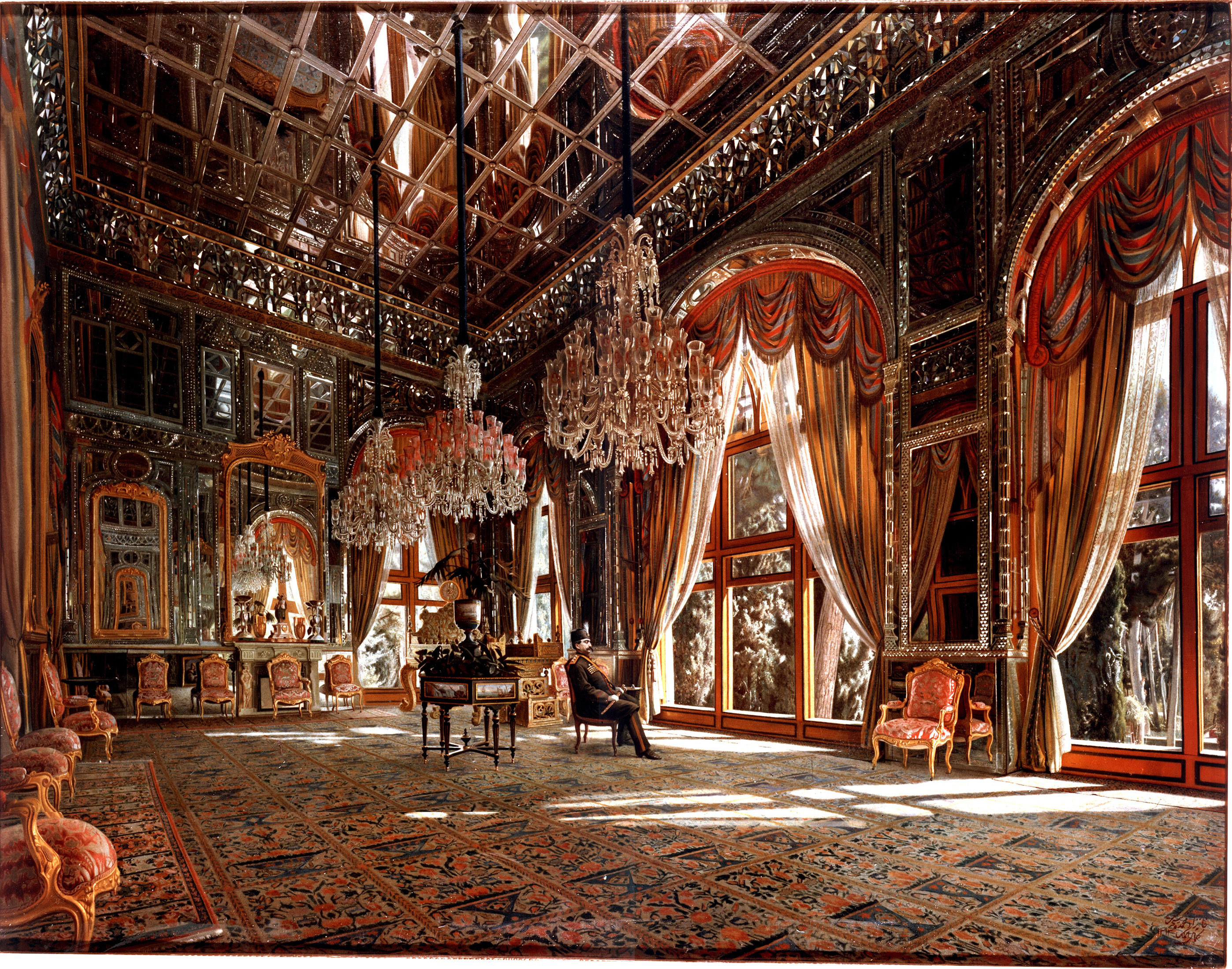
Kamal-ol-molk, Sala Oglinzilor de la Palatul Golestan, adesea considerată un punct de plecare în arta modernă iraniană

Iranul are una dintre cele mai bogate moșteniri artistice din istorie și a fost puternic în multe medii, inclusiv arhitectură, pictură, literatură, muzică, prelucrarea metalelor, zidărie, țesut, caligrafie și sculptură. În diferite perioade, influențele din civilizațiile învecinate au fost importante, iar ulterior arta persană a dat și a primit influențe majore ca parte a stilurilor mai largi ale artei islamice.
Începând cu Imperiul Ahemenid din 550–330 î.Hr., curțile dinastiilor succesive au condus stilul artei persane, iar arta sponsorizată de curte a lăsat multe dintre cele mai impresionante piese care au supraviețuit. Stilul islamic al decorării dense, dispus geometric, s-a dezvoltat în Iran într-un stil elegant și armonios, combinând motive derivate din plante cu motive chinezești, cum ar fi banda de nori, și adesea animale reprezentate la o scară mai mică. În timpul Imperiului Safavid în secolul al XVI-lea, acest stil a fost folosit pe o varietate de suporturi și a fost difuzat de la artiștii de la curtea regelui, majoritatea fiind pictori.
În timpul Sasanizilor, arta iraniană a cunoscut o renaștere. În Evul Mediu, arta sasanidă a jucat un rol proeminent în formarea artei medievale europene și asiatice.  Epoca Safavidă este cunoscută ca Epoca de Aur a artei iraniene. Arta Safavidă a exercitat influențe notabile asupra Otomanilor, Mughalilor și Deccanilor, și a fost influentă prin moda și arhitectura grădinilor în Europa secolelor XI–XVII.
Arta contemporană a Iranului își are originile în Kamal-ol-molk, un pictor realist proeminent la curtea Imperiului Qajar care a influențat normele picturii și a adoptat un stil naturalist care ar concura cu lucrările fotografice. O nouă școală iraniană de arte frumoase a fost înființată de el în 1928 și a fost urmată de așa-numitul stil de pictură „cafenea”. Moderniștii avant-garde iranieni au apărut odată cu sosirea noilor influențe occidentale în timpul celui de-al Doilea Război Mondial. Scena artistică contemporană își are originile la sfârșitul anilor 1940, iar prima galerie de artă modernă din Teheran, Apadana, a fost deschisă în 1949 de Mahmud Javadipur, Hosein Kazemi și Hushang Ajudani. Noile mișcări au primit încurajare oficială în anii 1950, ceea ce a condus la apariția unor artiști precum Marcos Grigorian.

### Arhitectură

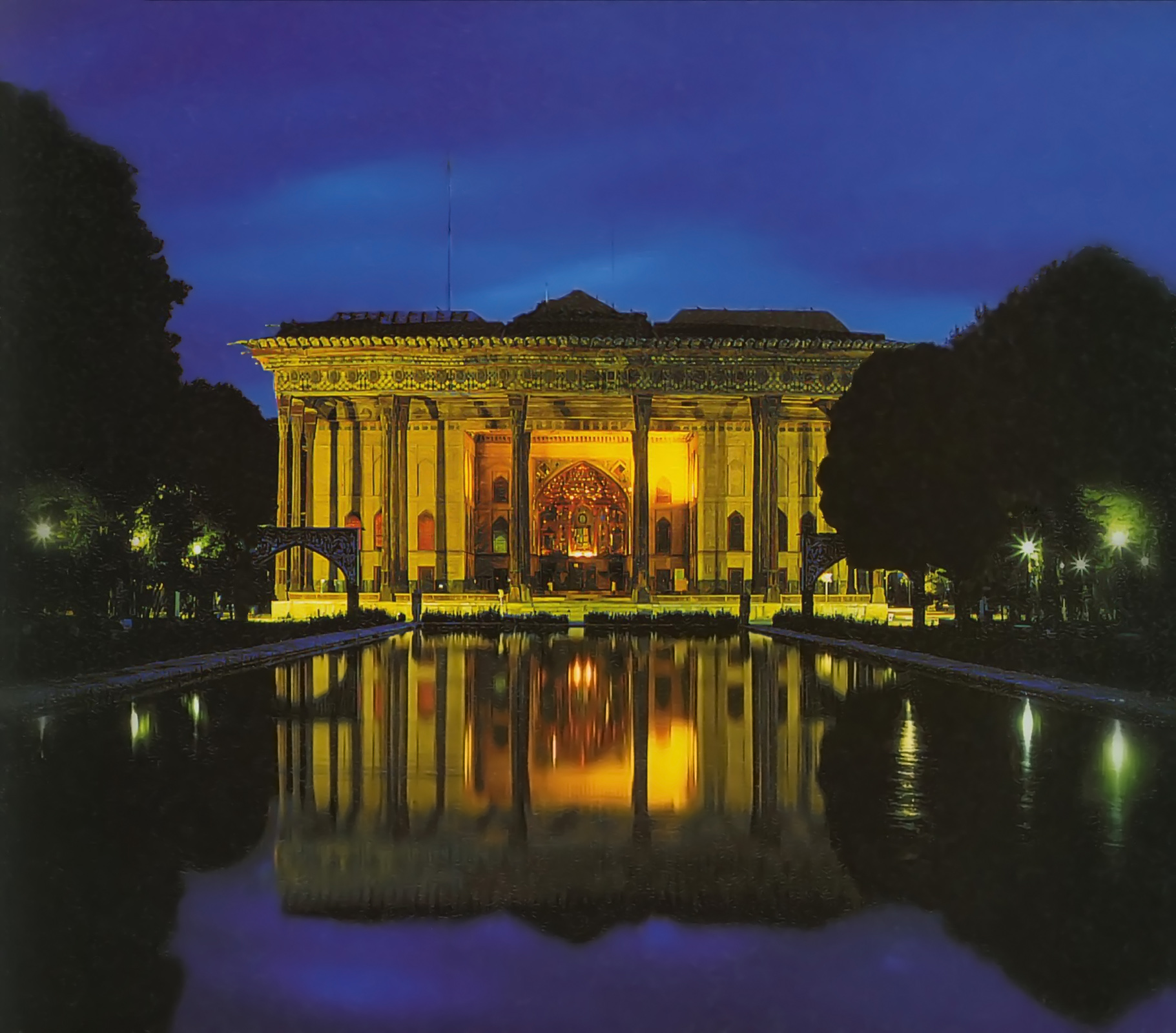
Palatul Chehel Sotoun din Isfahan, construit în timpul Imperiului Safavid, cu exemplu de talar, Patrimoniu Mondial

Istoria arhitecturii în Iran datează de cel puțin 5.000 î.Hr., cu exemple caracteristice distribuite pe o zonă care se întinde de la ceea ce este acum Turcia și Irak până la Uzbekistan și Tadjikistan, și de la Caucaz până la Zanzibar. Iranienii au folosit timpuriu matematică, geometrie și astronomie în arhitectura lor, creând o tradiție cu varietate structurală și estetică. Motivul principal este simbolismul său cosmic.
Fără inovații bruște și în ciuda traumei invaziilor și șocurilor culturale, a dezvoltat un stil recognoscibil, distinct de alte regiuni ale lumii musulmane. Virtuțile sale sunt „un simț marcat pentru formă și scară; inventivitate structurală, în special în construcția de bolți și cupole; un geniu pentru decorare cu o libertate și un succes de neegalat în orice altă arhitectură”. În plus față de porțile istorice, palate și moschei, creșterea rapidă a orașelor precum Teheran a adus un val de construcții. Iranul se află pe locul 7 în lista UNESCO a țărilor cu cele mai multe ruine arheologice și atracții din antichitate.

### Situri ale Patrimoniului Mondial
Bogăția culturii și istoriei Iranului este reflectată de cele 27 de Situri ale Patrimoniului Mondial, clasându-se pe primul loc în Orientul Mijlociu și pe locul 10 la nivel mondial. Acestea includ Persepolis, Piața Naqsh-e Jahan, Chogha Zanbil, Pasargadae, Palatul Golestan, Arg-e Bam, Inscripția de la Behistun, Shahr-e Sukhteh, Susa, Takht-e Soleyman, Pădurile Hyrcaniene, orașul Yazd și multe altele. Iranul are 24 de Patrimonii Culturale Imateriale, sau comori umane, ceea ce îl plasează pe locul 5 la nivel mondial.

### Țesuturi

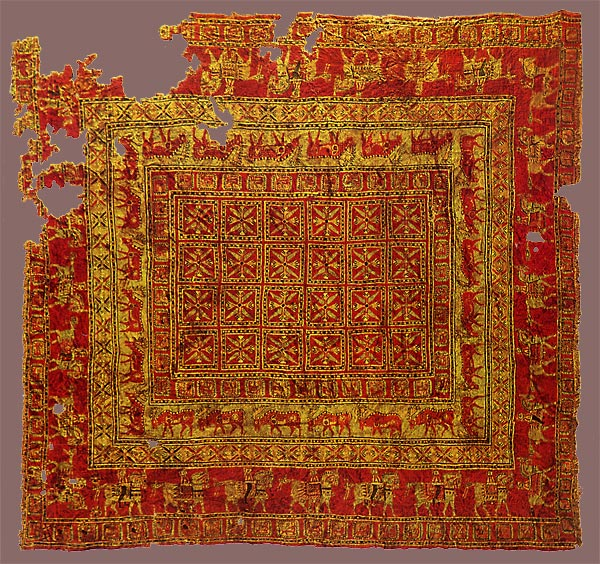
Covorul Pazyryk, 400 î.Hr.

Țesutul covoarelor în Iran își are originile în Epoca Bronzului și este una dintre cele mai distinse manifestări ale artei iraniene. Țesutul covoarelor este o parte esențială a culturii persane și artei iraniene. Covoarele și tapetele persane au fost țesute în paralel de triburile nomade în atelierele din sate și orașe, precum și de manufacturile regale. Ca atare, ele reprezintă linii paralele de tradiție și reflectă istoria Iranului, cultura persană și popoarele sale diverse. Deși termenul „covor persan” se referă cel mai adesea la textile țesute cu fire, covoarele țesute plat și tapetele precum Kilim, Soumak și țesăturile brodate precum Suzani fac parte din tradiția variată a țesutului covoarelor persane.
Iranul produce trei sferturi din covoarele manuale ale lumii și deține 30% din piețele de export. În 2010, „priceperile tradiționale ale țesutului covoarelor” din Provincia Fars și Kashan au fost înscrise pe Lista Patrimoniului Cultural Imaterial UNESCO. În cadrul covoarelor orientale produse de țările din „centura covoarelor”, covorul persan se remarcă prin varietatea și elaborarea modelelor sale diverse.
Covoarele țesute în orașe și centre regionale precum Tabriz, Kerman, Ravar, Neyshabour, Mașhad, Kashan, Isfahan, Nain și Qom sunt caracterizate prin tehnicile lor specifice de țesut și utilizarea materialelor de înaltă calitate, culori și modele. Covoarele și tapetele persane țesute manual au fost considerate obiecte de înaltă valoare artistică și prestigiu, încă de când au fost menționate de scriitorii greci antici.

### Literatură
Cea mai veche tradiție literară a Iranului este cea a avesticei, limba iraniană veche sacră a Avestei, care constă din textele legendare și religioase ale Zoroastrismului și ale religiei iraniene antice. Limba persană a fost folosită și dezvoltată prin intermediul societăților persanate din Asia Mică, Asia Centrală și Asia de Sud, lăsând influențe extinse asupra literaturii otomane și mughale, printre altele. Iranul are câțiva poeți medievali celebri, precum Mawlana, Ferdowsi, Hafez, Sa'adi, Omar Khayyam și Nezami Ganjavi.
Descrisă ca una dintre marile literaturi ale umanității, inclusiv evaluarea lui Goethe ca fiind una dintre cele patru mari corpuri ale literaturii mondiale, literatura persană își are rădăcinile în lucrările supraviețuitoare ale persanei mijlocii și persanei vechi, cea din urmă datând din 522 î.Hr., data celei mai vechi inscripții ahemenide supraviețuitoare, Inscripția de la Behistun. Cea mai mare parte a literaturii persane supraviețuitoare provine, însă, din perioadele următoare cuceririi islamice în jurul anului 650 d.Hr. După venirea la putere a Abbasizilor (750 d.Hr.), iranienii au devenit scribi și birocrați ai Califatului Islamic și, din ce în ce mai mult, și scriitori și poeți ai acestuia. Literatura în limba persană nouă a apărut și a înflorit în Khorasan și Transoxiana din motive politice, primele dinastii iraniene post-islamice, cum ar fi Tahirizii și Samanizii, avându-și baza în Khorasan.

### Filosofie

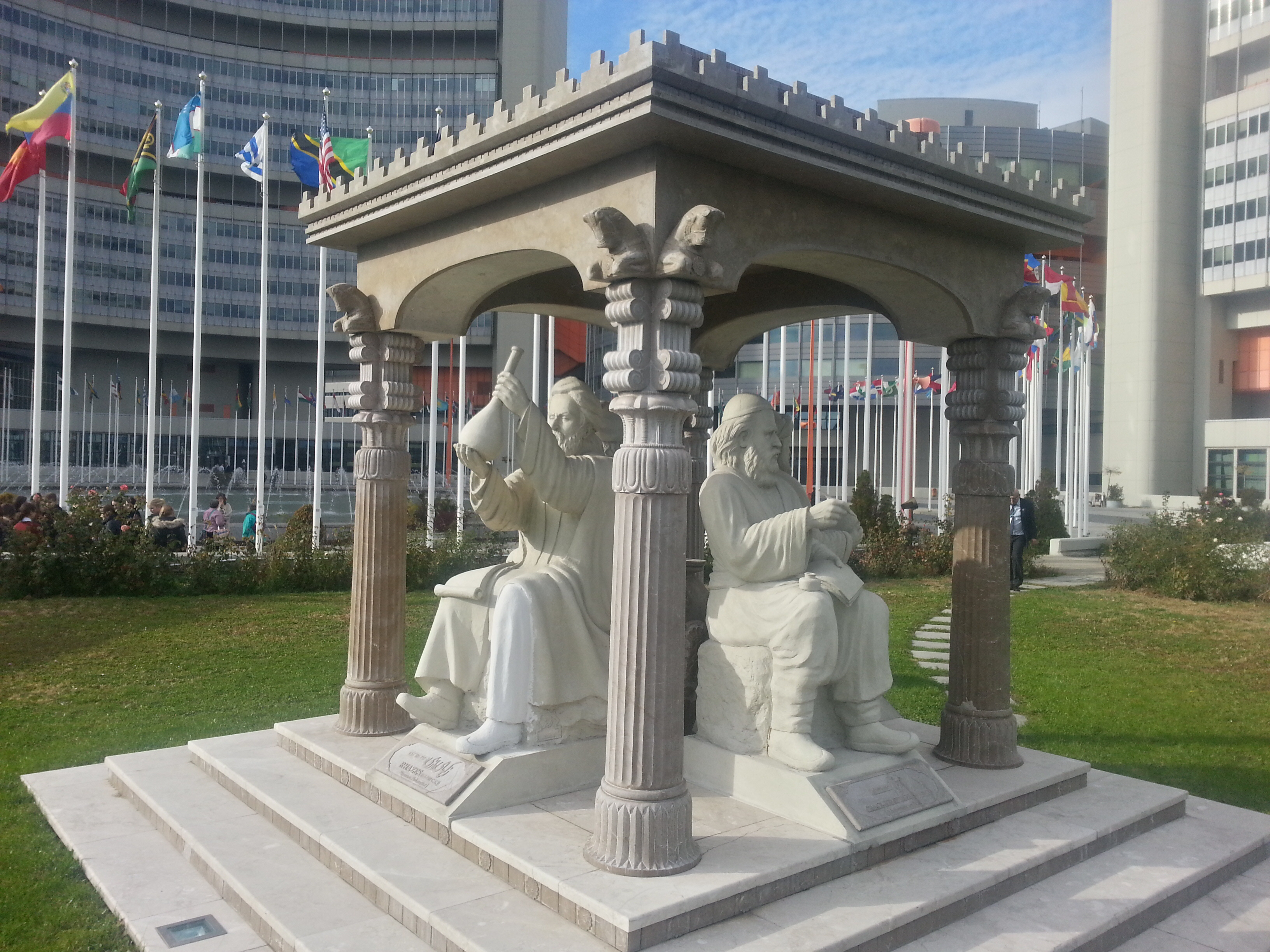
Pavilionul Savanților este un monument donat de Iran Biroului Națiunilor Unite de la Viena, cu statui ale savanților iranieni medievali.

Filosofia iraniană poate fi urmărită până la tradițiile și gândurile filosofice ale limbilor iraniene vechi, care au originea în rădăcinile indo-iraniene antice și au fost influențate de învățăturile lui Zarathustra. De-a lungul istoriei iraniene și datorită unor schimbări politice și sociale remarcabile, cum ar fi invaziile arabe și invaziile mongole, o gamă largă de școli de gândire au prezentat o varietate de perspective asupra întrebărilor filosofice, extinzându-se de la tradițiile iraniene vechi și în principal legate de Zoroastrism, până la școli apărute în perioada pre-islamică târzie, cum ar fi Manihieism și Mazdakism, precum și școli post-islamice.
Cilindrul lui Cirus este văzut ca o reflectare a întrebărilor și gândurilor exprimate de Zoroaster și dezvoltate în școlile zoroastriene din epoca Ahemenidă. Filosofia iraniană post-islamică este caracterizată de diferite interacțiuni cu filosofia iraniană veche, cu Filosofia greacă și cu dezvoltarea filosofiei islamice. Școala Iluminației și Filosofia Transcendentă sunt considerate două dintre principalele tradiții filosofice ale acelei epoci în Iran. Filosofia iraniană contemporană a fost limitată în domeniul său de represiunea intelectuală.

### Muzee

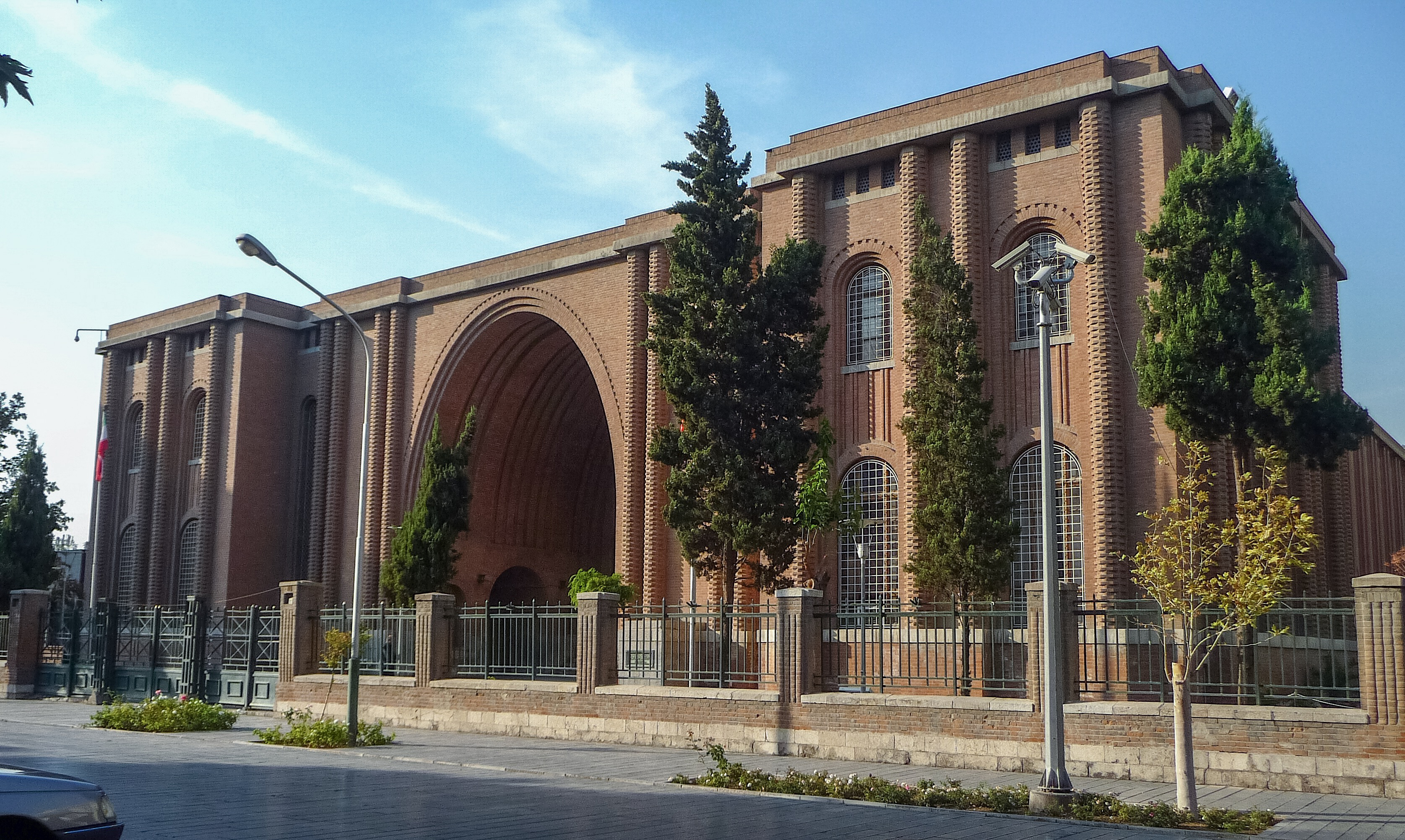
Muzeul Național al Iranului, din Teheran

Muzeul Național al Iranului din Teheran este cea mai importantă instituție culturală a țării. Ca primul și cel mai mare muzeu din Iran, instituția include Muzeul Iranului Antic și Muzeul Epocii Islamice. Muzeul Național este cel mai important muzeu din lume în ceea ce privește conservarea, expunerea și cercetarea colecțiilor arheologice ale Iranului, și se află printre cele mai prestigioase muzee din lume în ceea ce privește volumul, diversitatea și calitatea monumentelor sale.
Există multe alte muzee populare în întreaga țară, cum ar fi Palatul Golestan (Patrimoniu Mondial), Tezaurul Bijuteriilor Naționale, Muzeul Reza Abbasi, Muzeul de Artă Contemporană din Teheran, Complexul Sa'dabad, Muzeul Covoarelor din Iran, Muzeul Abgineh din Teheran, Muzeul Pars, Muzeul Azerbaidjan, Muzeul Hegmataneh, Muzeul Susa și multe altele. Aproximativ 25 de milioane de persoane au vizitat muzeele în 2019.

### Muzică și dans
Iranul este considerat locul de naștere al celor mai vechi instrumente muzicale complexe, datând din mileniul al III-lea î.Hr. Utilizarea harpelor unghiulare a fost documentată la Madaktu și Kul-e Farah, cea mai mare colecție de instrumente Elamite fiind documentată la Kul-e Farah. Cyropaedia lui Xenofon menționează femei cântărețe la curtea Imperiului Ahemenid. Sub Imperiul Part, gōsān (termen part pentru „menestrel”) a avut un rol proeminent.
Istoria muzicii sasanide este mai bine documentată decât perioadele anterioare și este mai evidentă în textele avestice. În timpul lui Khosrow II, curtea regală sasanidă a găzduit muzicieni proeminenți, precum Azad, Bamshad, Barbad, Nagisa, Ramtin și Sarkash. Instrumentele muzicale tradiționale iraniene includ instrumente cu coarde, cum ar fi chang (harpă), qanun, santur, rud (oud, barbat), tar, dotar, setar, tanbur și kamanche, instrumente de suflat precum sorna (zurna, karna) și ney, și instrumente de percuție precum tompak, kus, daf (dayere) și naqare.
Prima orchestră simfonică a Iranului, Orchestra Simfonică din Teheran, a fost fondată în 1933. Până la sfârșitul anilor 1940, Ruhollah Khaleqi a fondat prima societate națională de muzică a țării și a înființat Școala de Muzică Națională în 1949. Muzica pop iraniană își are originile în epoca Qajar. A fost dezvoltată semnificativ începând din anii 1950, folosind instrumente și forme indigene însoțite de chitară electrică și alte caracteristici importate. Rock-ul iranian a apărut în anii 1960, iar hip hop-ul iranian în anii 2000.
Iranul a cunoscut dansul sub formă de muzică, joc, dramă sau ritualuri religioase încă din cel puțin mileniul al VI-lea î.Hr. Artefacte cu imagini ale dansatorilor au fost găsite în siturile arheologice preistorice. Genurile de dans variază în funcție de zonă, cultură și limba localnicilor, putând varia de la reconstrucții sofisticate ale dansurilor de curte rafinate până la dansuri populare energice. Fiecare grup, regiune și epocă istorică are stiluri de dans specifice asociate cu aceasta. Cel mai vechi dans cercetat din Iranul istoric este un dans de venerare a lui Mithra. Dansul persan antic a fost studiat semnificativ de istoricul grec Herodot. Iranul a fost ocupat de puteri străine, ceea ce a dus la dispariția lentă a tradițiilor de dans moștenite.
Perioada Qajar a avut o influență importantă asupra dansului persan. În această perioadă, un stil de dans a început să fie numit „dans clasic persan”. Dansatorii executau dansuri artistice la curte în scopuri de divertisment, cum ar fi încoronări, sărbători de căsătorie și celebrații ale Norouz. În secolul al XX-lea, muzica a început să fie orchestrată, iar mișcările de dans și costumele au căpătat o orientare modernă spre Occident.

### Modă și îmbrăcăminte
Data exactă a apariției țesutului în Iran nu este încă cunoscută, dar este probabil să coincidă cu apariția civilizației. Ferdowsi și mulți istorici l-au considerat pe Keyumars drept primul care a folosit pielea și părul animalelor ca îmbrăcăminte, în timp ce alții îl propun pe Hushang. Ferdowsi îl consideră pe Tahmuras un inițiator al textilelor în Iran. Îmbrăcămintea Iranului antic a luat o formă avansată, iar țesătura și culoarea îmbrăcămintei au devenit foarte importante. În funcție de statutul social, importanță, clima regiunii și anotimp, îmbrăcămintea persană din perioada ahemenidă a luat diverse forme. Această îmbrăcăminte, pe lângă rolul funcțional, avea și un rol estetic.

### Cinema, animație și teatru

Reproducerea unui pocal din mileniul al III-lea î.Hr. descoperit la Shahr-e Sukhteh, posibil cea mai veche animație din lume, expus la Muzeul Național al Iranului

Un pocal de lut din mileniul al III-lea î.Hr., descoperit la Orașul Ars din sud-estul Iranului, prezintă ceea ce ar putea fi cel mai vechi exemplu de animație din lume. Cu toate acestea, cele mai vechi exemple iraniene de reprezentări vizuale sunt reliefurile de la Persepolis, centrul ritualic al Imperiului Ahemenid.
Primul cineast iranian a fost probabil Mirza Ebrahim (Akkas Bashi), fotograful curții lui Mozaffar-ed-Din, conducătorul dinastiei Qajar. Mirza Ebrahim a obținut o cameră și a filmat vizita acestuia în Europa. În 1904, Mirza Ebrahim (Sahhaf Bashi) a deschis primul cinematograf public în Teheran.
Primul lungmetraj iranian, Abi and Rabi, a fost o comedie mută regizată de Ovanes Ohanian în 1930. Primul film sonor, Lor Girl, a fost produs de Ardeshir Irani și Abd-ol-Hosein Sepanta în 1932. Industria animației din Iran a început să se dezvolte în anii 1950 și a fost urmată de înființarea influentului Institutul pentru Dezvoltarea Intelectuală a Copiilor și Tinerilor în 1965.
Odată cu proiecțiile filmelor Qeysar și The Cow în 1969, regizate de Masoud Kimiai și Dariush Mehrjui, s-au conturat filmele alternative care și-au câștigat un loc în industria cinematografică. Au urmat Downpour de Bahram Beyzai și Tranquility in the Presence of Others de Nasser Taghvai. Primele încercări de organizare a unui festival de film, începute în 1954 în cadrul Festivalului Golrizan, au dus la crearea Festivalului Sepas în 1969 și, ulterior, la Festivalul Internațional de Film de la Teheran în 1973.

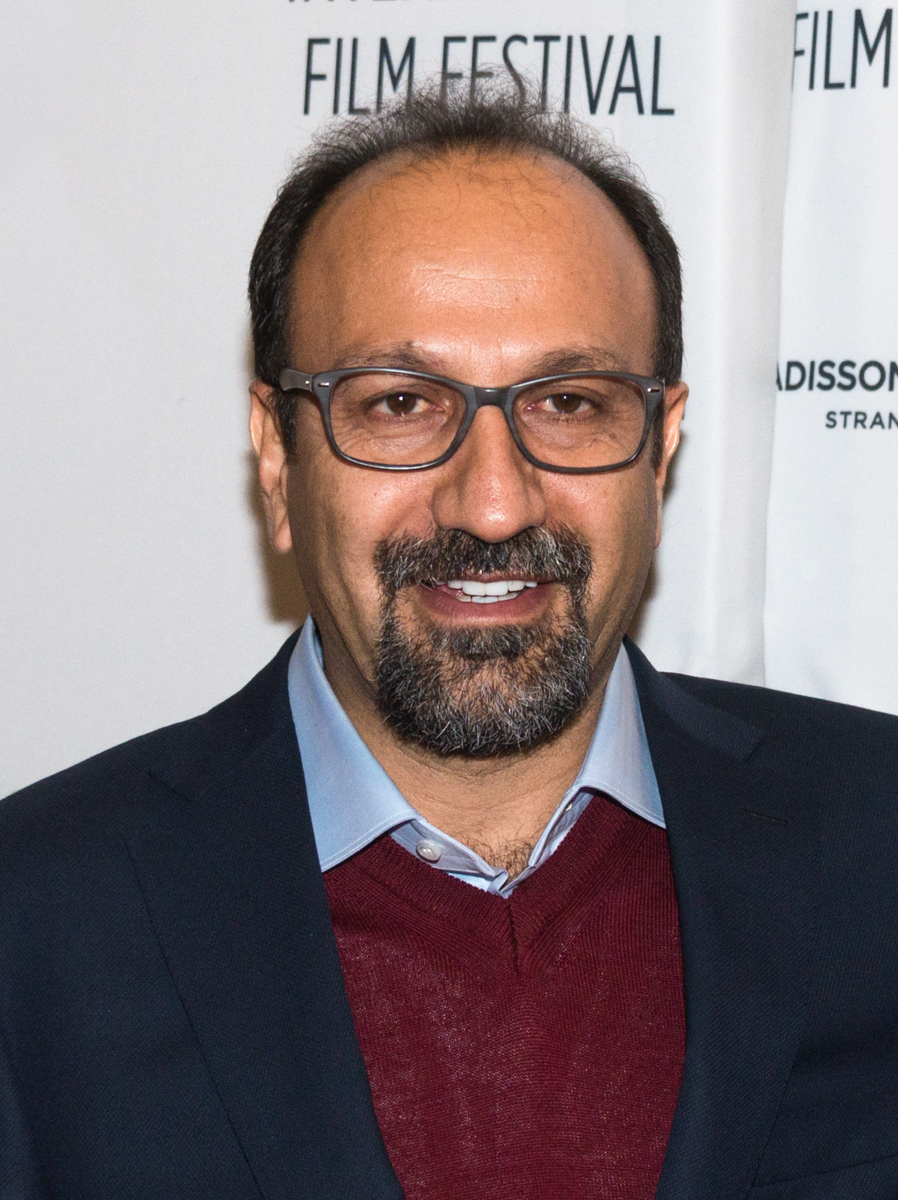
Asghar Farhadi, dublu câștigător al Oscarului și un cineast de renume în secolul XXI

După Revoluția Culturală, a început o nouă eră în cinematografia iraniană, marcată de filme precum Long Live! de Khosrow Sinai, urmate de producțiile lui Abbas Kiarostami și Jafar Panahi. Kiarostami a adus Iranul pe scena cinematografiei mondiale câștigând Palme d'Or pentru Taste of Cherry în 1997.
Prezența filmelor iraniene la festivaluri prestigioase, precum Cannes, Veneția și Berlin, a atras atenția asupra cinematografiei iraniene.

### Media

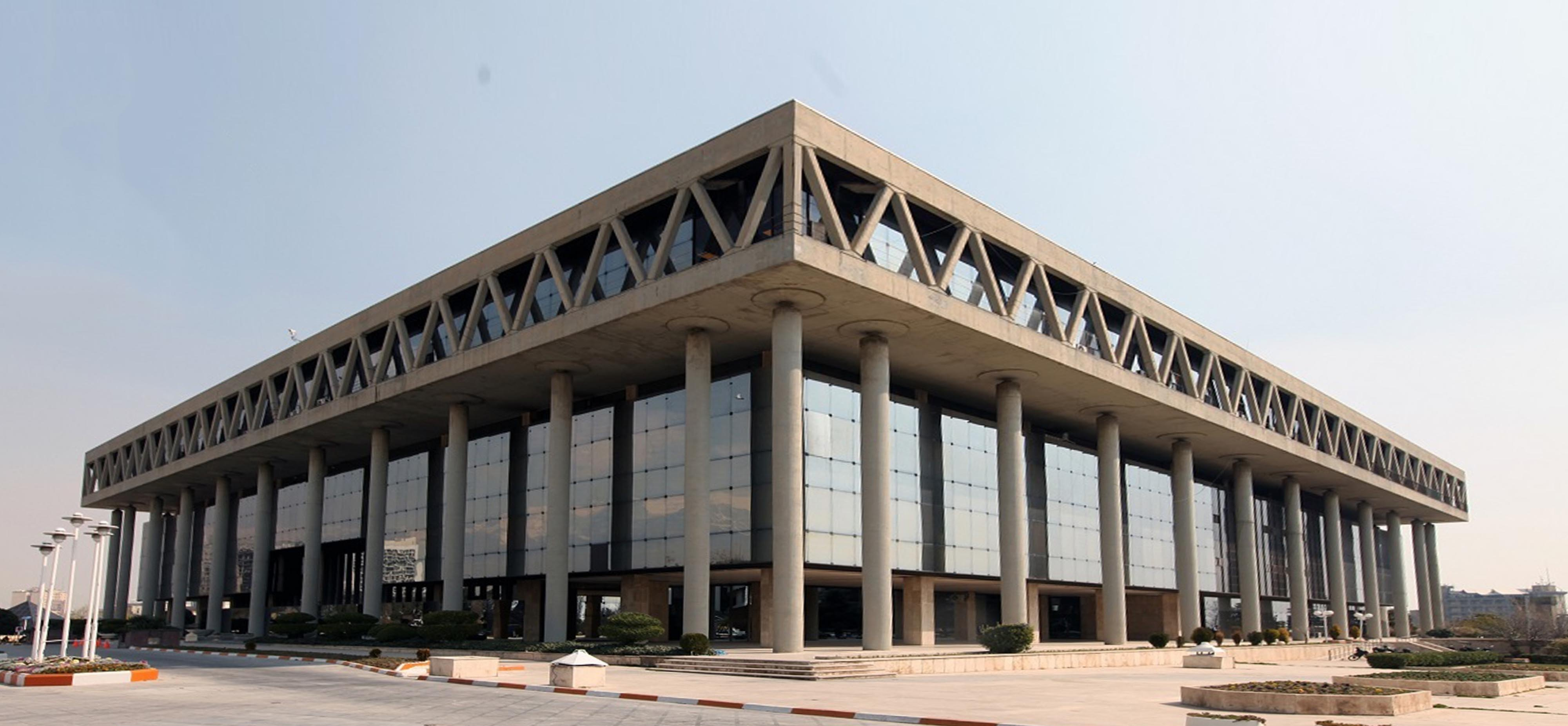
IRIB, corporația media controlată de stat din Iran

Cea mai mare corporație media din Iran este IRIB, deținută de stat. Ministerul Culturii și Ghidării Islamice este responsabil pentru politica culturală, inclusiv activitățile legate de comunicații și informații. Majoritatea ziarelor publicate în Iran sunt în limba persană, limba oficială și națională a țării. Cele mai răspândite publicații periodice ale țării au sediul în Teheran, printre care se numără Etemad, Ettela'at, Kayhan, Hamshahri, Resalat și Shargh. Tehran Times, Iran Daily și Financial Tribune sunt printre cele cunoscute ziare în limba engleză publicate în Iran.
Iranul se află pe locul 17 în lume după numărul de utilizatori de Internet. Google Search este cel mai utilizat motor de căutare din Iran, iar Instagram este cel mai popular serviciu de rețea socială online. Accesul direct la multe site-uri web mainstream din întreaga lume este blocat în Iran, inclusiv Facebook, care este blocat din 2009. Aproximativ 90% din e-commerce-ul Iranului are loc pe magazinul online iranian Digikala, care are aproximativ 750.000 de vizitatori pe zi și este cel mai vizitat magazin online din Orientul Mijlociu.

### Gastronomie

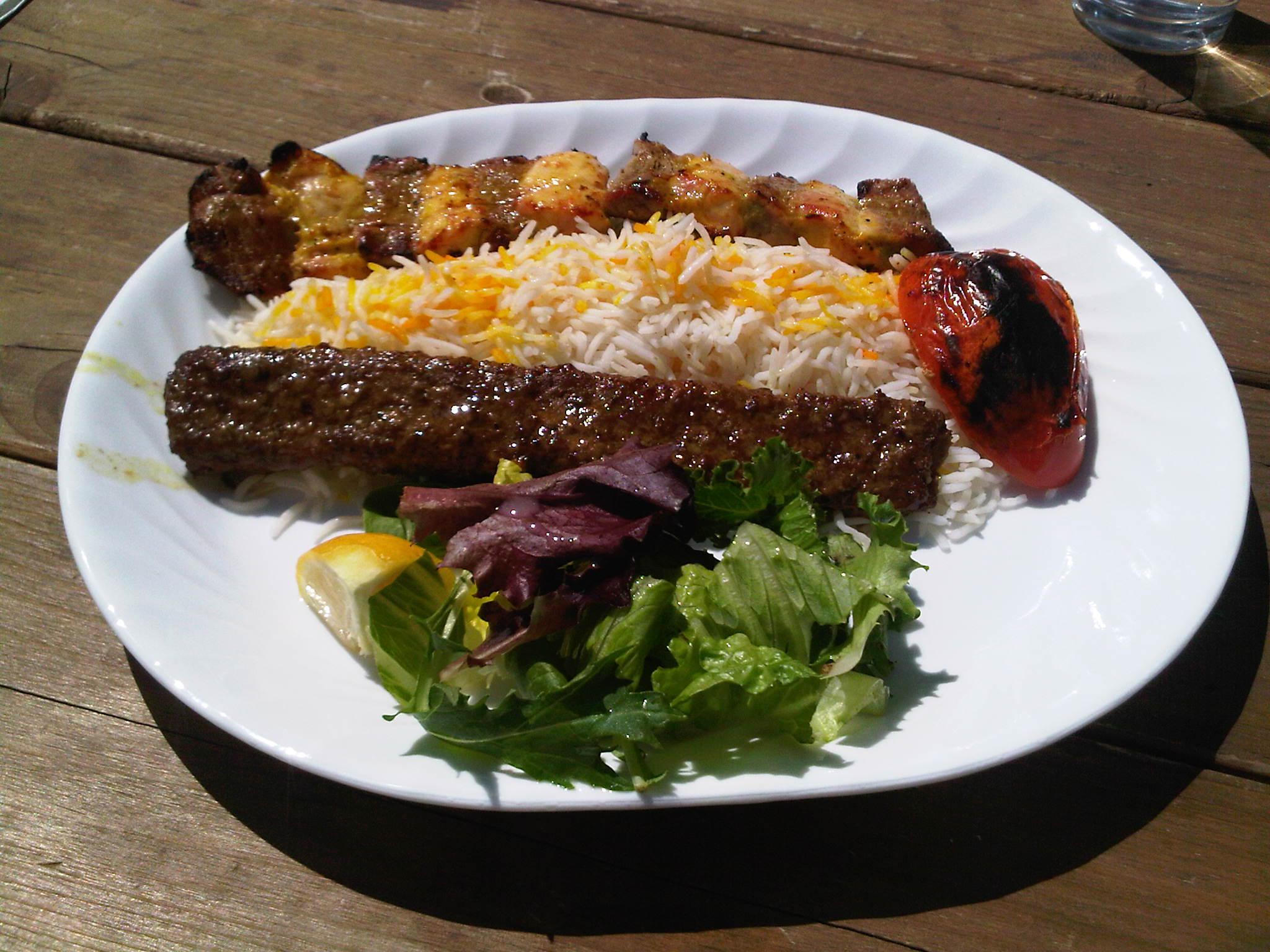
Chelow kabab (orez și kebab), unul dintre feluri naționale ale Iranului

Felurile principale iraniene includ varietăți de kebab, pilaf, tocană (khoresh), supă și āsh, și omletă. Mesele de prânz și cină sunt însoțite în mod obișnuit de garnituri precum iaurt simplu sau mast-o-khiar, sabzi, salată Shirazi, și torshi, și pot fi urmate de feluri precum borani, Mirza Qasemi sau kashk e bademjan. În cultura iraniană, ceaiul este consumat pe scară largă. Iranul este al șaptelea mare producător de ceai din lume. Unul dintre cele mai populare deserturi ale Iranului este falude. Există și înghețata populară de șofran, cunoscută sub numele de Bastani Sonnati („înghețată tradițională”), care este uneori însoțită de suc de morcov. Iranul este, de asemenea, faimos pentru caviarul său.
Felurile principale tipice iraniene sunt combinații de orez cu carne, legume și nuci. Ierburile sunt folosite frecvent, împreună cu fructe precum prune, rodii, gutui, prune uscate, caise și stafide. Aromele caracteristice iraniene, cum ar fi șofranul, cardamomul și lamaie uscată, precum și alte surse de aromă acră, scorțișoara, curcuma și pătrunjelul sunt amestecate și folosite în diverse feluri de mâncare.

### Sport
Iranul este cel mai probabil locul de naștere al poloului, cunoscut local sub numele de Chogan, cu cele mai vechi înregistrări atribuite vechilor Medi. Luptele libere sunt considerate în mod tradițional sportul național, iar luptătorii Iranului au fost de multe ori campioni mondiali. Lupta tradițională iraniană, numită koڑti e pahlevāni („lupta eroică”), este înregistrată pe lista Patrimoniului Cultural Imaterial al UNESCO. Comitetul Olimpic Național al Iranului a fost fondat în  anul 1947. Luptătorii și halterofilii au obținut cele mai mari performanțe ale țării la Jocurile Olimpice. În anul 1974, Iranul a devenit prima țară din Asia de Vest care a găzduit Jocurile Asiatice.
Ca țară muntoasă, Iranul este un loc potrivit pentru schi, snowboarding, drumeții, alpinism pe stâncă, și alpinism. Este acasă pentru stațiuni de schi, cele mai cunoscute fiind Tochal, Dizin și Shemshak. Dizin este cea mai mare stațiune și este autorizată de FIS să organizeze competiții internaționale.
Fotbalul este cel mai popular sport, echipa națională masculină câștigând de trei ori Cupa Asiei. Echipa masculină se află pe locul 2 în Asia și pe locul 20 în Clasamentul Mondial FIFA la data de April 2024. Stadionul Azadi din Teheran este cel mai mare stadion de fotbal din Asia de Vest și se află pe o listă a celor mai bune 20 de stadioane din lume. Voleiul este al doilea cel mai popular sport. După ce a câștigat Campionatele Asiatice de Volei Masculin din 2011 și 2013, echipa națională masculină este a doua cea mai puternică din Asia și pe locul 15 în Clasamentul Mondial FIVB la data de ianuarie 2024. Baschetul este, de asemenea, popular, echipa națională masculină câștigând trei Campionate Asiatice din 2007.